# Wojna domowa w Syrii
Wojna domowa w Syrii – trwająca od 2011 roku wielostronna wojna domowa między siłami wiernymi prezydentowi Baszszarowi al-Asadowi a zbrojną opozycją.
W 2011 roku w Syrii rozpoczęło się antyrządowe powstanie. Jego przyczyną były autorytarne rządy Baszszara al-Asada. Inspiracją dla Syryjczyków do protestów, a następnie zbrojnego wystąpienia były udane rewolucje w Tunezji, Egipcie oraz wojna domowa w Libii (tzw. arabska wiosna).
Pierwsze protesty na fali tunezyjskiej rewolucji miały miejsce 26 stycznia 2011. Powstanie wybuchło 15 marca 2011, kiedy odbyły się wielotysięczne demonstracje w różnych syryjskich miastach. W reakcji na demonstracje władze syryjskie nakazały siłom bezpieczeństwa tłumić powstanie, w wyniku czego ginęły setki cywilów w całym kraju. W miastach ruchowi oporu odcięto dostęp do wody oraz elektryczności. Ponadto siły bezpieczeństwa skonfiskowały dobra cywilne oraz żywność.
3 lutego 2012 rozpoczął się szturm na miasto Hims. Armia atakowała rakietami, pociskami moździerzowymi oraz czołgowymi dzielnice mieszkalne, w wyniku czego śmierć poniosło kilkaset cywilów. Wydarzenia te wzbudziły oburzenie opinii międzynarodowej, jednak z powodu ponownego weta Rosji i Chin na forum Rady Bezpieczeństwa ONZ nie została przyjęta rezolucja potępiająca reżim Asada.
21 marca 2012 RB ONZ przyjęła sześciopunktowy plan pokojowy projektu Kofiego Annana, mający na celu zakończenie konfliktu. W wyniku mediacji wysłannika ONZ plan ten poparł Baszar al-Asad oraz arena międzynarodowa łącznie z Rosją i Chinami, blokujący do tej pory wysiłki na rzecz pokoju. Na przełomie marca i kwietnia 2012 roku armia pacyfikowała obszary oporu na terenie całego kraju. Mimo tego Baszar al-Asad zgodził się na zawieszenie broni w dniu 10 kwietnia 2012, w ramach planu Annana.
Oficjalnie zawieszenie broni weszło w życie 12 kwietnia 2012. Jednakże de facto rozejm nie był respektowany przez siły rządowe, a w efekcie także przez rebeliantów. Ponadto reżim nie wypełnił żadnego z sześciu punktów planu Annana. W ramach tego planu wysłano do Syrii obserwatorów tworzących misję UNSMIS. Jednakże liczba 300 obserwatorów w szczytowym momencie okazała się niewystarczająca, by sprawnie monitorować sytuację w Syrii. Z czasem reżim dopuszczał się coraz większych pogwałceń rozejmu, czego punktem kulminacyjnym była masakra w Huli 25 maja 2012.
Jednak w Syrii doszło do eskalacji przemocy do tego stopnia, iż 16 czerwca 2012 zawieszono misję obserwacyjną ONZ. Powołana grupa kontaktowa uchwaliła na konferencji genewskiej z 30 czerwca 2012 zasady transformacyjne po zakończeniu konfliktu, jednak nadal nie było wiadomo jak go rozwiązać. Doprowadziło to do kolejnej masakry pod Hama, gdzie 12 lipca 2012 siły rządowe wraz z alawicką milicją szabiha zabiły 150 osób.
Punktem zwrotnym w wojnie domowej było użycie broni chemicznej na wielką skalę przez jedną ze stron w Ghucie 21 sierpnia 2013, w wyniku czego zginęło kilkaset osób. W wyniku użycia broni niekonwencjonalnej arena międzynarodowa rozpoczęła przygotowania do interwencji międzynarodowej pod przewodnictwem Stanów Zjednoczonych, jednak głębokie podziały społeczności międzynarodowej spowodowały, iż kryzys zdecydowano się rozwiązać dyplomatycznym planem zniszczenia syryjskich arsenałów przez inspektorów Organizacji ds. Zakazu Broni Chemicznej. W tym celu 27 września 2013 Rada Bezpieczeństwa ONZ przyjęła rezolucję nr 2118 wzywająca do zabezpieczenia i zniszczenia syryjskiego arsenału chemicznego oraz przedstawiającą plan wykonania misji. W październiku 2013 Syrię wizytowali inspektorzy OPCW, natomiast broń chemiczną z Syrii zaczęto wywozić na przystosowanym do tego duńskim i norweskim okręcie w styczniu 2014.
W 2014 roku Państwo Islamskie przejęło kontrolę nad dużą częścią wschodniej Syrii i zachodniego Iraku, co skłoniło międzynarodową koalicją pod przewodnictwem USA do interwencji wymierzonej przeciwko temu ugrupowaniu. Interwencja wiązała się z operacjami lotniczymi, bombardowaniami i atakami na pozycje Państwa Islamskiego oraz wsparciem Syryjskich Sił Demokratycznych. W 2017 Syryjskie Siły Demokratyczne zajęły Ar-Rakkę, uznawaną za nieformalną stolicę Państwa Islamskiego w Iraku i Lewancie, co poskutkowało terytorialnym upadkiem tego tworu. W 2019 roku Turcja rozpoczęła operację Źródło Pokoju, w wyniku której wraz ze sprzyjającą sobie Wolną Armią Syrii zaatakowała terytorium Różawy pod kontrolą Syryjskich Sił Demokratycznych.
Czas od marca 2020 roku (w którym zawarto zawieszenie broni po ofensywie w Idlibie) do 2024 roku charakteryzował się mniejszą intensywnością konfliktu, który opierał się odtąd o regularne potyczki. W listopadzie 2024 roku w północno-zachodniej Syrii rozpoczęła się ofensywa pod wodzą Hajat Tahrir asz-Szam skierowana przeciwko Siłom Zbrojnym Syrii. Siły Hajat Tahrir asz-Szam wspierane przez Turcję zajęły Aleppo. 8 grudnia 2024 roku, siły rebeliantów zdobyły Damaszek, doprowadzając tym samym do upadku rządów Baszszara al-Asada.

## Tło

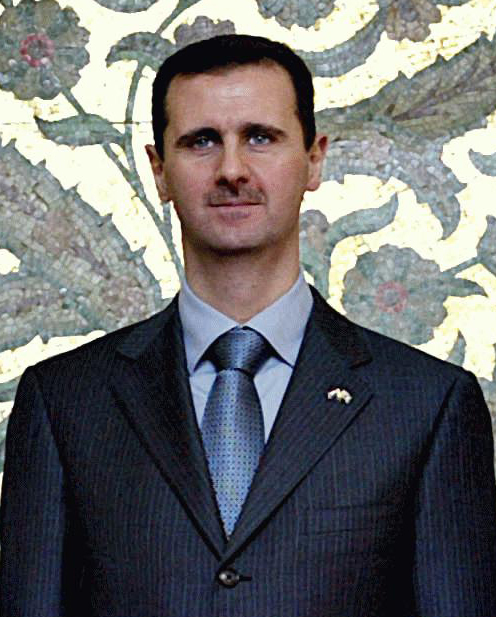
Baszszar al-Asad

Od 1963 w Syrii nieprzerwanie obowiązywał stan wyjątkowy. Syryjski rząd tłumaczył to pozostawaniem w stanie wojny z Izraelem. W praktyce nie został on zniesiony, gdyż skutecznie zawieszał swobody obywatelskie zawarte w konstytucji. Syryjczycy wybierali prezydenta w drodze głosowania, natomiast nie przeprowadzano wielopartyjnych wyborów.
Po zamachu stanu w 1963 do władzy doszła partia Baas. Po wewnątrzpartyjnym zamachu stanu, w ramach tzw. Ruchu Korygującego, nowy prezydent Hafiz al-Asad, ojciec rządzącego od 2000 roku Baszszara al-Asada, zezwolił jedynie na fasadowy pluralizm partyjny (działalność Narodowego Frontu Postępu). Najpoważniejszą siłą opozycyjną były nielegalne organizacje fundamentalistów islamskich, na czele z syryjskim oddziałem Braci Muzułmańskich. W drugiej połowie lat 70. XX wieku organizacje te zaczęły organizować zamachy na działaczy partii Baas, oficerów i przedstawicieli inteligencji, zwłaszcza alawitów. 16 czerwca 1979 w ataku na Szkołę Artylerii w Aleppo zamordowanych zostało od 32 do 83 kadetów wywodzących się ze społeczności alawickiej. Szczególnie silne okazało się podziemie islamistyczne w Hamie i Aleppo. W 1982 w Hamie fundamentaliści zorganizowali powstanie zbrojne, mając nadzieję, że rozleje się ono na cały kraj. Zostało ono stłumione przez wojsko i całkowicie zrujnowane. Według różnych autorów zginęło wówczas od 5 do 40 tys. osób.
W związku z możliwością elekcji Hafiza al-Asada w 1999 w mieście Latakia dochodziło do gwałtownych protestów, po wyborach z 1998. Prezydent Hafiz al-Asad zmarł jednak w 2000. Wobec tego zmieniono konstytucję tak, że obniżono wiek, od którego można zostać prezydentem z 40 do 34 lat. Na prezydenta powołano syna wieloletniego dyktatora Baszszara al-Asada.
Napięcie w kraju wywołały zamieszki wywołane przez Kurdów w 2004. Podczas jednego z meczów w marcu 2004 w mieście Al-Kamiszli, Kurdowie wnieśli na stadion własną flagę, wobec czego siły bezpieczeństwa otworzyły ogień do kibiców, zabijając ok. 30 osób.
Rodzina al-Asada wyznaje alawizm, który przez szyitów (w przeciwieństwie do większości sunnitów) uznawany jest za odmianę islamu. Syria za rządów Hafiza i Baszszara al-Asadów borykała się z wieloma problemami społeczno-ekonomicznymi. Jak relacjonuje Komunistyczna Partia Syrii, odnotowywano stopniowe pogarszanie się warunków życia, zmniejszenia pomocy państwa dla biednych, nierespektowanie wolności handlu, brak wsparcia lokalnego przemysłu oraz wysoką stopa bezrobocia zwłaszcza u młodych Syryjczyków.
W Syrii notorycznie łamano prawa człowieka. Już samo utrzymywanie stanu wyjątkowego pozwalało na aresztowania i represje w stosunku do opozycjonistów. System polityczny był monopartyjny, wybory były fikcyjne. Kobiety oraz mniejszości narodowe doświadczały dyskryminacji.
Pod wpływem jaśminowej rewolucji w Tunezji, 1 stycznia 2011 w Syrii zablokowano dostęp do stron internetowych takich jak Facebook, Wikipedia oraz YouTube. 31 stycznia 2011 prezydent Asad wobec protestów w krajach arabskich obiecał przeprowadzenie reform państwa.

## Przebieg wojny domowej w Syrii

### Protesty na fali arabskiej wiosny
Protesty w Syrii rozpoczęły się 26 stycznia 2011, kiedy to Hasan Ali Akla w mieście Al-Hasaka oblewając się benzyną, dokonał samospalenia. Inspiratorem dla Syryjczyka było samospalenie Tunezyjczyka Mohameda Bouziziego, który 17 grudnia 2010 podpalił się w proteście przeciwko brakowi perspektyw na poprawę swojej sytuacji życiowej. Samospalenie Bouziziego było początkiem powstań ludowych w krajach arabskich. Z kolei samobójstwo Hasana Alego Akli nastąpiło dzień po rozpoczęciu rewolucji w Egipcie.
Samospalenia oraz sytuacja w krajach arabskich wywołała protesty w kilku miastach w kraju. Jako pierwsi na ulice wyszli mieszkańcy miasta Ar-Rakka oraz stołecznego Damaszku. Protesty zwoływano w głównej mierze za pośrednictwem portali społecznościowych Facebook i Twitter. Demonstranci wzywali władze do przeprowadzenia reform politycznych i przywrócenia praw obywatelskich, a także ustąpienia prezydenta Baszszara al-Asada. Początkowo przeprowadzanie masowych protestów było uniemożliwiane przez działalność służb bezpieczeństwa, które skutecznie panowały nad sytuacją na ulicach miast.

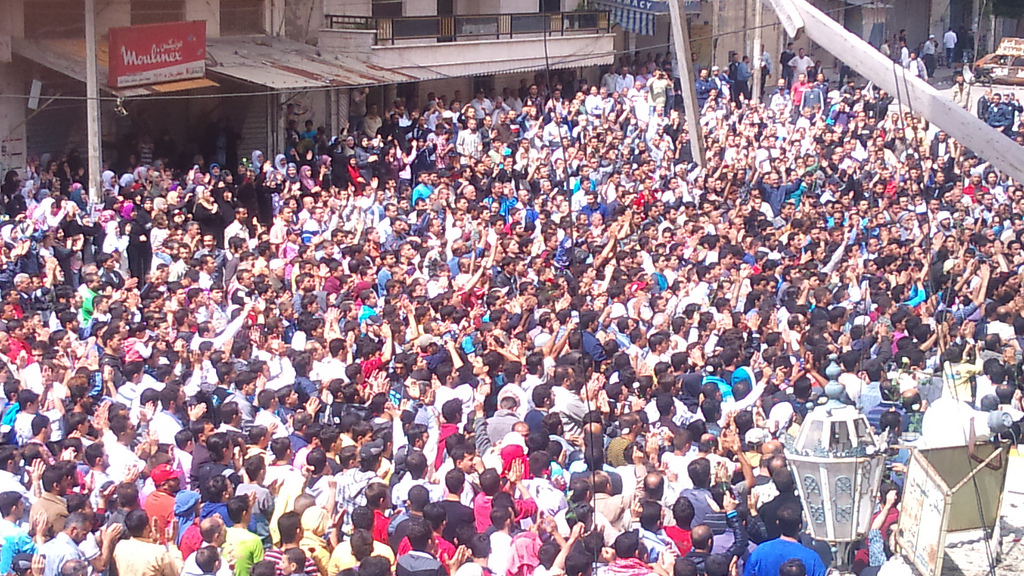
Manifestacja w Banijas

Masową demonstrację zwołano na 15 marca 2011, kiedy to w kilku miastach Syrii zgromadziło się kilka tysięcy demonstrantów w ramach tzw. Dnia Gniewu. Datę tę uznaje się za początek powstańczego oporu, który przerodził się następnie wraz ze zbrojeniem opozycji w wojnę domową. Od tego momentu co piątek każdego tygodnia zwoływano po modłach w meczetach masowe protesty przeciwko syryjskim władzom. Służby porządkowe w celu tłumienia manifestacji strzelały do demonstrantów z broni palnej, co codziennie przynosiło ofiary. Na przykład 23 marca 2011 służby bezpieczeństwa zastrzeliły 52 osoby w mieście Dara. Pacyfikowanie manifestacji poprzez ostrzeliwanie cywilów jeszcze bardziej wzmagało niezadowolenie.
29 marca 2011 syryjski rząd z premierem Muhammadem Nadżim al-Utrim pod wpływem demonstracji, którego ogarnęły cały kraj, podał się do dymisji. Setki tysięcy zwolenników prezydenta Asada demonstrowało wówczas w Damaszku i w czterech innych miastach. 3 kwietnia 2011 prezydent Baszszar al-Asad powierzył misję sformowania nowego gabinetu Adilowi Safarowi. 14 kwietnia 2011 prezydent powołał nowy rząd.
Wraz z nastaniem kwietnia 2011 intensyfikował się ruch oporu nieposłuszeństwa obywatelskiego. Władze przeprowadzały masowe aresztowania aktywistów oskarżanych o podburzanie nastrojów społecznych. Wobec wielu zatrzymanych stosowano tortury. Damaszek o wywoływanie niepokojów w kraju obwiniał „terrorystów”, czym legitymizowano akcje sił bezpieczeństwa wobec cywilów manifestujących w miastach. By uspokoić sytuację w państwie, 21 kwietnia 2011 prezydent Baszszar al-Asad podpisał dekret o zniesieniu stanu wyjątkowego, obowiązującego od 8 marca 1963 roku.

### Zbrojna pacyfikacja powstania
25 kwietnia 2011 do pacyfikacji powstania przyłączyła się regularna armia syryjska. Rozpoczęło się wówczas oblężenie Dary, miasta, w którym w poprzednim miesiącu doszło do wielotysięcznych antyrządowych demonstracji. Do miasta wjechały czołgi, a dachy budynków obsadzono snajperami, którzy oddawali strzały do uczestników protestów. Wobec takiego obrotu spraw kraje Zachodu zaczęły nawoływać o zaprzestanie rozlewu krwi w Syrii, nałożono też pierwsze sankcje na Damaszek. Mimo tego represje wobec opozycjonistów stale się nasilały. 5 maja 2011 zakończono oblężenie Dary, gdzie stłumiono powstanie. Już dzień później przystąpiono do oblężenia miasta Banijas i Hims. Taktykę z wysyłaniem czołgów do zbuntowanych miast zastosowano także w innych regionach kraju.
14 maja 2011 armia zakończyła oblężenie Banijas, w którym powstanie zostało skutecznie stłumione. Zaraz po tym rozpoczęło się oblężenie Tall Kalach. W Tall Kalach brutalnym działaniem wobec cywilów wsławili się wojskowi snajperzy, przez których z miasta uciekło kilka tysięcy osób, w tym wielu do sąsiedniego Libanu. Powstanie w tym mieście zakończyło się 19 maja 2011. Każdy dzień przynosił nowe ofiary. Mimo represji i sukcesów wojska w Himsie Banijas i Darze protesty przybrały tam na sile. Oprócz ofiar cywilnych zdarzały się przypadki w szeregach syryjskiej armii, że żołnierze, którzy odmówili strzelania do powstańców byli zabijani przez przełożonych. Spory odsetek ofiar cywilnych stanowiły dzieci. 24 maja 2011 znaleziono ciało Hamzy Ali Al-Khatiba, 13-letniego chłopca, który przed śmiercią został brutalnie torturowany przez żołnierzy. Al-Khatiba stał się symbolem syryjskiego ruchu oporu, a jego śmierć naświetlała brutalność i bezwzględne działania wobec protestujących cywilów.
29 maja 2011 armia przystąpiło do oblężenia miasta Ar-Rastan. 31 maja 2011 prezydent Asad ogłosił amnestię generalną obejmującą więźniów politycznych; uwolnione zostały wówczas setki osób, jednak dziennie aresztowano równie dużo ludzi biorących udział w manifestacjach. Wraz z nastaniem czerwca 2011 syryjskie wojsko przeprowadziło nowe operacje wymierzone w przeciwników prezydenta Asada. Trwała krwawa pacyfikacja w Ar-Rastanie. Do protestujących strzelano także z helikopterów. 4 czerwca 2011 wybuchły krwawe walki w Dżisr asz-Szughur w muhafazie Idlib. W mieście w zasadzkach i masakrach zginęły dziesiątki osób, tysiące uciekły z niego. 10 czerwca 2011 przypuszczono szturm na miasto, a kontrolę nad nim przejęto 14 czerwca 2011. Dwa dni później wojsko pancerne spacyfikowało pobliskie miasta Maarrat an-Numan oraz Chan Szajchun. 23 czerwca 2011 armia syryjska rozpoczęła operację tuż przy granicy z Turcją. Tego dnia zajęto m.in. strategiczną nadgraniczną wioskę Khirbet al-Jouz. Tysiące cywilów uciekło przed represjami do Turcji, gdzie zaczęto organizować obozy dla uchodźców. Do końca czerwca 2011 wojsko spacyfikowało niemal całe obszary, w tym terytoria zamieszkiwane przez Kurdów graniczące z Turcją.
3 lipca 2011 armia syryjska przystąpiła do oblężenia miasta Hama w związku z trwającymi tam rozruchami. W piątek 8 lipca 2011 w obleganej Hamie doszło do półmilionowej demonstracji, która ostatecznie została przepędzona przez siły bezpieczeństwa. Tydzień później na ulicach zgromadziło się tam aż 700 tys. osób, z kolei 22 lipca 2011 liczba demonstrujących przekroczyła milion osób. Były to największe protesty w czasie wczesnej fazy konfliktu, które zakończyły się 31 lipca 2011 masakrą ramadanową, w której zginęło 116 osób. 2 sierpnia 2011 armia kontynuowała operację, przeciwko przeciwnikom rządu w Hamie. Dzień później zajęli główny plac miasta.

### Przekształcanie się powstania w wojnę domową
29 lipca 2011 grupa siedmiu zbuntowanych oficerów armii narodowej powołała Wolną Armię Syrii (WAS), która za zadanie miała chronić syryjskich demonstrantów. Od tego momentu dezerterujący żołnierze z armii Baszara al-Asada, byli zrzeszani wokół formacji opozycyjnej, której dowódcą został Rijad al-Asad. Był to faktyczny początek zbrojnego ruchu oporu w Syrii i dezercji z wojska narodowego, co w dalszych fazach konfliktu było zjawiskiem powszechnym. 5 sierpnia 2011 przystąpiono do pięciodniowego oblężenia miasta Dajr az-Zaur na wschodzie kraju, które zakończyło się poddaniem miasta przez powstańców, zwanych dalej przez władze terrorystami. Po zajęciu Dajr az-Zaur organizowano wypady na tereny graniczne z Irakiem w celu dławienia tamtejszych ognisk oporu. 13 sierpnia 2011 rozpoczęła się pacyfikacja nadmorskiego miasta Latakia. Do miasta wjechały czołgi i samochody opancerzone. Dzień później miasto zostało ostrzelane z morza przez marynarkę wojenną. W ciągu dwóch dni zginęło tam 21 osób. Oblężenia miasta portowego trwało do 19 sierpnia 2011.

27 września 2011 dezerterzy wchodzący w skład Wolnej Armii Syrii podjęli pierwszą szeroko zakrojoną akcję zbrojną. Dokonali szturmu na Ar-Rastan, który opanowali w przeciągu czterech dni. Jednak wojsko narodowe przystąpiło do natychmiastowego odwetu, zakończonego odbiciem miasta na początku października 2011. W mieście aresztowano 3 tys. osób oskarżonych o wspieranie buntowników. Po I wecie Rosji i Chin w głosowaniu na arenie Rady Bezpieczeństwa ONZ z 4 października 2011 w Syrii przetoczyła się fala protestów przeciwko sojusznikom reżimu w Damaszku. W październiku 2011 Wolna Armia Syrii podjęła serię ataków partyzanckich na formacje wojska zasadniczego. Pierwszym z takich ataków była zasadzka w Idlib z 9 października 2011.
Na początku listopada 2011 wojsko dokonało pacyfikacji obleganego Hims. Za pomocą ciężkiej broni ostrzeliwano dzielnice mieszkalne. co przyniosło dziesiątki ofiar. W międzyczasie toczenia się operacji w Himsie, 8 listopada 2011 czołgi oraz transportowce opancerzone wjechały ponownie do Hamy, by zaprowadzić tam powtórny porządek. 16 listopada 2011 doszło do ataku Wolnej Armii Syrii na kilka placówek wojskowych w pobliżu Damaszku, w tym budynki służb wywiadowczych oraz jedną z największych baz w kraju Harasta niedaleko Damaszku, która została częściowo zniszczona. Doszło do walk, a nad obszarem starć zaczęły latać helikoptery. Był to pierwszy znaczący atak na ważne obiekty sił bezpieczeństwa od początku powstania. Do dezercji w armii narodowej dochodziło codziennie. Większość buntowników gromadziło się wokół opozycyjnej formacji wojskowej. Po kolejnych akcjach partyzanckich armia zaczęła wyszukiwać i neutralizować kryjówki rebeliantów, by uniemożliwić im kontynuowanie takiej taktyki wojennej.
19 grudnia 2011 doszło do buntu wojska w Dżabal al-Zawija w muhafazie Idlib. Uformował się wówczas garnizon 3 tys. bojowników. Doszło wtedy do bitwy pod Dżabal al-Zawija i Kafr Eid, w której wykorzystano artylerię, w wyniku działania, której zginęło 269 osób, w większość cywile i rebelianci, a także 93 żołnierzy rządowych 21 grudnia 2011 wojsko zostało oskarżone o masakrę cywilów przy użyciu czołgów i artylerii. Według cywilów, którym udało się uciec przed masakrą wojsko użyło bomb z gwoździami, by celowo zwiększyć siłę rażenia. Armia otoczyła dolinę Budnaja, gdzie udała się cześć uciekinierów, także członkowie zbuntowanych jednostek wojskowych. Żołnierze kontynuowali szeroko zakrojoną operację. Pojmano i rozbrojono wielu bojowników w prowincji Idlib. 23 grudnia 2011 w Damaszku doszło do wybuchu samochodu-pułapki w wyniku czego zginęły 44 osoby, a 166 zostało rannych. Za zamachem stali sunniccy islamiści z ugrupowania Front Obrony Ludności Lewantu powiązanego z Al-Ka’idą.
26 grudnia 2011 do Syrii wjechali międzynarodowi obserwatorzy Ligi Państw Arabskich pod dowództwem sudańskiego generała Mustafy Dabiego. Misja ta nie spełniła swoich priorytetowych celów, mimo obecności obserwatorów, siły bezpieczeństwa nie wycofały się z miast i nie zaniechały ataków na opozycjonistów. Praca obserwatorów oraz wybór przewodniczącego misji, który podczas II wojny domowej w Sudanie pełnił funkcję dowódcy wojsk Północy budziła kontrowersje i otwartą krytykę. Wobec tego 7 stycznia 2012 Katar zaproponował zaproszenie ekspertów z ONZ ds. praw człowieka, aby wraz z arabskimi obserwatorami ocenili, czy Syria przestrzega uzgodnień dotyczących zaprzestania krwawego tłumienia protestów. Wobec niepowodzenia misji i eskalacji przemocy w Syrii misja obserwatorów została zawieszona przez LPA 28 stycznia 2012.
W czasie trwania misji obserwacyjnej LPA toczono walki wokół Damaszku. 18 stycznia 2012 rebelianci z miasta Ar-Zabadani (30 km na północny zachód od Damaszku) podpisali zawieszenie broni z armią krajową, po ich pięciodniowych walkach w mieście. 21 stycznia 2012 powstańcy opanowali znaczną część dzielnicy Damaszku – Dumy. 26 stycznia 2012 wojska rządowe odbiły z rąk dezerterów zbuntowaną Dumę. W trakcie kontrofensywy armii pod Damaszkiem siły rebelianckie dokonały 29 stycznia 2012 ataku na Ar-Rastan. Po trzydniowych ciężkich walkach rebeliantom udało się opanować miasto.

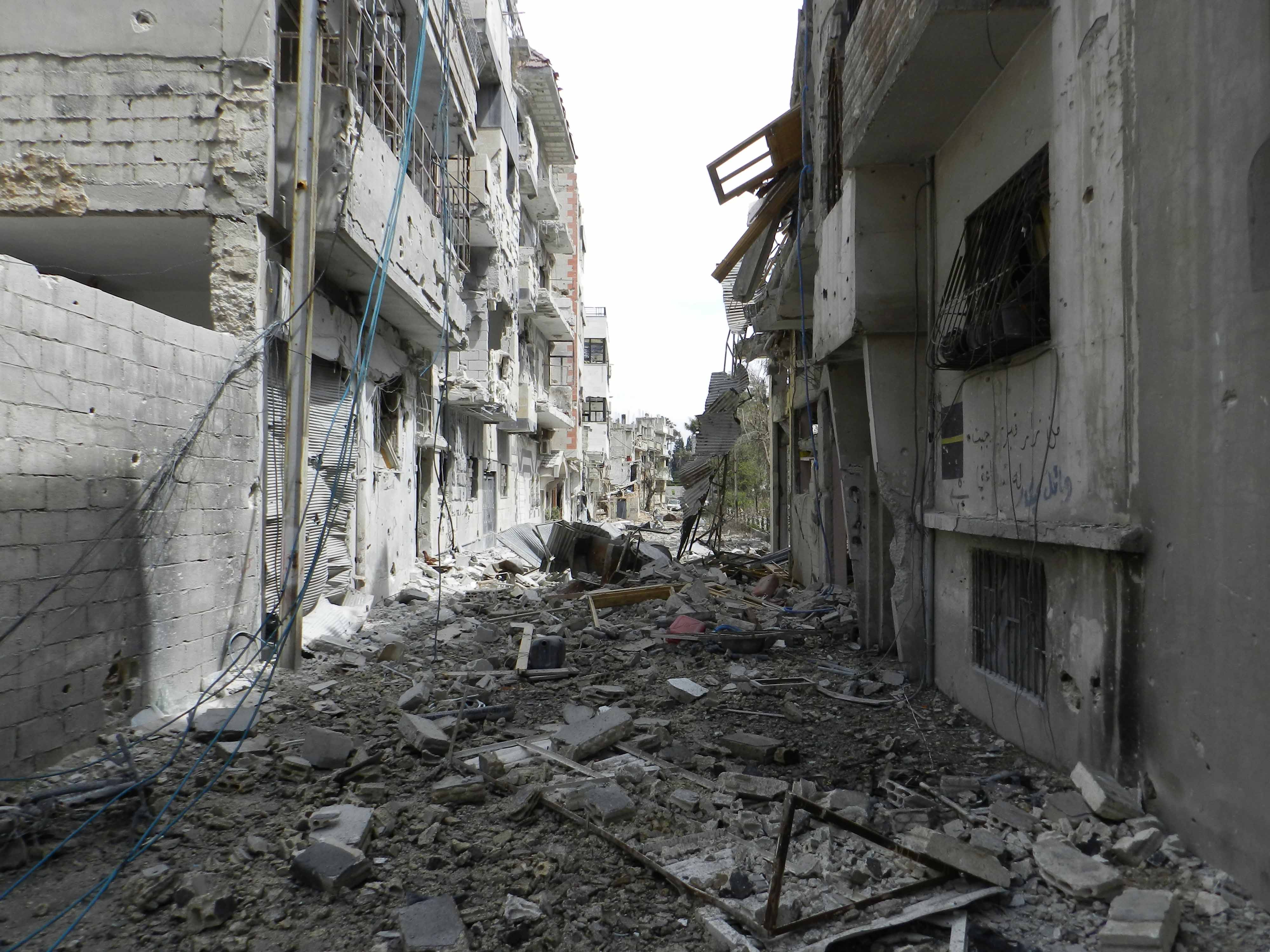
Zniszczenia w Himsie wywołane ofensywą wojska syryjskiego

3 lutego 2012 armia rozpoczęła pacyfikację dzielnicy Baba Amro w Himsie. Zginęło ponad 230 osób, a 700 odniosło obrażenia. Mimo krwawej masakry w Himsie, kiedy to 4 lutego 2012 zabito 360 osób (łącznie w całym kraju 400 osób; był to najbardziej krwawy dzień w czasie wojny domowej), Rosja oraz Chiny po raz drugi zablokowały projekt rezolucji na posiedzeniu Rady Bezpieczeństwa ONZ. Projekt rezolucji zakładał wezwanie syryjskiego prezydenta do ustąpienia oraz potępienie reżimu. Po wecie stałych członków RB ONZ, w stronę Moskwy oraz Pekinu zaadresowano falę krytyki. W ocenie opinii międzynarodowej kraje te niweczyły wysiłki na rzecz rozwiązania syryjskiego konfliktu. W kolejnych dniach armia kontynuowała ciężki ostrzał dzielnic mieszkalnych, w wyniku czego śmierć poniosły dziesiątki cywilów. 22 lutego 2012 w szturmowanym Hims zginęło dwóch dziennikarzy wojennych – Amerykanka Marie Colvin, pracująca dla brytyjskiego „Sunday Timesa” oraz francuski fotoreporter Rémi Ochlik, laureat nagrody World Press Photo. Według raportu ONZ, wojsko Asada strzelało do nieuzbrojonych kobiet i dzieci, ostrzeliwało z rakiet cywilne osiedla oraz torturowało rannych w szpitalach. Wszystko to działo się pod rozkazami najwyższych dowódców w państwie. Po miesięcznych walkach 1 marca 2012 rebelianci zarządzili odwrót z dzielnicy Baba Amro.
Po zakończeniu bitwy o Baba Amro, która kosztowała życie ok. 700-1000 osób, siły pancerne skierowały swoją ofensywę na Ar-Rastan, w celu jego odbicia. Miasto to było bombardowane od 4 marca 2012. Siły przerzucono także w kierunku miasta Idlib. 9 marca 2012 rozpoczęła się operacja wojsk syryjskich w górskich rejonach miasta Idlib, bronionego przez rebeliantów z Wolnej Armii Syrii oraz Syryjskiej Armii Wyzwoleńczej wspieranych przez mudżahedinów. 13 marca 2012 rebelianci zostali ostatecznie pokonani w Idlib.

### Pokojowy plan Kofiego Annana
W marcu 2012 wysłannik ONZ i LPA do Syrii Kofi Annan negocjował warunki zawieszenia broni w ramach planu pokojowego. W tym czasie siły rządowe przystąpiły do intensywnej pacyfikacji terenów kontrolowanych przez buntowników. 24 marca 2012 siły rządowe ostrzelały z pocisków moździerzowych dzielnicę Hims – Chaldiję, która była kontrolowana przez powstańców. Zginęły tam 24 osoby. Armia podjęła także szturm na Sarakib w prowincji Idlib, gdzie wjechało 26 czołgów. Miasto to zostało zajęte 27 marca 2012, po opuszczeniu go przez Wolną Armię Syrii. W myśl planu Annana armia miała zacząć się wycofywać z miast, jednak na początku kwietnia 2012 trwał najintensywniejszy ostrzał dzielnic mieszkalnych i sektorów miast zajmowanych przez rebeliantów, w wyniku czego ginęło średnio niemal 100 osób na dzień.
Zawieszenie broni po mediacji Annana zaczęło obowiązywać 12 kwietnia 2012. De facto rozejm nie był respektowany przez siły rządowe, a w efekcie także przez rebeliantów. Codziennie odnotowywano incydenty naruszania broni, a z biegiem czasu liczba ofiar zaczęła przewyższać stan sprzed planu pokojowego ONZ. W międzyczasie 7 maja 2012 w Syrii przeprowadzono w cieniu przemocy wybory parlamentarne, które podobnie jak lutowe referendum konstytucyjne zostało całkowicie zbojkotowane przez opozycję. Ponadto rząd pomimo zapewnień nie wypełnił żadnego z sześciu punktów planu Annana. W ramach planu pokojowego wysłano do Syrii obserwatorów tworzących misję UNSMIS. Jednakże liczba 300 obserwatorów w szczytowym momencie, okazała się niewystarczająca, by sprawnie monitorować sytuację w Syrii. Z czasem siły rządowe dopuszczały się coraz większych pogwałceń rozejmu, czego punktem kulminacyjny była masakra w Huli z 25 maja 2012.
Po tej zbrodni dokonanej przez siły rządowe i prorządową milicję szabiha, w której zginęło 108 cywilów, rebelianci ogłosili fiasko planu Annana i od czerwca 2012 rozpoczęli zbrojne operacje. W odwecie siły bezpieczeństwa nasiliły swoje represje i wraz z siłami paramilitarnymi dopuszczali się kolejnych masakr. 7 czerwca 2012 Kofi Annan oficjalnie przyznał, że jego plan pokojowy nie odniósł zamierzonych skutków, a Syria pogrążała się w wirze wojny domowej. 16 czerwca 2012 z powodu eskalacji przemocy, ONZ zawiesiła misję obserwacyjną UNSMIS w Syrii. Dokładnie dwa miesiące później ogłoszono zakończenie misji UNSMIS. W międzyczasie, 2 sierpnia 2012 Kofi Annan podał się do dymisji z pełnionych funkcji wysłannika pokojowego, pozostając na stanowisku do daty wygaśnięcia misji UNSIMS, czyli 31 sierpnia 2012. Jego następcą został algierski dyplomata Lakhdar Brahimi.

### Ciąg dalszy wojny domowej i radykalizacja konfliktu
Po raz pierwszy określenie terminu wojna domowa na arenie ONZ użył 12 czerwca 2012 Herve Ladsous, szef misji pokojowych ONZ. Ladsous powiedział, że „nie jest pewien, czy z prawnego punktu widzenia można mówić o takim rodzaju konfliktu. Ale pewne jest, że sytuacja w Syrii jest poważna”.
Jednak pojęcie wojna domowa znacznie wcześniej pojawiało się w mediach. Takim terminem przy opisywaniu sytuacji w Syrii operował m.in. Międzynarodowy Komitet Czerwonego Krzyża.
Używaniu terminu wojna domowa sprzeciwiła się opozycja. Według rebeliantów stosowanie takiego terminu zrównywało obie strony konfliktu i zaprzeczało masakrom, dokonywanym przez reżim prezydenta Baszara al-Asada. Sprzeciw wobec określenia „wojna domowa” wyraziły też władze w Damaszku. Szef syryjskiego MSZ stwierdził, że to, co się dzieje w jego kraju, to walka z terroryzmem i zorganizowanymi, uzbrojonymi grupami. 26 czerwca 2012 Baszar al-Asad zadeklarował, że jego kraj był pogrążony w wojnie z uzbrojonymi grupami terrorystycznymi, jak nazywał rebeliantów.
Po tym, jak rebelianci przystąpili do ofensywy na początku czerwca 2012 pod Damaszkiem, w muhafazie Idlib oraz muhafazie Dara, 6 czerwca 2012 w wioskach Al-Kubajr i Maazarif pod Hamą alawickie bojówki prorządowe pozbawiły życia 78 cywilów, z czego 35 osób pochodziło z jednej rodziny. Masakry nakręcały spiralę przemocy, a wojna domowa coraz bardziej się radykalizowała, gdyż do Syrii napływały setki bojowników wspierających syryjskich rebeliantów, wyznających zasadę dżihadu, którzy stawali się pierwszym członem zbrojnej opozycji wobec reżimu Asada. W związku z tym na arenie międzynarodowej pojawił się problem z militarnym wspieraniem rebeliantów, gdyż istniała groźba, że broń dostarczana do rebeliantów, może trafić do islamskich ekstremistów, który walczyli o ustanowienie kalifatu w Syrii.
Po krótkiej ofensywie rebeliantów, do kontrofensywy przeszły wojska rządowe, które podjęły kolejny szturm na Ar-Rastan i Hims oraz pokonały w połowie czerwca bojowników 2012 w Al-Haffie pod Latakią. Prawdziwa eskalacja walk w Syrii nastąpiła w drugiej połowie czerwca 2012 po zawieszeniu misji ONZ. W wielu regionach kraju toczono regularne walki partyzanckie. Do głosu dochodzili terroryści, którzy przeprowadzali zamachy bombowe. Średnia liczba ofiar po raz pierwszy zaczęła przekraczać 100 osób na dzień. Rebelianci narzekali na braki w uzbrojeniu i amunicji. Z tego powodu m.in. zostali zmuszeni do odwrotu z bronionego miasta Chan Szejchun, co nastąpiło 6 lipca 2012. Z kolei 12 lipca 2012 podczas walk w At-Trimsie w muhafazie Hama, wojsko i milicja szabiha dopuściły się masakry, w której zginęło 150 cywilów. Wówczas opozycjoniści wezwali Radę Bezpieczeństwa ONZ do ostatecznego uchwalenia wiążącej rezolucji wymierzonej w rząd Asada. Według Narodowej Rady Syryjskiej zaogniająca się sytuacja w Syrii zagrażała bezpieczeństwu w regionie i na świecie, tak więc wymagało to przyjęcia w trybie pilnym zdecydowanej rezolucji Rady Bezpieczeństwa ONZ na mocy Rozdziału VII Karty Narodów Zjednoczonych.

### Batalie w Damaszku i Aleppo
Masakra w At-Trimsie sprowokowała rebeliantów do uderzeń na Damaszek i Aleppo. Szturm na stolicę podjęto 15 lipca 2012, z kolei pięć dni później rozpoczęła się największa konfrontacja tej wojny, bitwa o Aleppo. W przeciągu czterech dni bojownicy zajęli większość kluczowych stołecznych dzielnic. 18 lipca 2012 rebelianci przeprowadzili zamach w Damaszku na budynek biura bezpieczeństwa narodowego. Zginęło co najmniej cztery osoby: minister obrony gen. Daud Radża, wiceminister obrony Assef Shawkat, szwagier prezydenta Baszara al-Asada, generał Hasan Turkmani, asystent wiceprezydenta oraz szef wywiadu Hisham Ikhtiyar. Udany zamach na najwyższe struktury władzy w państwie był potężnym ciosem dla reżimu Asada. Dzień po zamachu do kontrofensywy przystąpiło wojsko. Kluczową rolę w wypieraniu rebeliantów ze stolicy odegrało lotnictwo. Miasto było nieustannie bombardowane z powietrza. Średnia liczba ofiar podczas letnich kampanii wojennych zaczęła przekraczać 150 osób na dzień.
Już 23 lipca 2012 zarówno wojsko, jak i opozycja doniosła, że większość bojowników zostało wypartych ze stolicy. 4 sierpnia 2012 zakończyła się I faza bitwy o Damaszek, kiedy stolicę opuściły ostatnie zorganizowane brygady Wolnej Armii Syrii. Równocześnie z walkami w stolicy trwała bitwa o kontrolę nad największym miastem – Aleppo. Po ataku bojowników na Aleppo w mieście od razu utworzyło się kilka frontów, na których toczono zacięte walki. Postępy rebeliantów zostały zatrzymane kontrofensywą sił rządowych, zainicjowaną 28 lipca 2012. Po przejęciu inicjatywy przez wojsko syryjskie na początku sierpnia doszło do morderczych walk o kluczową dzielnicę handlową Salahedin. Główny bastion powstańców w Aleppo padł po czterech dniach walk. Jednak znacznie słabiej uzbrojeni rebelianci wyposażeni w broń lekką, dzielnie bronili dzielnic przed natarciem armii. Zasadnicza część rządowej kontrofensywy trwała do 19 sierpnia 2012, kiedy zajęto dzielnicę Saif al-Dawla. Następnie bitwa o Aleppo przeszła w fazę walk pozycyjnych.
W międzyczasie w sierpniu 2012 rebelianci nadal dokonywali ataków partyzanckich na stolicę. W związku z tym armia przeprowadziła operację w muhafazie damasceńskiej, by zniwelować aktywność bojowników. Podczas walk toczonych pod Damaszkiem 24 sierpnia 2012 doszło do pacyfikacji miasta Daraja, w której zginęło nawet 400 osób. Według Lokalnych Komitetów Koordynacyjnych zabito nawet 633 osób. Była to najbardziej krwawa masakra w trakcie syryjskiego konfliktu. Po wydarzeniach w Darai na przełomie sierpnia i września 2012 doszło do kilku odwetowych zamachów terrorystycznych w Damaszku. We wrześniu 2012 ruszyła szeroko zakrojona ofensywa zwłaszcza w południowych peryferiach stolicy, mająca na celu zlikwidowanie partyzantów. W czasie niej m.in. w mieście Al-Thiabieh, 17 km od dzielnicy Saida Zanjab doszło do masakry sunnitów. Według opozycjonistów w wyniku operacji armii zginęło tam 107 cywilów. Miasto było atakowane od 23 września i działania zakończono 26 września 2012. Większość zginęło w ostrzale artyleryjskim, a kiedy rebelianci wycofali się pod naporem bombardowania, dokonywano mordów, kiedy żołnierze przeszukiwali domostwa. 1 października 2012 armia pokonała ostatecznie rebeliantów na południowych peryferiach Damaszku i dzielnic Jarmuk, Hadżar al-Aswad i Tadamon, gdzie prowadzono dotąd starcia. W walkach partyzanckich i ofensywie rządowej we wrześniu 2012 w Damaszku i okolicach zginęło 1471 bojowników i cywilów.
Tymczasem zaognienie walk w Aleppo nastąpiło 7 września 2012, kiedy rebelianci podjęli ataki na utracone wcześniej dzielnice Hanano i Midan. Od tego momentu główne walki toczyły się na wschodzie miasta na linii frontu Hanano-Midan. Armia wypierała rebeliantów z Hanano, nieustannie ją bombardując. Do 15 września 2012 przejęła kontrolę nad Midan, jednak bojownicy nadal podejmowali ataki partyzanckie na tę dzielnicę w głównej mierze zamieszkałej przez arabskich chrześcijan. 27 września 2012 ruszyła w ogarniętymi walkami Aleppo ofensywa rebeliantów. Walki skoncentrowały się głównie w centrum miasta, gdzie bojownicy przejęli kontrolę nad czterema dzielnicami i Starym Miastem. W wyniku ciężkich bombardowań doszło do pożaru średniowiecznej części miasta. 3 października 2012 na głównym placu w centrum miasta Sadala al-Dżabiri, zamachów terrorystycznych, w których wyniku zginęło 40 osób, a 40 zostało rannych. Do przeprowadzenia zamachu przyznała się Rada Rewolucyjna działająca niezależnie od Wolnej Armii Syrii i Front Obrony Ludności Lewantu. 10 października 2012 Wolna Armia Syrii podjęła szturm na meczet Umajjadów na Starym Mieście, który stanowił główną bazę wojska w centrum Aleppo. Po czterodniowych walkach żołnierze poddali bazę, jednak przy odwrocie podpalili historyczny meczet wpisany na światową listę dziedzictwa UNESCO. 25 października 2012 podczas ofensywy rebeliantów doszło do załamania frontu w Aleppo. Rebelianci zajęli kilka chrześcijańskich dzielnic w centrum miasta i rozpoczęli infiltracje do kurdyjskiej dzielnicy Szejk Maskud, gdzie doszło do potyczki z bojówkami sprzymierzonymi z siłami rządowymi.

### Operacje strategiczne i druga próba zawieszenia broni
W październiku 2012 doszło do poważnego kryzysu dyplomatycznego między Syrią i Turcją, głównym sojusznikiem syryjskich rebeliantów. Miejsce miała nawet zbrojna konfrontacja między państwami. Bezpośrednią przyczyną kryzysu było to, że 3 października 2012 syryjskie pociski podczas przygranicznych walk z rebeliantami spadły na tureckie miasto Akçakale w wyniku czego zginęło pięciu cywilów. Niemal natychmiast turecka artyleria ostrzelała syryjskie pozycje. Podobne incydenty powtarzały się codziennie przez tydzień, turecki parlament zezwolił nawet siłom zbrojnym na prowadzenie operacji militarnych poza granicami kraju, jednak oba kraje nie chciały wybuchu wojny, więc sytuację opanowano. Tymczasem rebelianci wykorzystując sytuację na granicy z Turcją, podjęli działania mające odciążyć walczące brygady w Aleppo. Celem bojowników było odcięcie szlaku zaopatrzeniowego łączącego Damaszek i Aleppo w związku z czym po militarnym ataku 9 października 2012 zajęli miasto Maarrat an-Numan. Po zajęciu Maarrat an-Numan armia bezskutecznie próbowała je odbić. Toczono również ciężkie boje na autostradzie łączącej dwa największe syryjskie miasta, w których ginęły dziesiątki żołnierzy i rebeliantów. Human Rights Watch oskarżyło siły rządowe o użycie bomb kasetowych w czasie bombardowań autostrady. Również tę broń wykorzystywano w czasie obrony Maarrat an-Numan i kilku innych regionach Syrii.
26 października 2012 rozpoczął się czterodniowy rozejm z okazji muzułmańskiego święta Id al-Adha wynegocjowany przez wysłannika ONZ i LPA Lakhdara Brahimiego. Mimo tego walki nadal trwały w kilku regionach kraju, a skala przemocy wiele się nie różniła od poprzednich dni, kiedy to dziennie ginęło ponad 100 osób, nierzadko 150-200 osób. Do starć dochodziło pod Maarrat an-Numan, w prowincji damasceńskiej, Aleppo czy na obszarach granicznych z Turcją. Projekt zawieszenia broni w praktyce zakończył się fiaskiem. W czasie czterech dni teoretycznego rozejmu zginęło 439 osób. Strona rządowa o wielokrotne naruszanie rozejmu oskarżała „terrorystów”. 29 października 2012 lotnictwo syryjskie przeprowadziło najbardziej zmasowaną kampanię powietrzną, bowiem tego dnia zbombardowano aż 60 pozycji rebelianckich w całym kraju.
Na początku listopada 2012 podczas walk na froncie damasceńskim doszło do incydentów granicznych z Izraelem. Wystrzeliwane pociski przez syryjską artylerię spadały na Wzgórza Golan administrowane przez Izrael, który zawiadomił ONZ o fakcie naruszania przez wojska pancerne zdemilitaryzowanej strefy Wzgórz Golan. W dniach 11–12 listopada 2012 izraelskie siły zbrojne po raz pierwszy odpowiedziały ogniem, ostrzeliwując miejsca, w których ulokowana była syryjska artyleria. W międzyczasie sukcesy na froncie wschodnim zaczęli odnosić rebelianci. 17 listopada 2012 w muhafazie Dajr az-Zaur rebelianci zdobyli kontrolę nad miastem Al-Boukamal, a 22 listopada 2012 przejęli strategiczne Al-Majadin. Wcześniej, bo 18 listopada 2012 bojownicy zajęli największą bazę wojskową na północy kraju – Bazę 46. leżącą pod Aleppo. Wolna Armia Syrii ogłosiła ten fakt jednym z największych sukcesów podczas wojny domowej.
Rebelianci próbowali przejąć jak najwięcej baz wojskowych, aby osłabić w tym wojska reżimowe. W pierwszej połowie grudnia 2012 zajęli kolejną bazę pod Aleppo, tym razem w Szejk Suleiman. Ciężkie walki wybuchły o kontrolę nad lotniskiem pod Damaszekiem. Odwołano loty do syryjskiej stolicy, a samo lotnisko i drogi dojazdowe ogłoszono strefą wojny. W związku z coraz silniejszym sunnickim oporem wokół Damaszku, siły rządowe rozpoczęły 2 grudnia 2012 serię kontruderzeń na lądzie i z powietrza. Jednak nie zachwiało to silnej pozycji rebeliantów i islamistów pod Damaszkiem.
Podejrzewa się, że 11 grudnia 2012 siły reżimowe, bądź milicja szabiha dopuściły się w wiosce Akrab pod Hamą masakry cywilów, których uprzednio w trakcie walk z rebeliantami wykorzystano jako żywe tarcze. Według opozycji w niejasnych okolicznościach zabito 125-150 cywilów pochodzenia alawickiego. W wyniku tejże masakry, 16 grudnia 2012 rebelianci rozpoczęli operację pod Hamą, w której wyniku w ciągu czterech dni zajęli wszystkie wiejskie tereny na północ od głównego miasta. W odwecie 23 grudnia 2012 syryjskie lotnictwo zbombardowało w zajętej przez bojowników Halfai, cywilów oczekujących w kolejce na chleb. W nalocie zginęły 94 osoby. Równolegle do walk pod Hamą, ciężkie starcia między syryjskimi rebeliantami a palestyńskimi bojówkami Ludowego Frontu Wyzwolenia Palestyny – Dowództwo Generalne (LFWP-DG), w dniach 16–21 grudnia 2012 trwały w stołecznym obozie dla palestyńskich uchodźców Jarmuk.

### Przewaga rebeliantów na frontach i ewolucja konfliktu w wojnę religijną

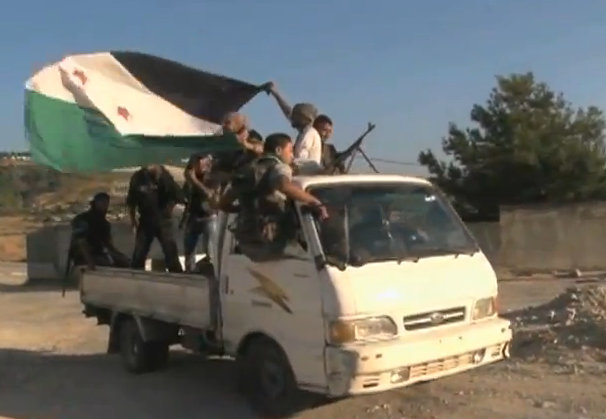
Syryjscy rebelianci

Pod koniec 2012 rebelianci intensywnie atakowali bazy syryjskiego wojska, by osłabić jego struktury. Na przełomie 2012/2013 rozpoczęto także kampanię atakowania lotnisk i baz sił powietrznych. W ten sposób opozycjoniści, którzy niemal każdego dnia strącali samoloty sił lotniczych, chcieli pozbawić reżim ostatnich zasobów ofensywnych, które wykorzystywane były do nalotów na pozycje rebeliantów i ludność cywilną. 11 stycznia 2013 siły opozycyjne zajęły znajdujące się na północy kraju największe lotnisko wojskowe Taftanaz. W styczniu 2013 dopuszczono się licznych masakr. 15 stycznia 2013 w wiosce Huwajsa w pobliżu Hims, znaleziono 150 ciał ofiar masowych egzekucji. Wśród pomordowanych były kobiety i dzieci. Wiele zwłok zostało spalonych. Prócz tego zgwałcono 44 kobiety, a 100 osób zostało uprowadzonych. 29 stycznia 2013 w rzece Kuwajk w Aleppo znaleziono ciała 108 młodych mężczyzn i chłopców. Osoby ubrane w mundury polowe i cywilne ubrania zostały zabite strzałem w tył głowy. Obie strony konfliktu wzajemnie oskarżają się o dokonanie masakry.
W nocy z 29 na 30 stycznia 2013 izraelskie lotnictwo dokonało naloty w Syrii na dwa cele. Na pograniczu syryjsko-libańskim rakiety spadły na konwój transportujący prawdopodobnie rakiety przeciwlotnicze dla bojowników Hezbollahu. Według władz USA na zaatakowanych pojazdach znajdowały się również zaawansowane technicznie rosyjskie rakiety SA-17, zagrażające izraelskiemu lotnictwu. Drugim celem ataku był wojskowy ośrodek badawczy w Dżamraji na północny zachód od Damaszku. Na początku lutego 2013 rebelianci rozszerzyli zakres ataków na stolicę. Toczono tym samym operację pod kryptonimem „Wielka Epika” lub „Armagedon”. Walki nasiliły się we wschodniej części stolicy, gdzie rebelianci przejęli kontrolę nad kilkoma punktami wojskowymi, głównie w pobliżu dzielnicy Dżobar, kilkaset metrów od strategicznego Placu Abbasydów w centrum Damaszku. Tymczasem na froncie w Aleppo walki w dalszym ciągu koncentrowały się na lotniskach i bazach wojskowych. 12 lutego 2013 Wolna Armia Syrii i Ahrar asz-Szam zajęły bazę i lotnisko Al-Dżirah. W dniach 12–14 lutego 2013 doszło do bitwy o miasto Asz-Szadede, gdzie dżihadyści z Frontu Obrony starli z siłami reżimowymi. Asz-Szadede było oddalone o 45 km od Al-Hasaki. Miasto zasobne w ropę naftową zostało ostatecznie przejęte przez islamistów. W bitwie zginęło 30 rebeliantów i 100 żołnierzy. Z terenu walk uciekło ponad 40 tys. cywilów.
20 lutego 2013 syryjska opozycja zawarła porozumienie z Kurdami na północy kraju. Zawieszenie broni osiągnięto po dwutygodniowej mediacji opozycjonisty na emigracji Michela Kilo. Tym samym zakończyły się starcia rozpoczęte w listopadzie 2012 w Aleppo, a następnie przeniesione w pobliże granicy tureckiej i pod miasto Ras al-Ajn. Strony uzgodniły, że od tej pory wspólnie będą walczyć przeciwko reżimowi Asada. Dzień później w stolicy w pobliżu siedziby rządzącej w Syrii partii Baas oraz ambasady Rosji doszło do potężnej eksplozji samochodu-pułapki, w której wyniku 53 osoby zginęły, a 235 zostało rannych. Zabici to głównie przechodnie, uczniowie i kierowcy samochodów. Wśród ofiar byli także przedstawiciele służb bezpieczeństwa. Reżim obarczył odpowiedzialnością za atak terrorystów. Był to najbardziej krwawy zamach terrorystyczny od początku wojny domowej. W dniach 22–24 lutego 2013 w Aleppo miał miejsce bezprecedensowy ostrzał rakietowy z wykorzystaniem pocisków Scud, w wyniku czego życie straciło 141 osób, z czego połowę ofiar stanowiły dzieci. 27 lutego 2013 wojsko przeprowadziło szturm na wioskę Malkija na wschód od Aleppo. Dopuszczono się tam grabieży, podpaleń, gwałtów, tortur oraz masowych egzekucji. W masakrze zginęło 70 osób w tym kobiety, dzieci i osoby w podeszłym wieku.
W dniach 2–6 marca 2013 odbyła się bitwa o Ar-Rakkę. W pierwszym dniu walk rebelianci z Wolnej Armii Syrii wspierani przez ekstremistów dokonali szturmu na przedmieścia miasta, skąd wyprowadzono atak na centrum, które zajęto 4 marca 2013. Obalono wówczas tamtejszy pomnik prezydenta Hafiza al-Asada zmarłego w 2000. Rebelianci pojmali również po zwycięskich walkach z 4 na 5 marca 2013 gubernatora muhafazy Ar-Rakka. Po zdobyciu miasta przez opozycjonistów doszło do dwudniowych nalotów na miasto, w tym na osiedla mieszkalne, w efekcie czego zginęło wielu cywilów. 19 marca 2013 w Aleppo miał miejsce wybuch pocisku w wyniku czego zginęło 25 osób, a 80 zostało rannych. Atak ten nie różniłby się od dziesiątek innych, gdyby nie fakt, że w głowicy pocisku mieściła się broń chemiczna. Obie strony wystąpiły o przeprowadzenie międzynarodowego śledztwa. Departament Stanu USA twierdził, że podczas ataku użyto 3-chinuklidynobenzylanu, który już pod koniec 2012 użyto przeciwko partyzantom w Hims.
Według Syryjskiego Obserwatorium Praw Człowieka (SOHR) marzec 2013 był najbardziej krwawym miesiącem od początku konfliktu, gdyż zginęło wówczas ponad 6 tys. osób (niemal 200 osób na dzień), czyli tyle, co w pierwszych dziewięciu miesiącach konfliktu, czyli w całym 2011. Według SOHR w przeciągu dwóch lat wojny życie straciło 62594 osób, w tym, co najmniej 30782 cywilów, 15283 żołnierzy i 14302 rebeliantów. Były to straty potwierdzone, jednakże faktyczna liczba ofiar mogła być znacznie wyższa, według SOHR nawet 120 tys. zabitych. ONZ szacowało tę liczbę na ponad 70 tys. zabitych.
Wojna domowa w Syrii z poziomu walki o władzę ewoluowała w szybkim tempie ku typowej wojnie wyznaniowej. 10 kwietnia 2013 głównodowodzący Frontu Abu Mohamed al-Golani, przyrzekł lojalność Ajmanowi az-Zawahiriemu, liderowi Al-Ka’idy. Tymczasem do Syrii przybyło kolejnych tysiąc szyickich bojowników Hezbollahu wspierających siły al-Asada oraz żołnierze irańskiego Korpusu Strażników Rewolucji Islamskiej. Irańczycy to głównie wyszkoleni snajperzy, a także w dużej mierze piloci samolotów, bombardujących pozycje rebeliantów. Do Syrii ze wschodu nadciągały także irackie bojówki szyickie, co napędzało spiralę wojny religijnej, gdyż fundamentaliści islamscy nadciągający z całego świata, walczący po stronie opozycjonistów, należeli do radykalnych sunnitów. Tak więc wojna domowa przekształciła się w wojnę religijną między rządowymi alawitami wspieranymi militarnie przez Iran i Hezbollah i politycznie przez Rosję oraz Chiny, a sunnicką opozycją wspieraną politycznie przez Zachód oraz militarnie przez globalnych dżihadystów i donatorów znad Zatoki Perskiej.
W szczególnie trudnej sytuacji pozostają mniejszości chrześcijańskie. Większość syryjskich chrześcijan pragnie pozostać neutralna w konflikcie, część wspiera siły rządowe, reszta opozycję. Jednak padają oni często ofiarami ataków ze strony zarówno opozycyjnych bojówek sunnickich, jak i wojsk proasadowskich. Mnożą się grabieże, morderstwa i porwania. 27 maja 2013 rebelianci dokonali masakry w wiosce Al-Duwair przy granicy z Libanem, mordując tam niemal wszystkich zamieszkujących chrześcijan. 23 czerwca islamiści poderżnęli gardło franciszkańskiemu księdzu Francois Muradowi. W obawie przed powtórzeniem się sytuacji z Iraku chrześcijanie opuszczają Syrię udając się przede wszystkim do sąsiedniego Libanu.

### Kontrofensywa sił rządowych
Po deklaracji Golaniego, na frontach inicjatywę zaczęło przejmować wojsko narodowe, które tym samym przerwało postępy rebeliantów trwające od jesieni 2012. W połowie kwietnia 2013 siły rządowe przełamały sześciomiesięczne oblężenie baz Wadi al-Daif oraz Hamadija. 10 kwietnia 2013 rozpoczęła się wspólna ofensywa sił rządowych i libańskiego Hezbollahu, którzy dokonali inwazji w Syrii, przy granicznych terenach leżących wokół miasta Al-Kusajr. Były to tereny kontrolowane przez siły powstańcze, które przecinały drogę z Damaszku na alawickie tereny położone nad Morzem Śródziemnym. W pierwszej fazie ofensywy siły sprzymierzone zajęły wzgórza, z których ostrzeliwano okoliczne wioski i miasto Al-Kusajr. W drugiej połowie kwietnia 2013 wojsko narodowe wspólnie z libańską bojówką zacieśniały pas wokół Al-Kusajr, spychając partyzantów do miasta. Jednocześnie na jego przedpolach toczyły się ciężkie walki partyzanckie. Sunniccy rebelianci odpowiadali atakami rakietowymi na teren Libanu.
21 kwietnia 2013 po sześciodniowej bitwie siły rządowe zdobyły kontrolę nad miastem Dżudajdat al-Fadl na południe od Damaszku. Podczas walk udokumentowano śmierć 101 osób, jednak według organizacji SOHR w szturmie zginęło co najmniej 250 osób. Z kolei Lokalne Komitety Koordynacyjne podały, że siły Asada w mieście Dżudajdat al-Fadl oraz Dżudajdat Artouz, zamieszkałym głównie przez chrześcijan i Druzów, pozbawiły życia 482 osób, ok. 250 cywilów i 200 rebeliantów.
Podczas gdy pod Al-Kusajr trwały sporadyczne starcia, 2 maja 2013 siły rządowe i lojalne milicje dokonały szturmu na sunnicką wioskę Al-Bajda leżącą pod miastem Banijas, będącym twierdzą sił reżimowych. Podczas pierwszego dnia obecności sił rządowych w wiosce, kiedy to prorządowa milicja Szabiha przeczesywała domy, wyprowadzając z nich cywilów. Zebrano ich na placu głównym, gdzie przed egzekucją wiele osób było torturowanych. Następnie cywile byli rozstrzeliwani, sztyletowani oraz kamienowani. W ten sposób zginęło 167 osób. Dzień później doszło do czystek etnicznych w Banijas, gdzie zabito 81 cywilów. Po masakrach syryjscy aktywiści publikowali nagrania video przedstawiające zmasakrowane i spalone zwłoki kobiet, mężczyzn i dzieci.
W trakcie trwania masakry na zachodnim wybrzeżu Syrii, nad ranem 3 maja 2013 Siły Powietrzne Izraela zaatakował znajdujące się w Syrii składy z irańską bronią prawdopodobnie przeznaczoną dla bojowników libańskiego Hezbollahu. Operacja została powtórzona w nocy z 4 na 5 maja 2013. Dokonano wówczas trzech bombardowań, m.in. zaatakowano ośrodek badawczy Dżamraja i pobliskie składy amunicji, które były już obiektem izraelskich ataków pod koniec stycznia 2013. Pociski uderzyły również w jednostkę syryjskiej obrony przeciwlotniczej w miejscowości Sabura, w pobliżu autostrady Damaszek-Bejrut, na zachód od stolicy Syrii oraz w koszary Gwardii Republikańskiej i innej elitarnej jednostki na przedmieściach Damaszku.
Do połowy maja 2013 wojsko wspólnie z szyickimi siłami libańskiego Hezbollahu zajęły przedpola Al-Kusajr, podejmując szturm na miasto 19 maja 2013. Siły rządowe przy asyście lotnictwa, artylerii i czołgów nacierały od południa, wschodu i północnego wschodu zajmując po pierwszym dniu walk centrum i 60% powierzchni miasta. Do 25 maja 2013 wojsko kontrolowało 80% powierzchni miasta. Tego dnia przez siedem godzin średnio na minutę spadało 40 pocisków. Były to jedne z najbardziej zaciętych bombardowań miejskich podczas wojny domowej. Rządowa ofensywa doprowadziła do ostatecznego wyparcia rebeliantów z miasta Al-Kusajr 5 czerwca 2013, lecz po odniesieniu zwycięstw wojska lojalistów kontynuowały natarcie na pozycje rebeliantów – jak w swojej analizie podał Stratfor – Ofensywa sił reżimu na kluczowe miasto Homs, leżące pomiędzy Damaszkiem, Aleppo i zdominowanym przez Alawitów wybrzeżem, nie zatrzymała się po odniesieniu sukcesu w operacji w Al Kusajr. Według Stratforu zaatakowane zostały znajdujące się w rękach powstańców wioski na południe od miasta Hims, które 29 czerwca 2013 zostało zaatakowane przez siły rządowe.

### Wojna domowa o charakterze multilateralnym
W lipcu 2013 dały się w znaki wrogość między umiarkowanymi rebeliantami Wolnej Armii Syrii a dżihadystami z Frontu Obrony. Ponadto znów wybuchły walki między Kurdami walczącymi o autonomię z syryjskimi rebeliantami. Przez to wojna domowa w Syrii nabrała charakteru multilateralnego, gdyż de facto w wojnie udział brały cztery strony: siły rządowe, Wolna Armia Syrii i syryjskie brygady satelickie, dżihadyści skupieni wokół Frontu Obrony Ludności Lewantu (Dżabhat al-Nusra) i Frontu Islamskiego oraz bojownicy kurdyjscy powiązani z Powszechnymi Jednostkami Ochrony (YPG).
Do zaognienia relacji w syryjskiej opozycji złożonej z umiarkowanych bojowników i dżihadystów, doszło 11 lipca 2013 po zabójstwie Kamala Hamaniego z Najwyższej Rady Wojskowej Wolnej Armii Syrii. Hamani należał do 30 najważniejszych postaci Armii. Dowództwo militarnego ciała opozycji ogłosiło, że zabójstwo Hamaniego w Latakii równało się z wypowiedzeniem wojny. Incydent wydarzył się w momencie, kiedy WAS próbowało wybudować sieć logistyczną i wzmocnić obecność w całym kraju oraz przełamać kontrofensywę armii, a także w czasie, gdy amerykańska administracja rozważała przekazanie broni grupom rebelianckim walczącym z Asadem.
Jednak silna pozycja islamistów i wybuch konfliktu wśród opozycji, spotęgowała obawy Zachodu przed wysyłaniem broni do Syrii. Opozycyjne Syryjskie Obserwatorium Praw Człowieka informowało, że po zabójstwie Hamaniego w różnych miejscach Syrii doszło do gwałtownych konfliktów między WAS a Frontem Obrony. Liberalni rebelianci chcieli postawić przed sąd islamski sprawców zabójstwa. Ponadto w połowie lipca 2013 doszło do wybuchu konfliktu między radykalnymi islamistami a Kurdami na północy Syrii. 17 lipca 2013 Powszechne Jednostki Ochrony wyparły z miasta islamistów. 22 lipca 2013 WAS zdobyło miasto Chan al-Assal w muhafazie Aleppo. Miasto to było uważane za ostatni pewny bastion sił rządowych, gdyż w samym Aleppo panował pat, a operacja „Północna Burza” wygasła. Po czterotygodniowych walkach w Himsie, 29 lipca 2013 armia wraz z bojownikami Hezbollahu przejęły kontrolę nad dzielnicą Chaldija.
4 sierpnia 2013 rebelianci wraz z radykalnymi islamistami rozpoczęli ofensywę pod Salmą w muhafazie Latakia. W ciągu dnia rebelianci zajęli 14 wiosek i mieli zamiar kontynuować pochód na bastion sił rządowych, czyli Latakię. W międzyczasie dżihadyści dopuścili się masakry na 190 alawickich cywilach. Natarcie rebeliantów wyhamowało, dzięki czemu armia podjęła 16 sierpnia 2013 kontratak, który w ciągu trzech dni przyniósł na froncie status quo.

Miejsca w których użyto broni chemicznej według Departamentu Stanu USA

21 sierpnia 2013 miał miejsce bezprecedensowy atak rakietowy z domniemanym wykorzystaniem broni chemicznej w kilku miastach na wschód od Damaszku w okręgu Ghuta. Atak spowodował setki ofiar, a ranni mieli wyraźne symptomy zatrucia sarinem – rozszerzone źrenice, zimne kończyny, piana na ustach, kłopoty z oddychaniem i postępujący paraliż ciała. Według raportu Departamentu Stanu USA w ataku zginęło 1429 osób, w tym 426 dzieci, co czyniło to najbardziej krwawym atakiem podczas wojny domowej. Atak przyczynił się do procesu eliminacji syryjskiej broni chemicznej pod międzynarodowym nadzorem.
Po ataku gazowym w Ghucie główne walki wojny domowej koncentrowały się na froncie wschodnim, północnym oraz południowym. Po tym, gdy wybrano dyplomatyczne rozwiązanie reperkusji po ataku chemicznym w Ghucie, polegającym na zniszczeniu broni chemicznej (wedle rezolucji RB ONZ nr 2118 z 27 września 2013), siły rządowe wraz z szyickimi milicjami paramilitarnymi bojówkami zagranicznymi rozpoczęły kolejną fazę ofensywy pod Damaszkiem. Przystąpiono do oblężenia miast kontrolowanych przez rebeliantów – Darajja, Hadżar Al-Aswad, As-Sbeneh, Hadżeira, Dżalda, Babilla, Dżadla, Dajr al-Asafir.

Sytuacja na froncie damasceńskim podczas kontrofensywy sił syryjskich od marca do listopada 2013

W listopadzie 2013 rozegrała się ofensywa sił rządowych u południowych bram Damaszku. 1 listopada 2013 Hezbollah podjął atak na As-Sbeneh, które zostało odbite 7 listopada 2013, natomiast trzy dni później Hezbollah razem z iracką Brygadą al-Abbas i Armią Obrony Narodowej (NDF), zaatakowały leżące na wschód od As-Sbeneh miasto Hadżeira. Tymczasem regularna armia szturmowała Hadżar al-Aswad, leżący na południe od obozu Jarmuk. Hadżar al-Aswad został odbity z rąk rebeliantów 13 listopada 2013, z kolei dwa dni później padły sąsiednie Babilla i Dżalda.
15 listopada 2013 rozpoczęła się ofensywa prowadzona przez syryjskie siły rządowe i libańskie szyickie bojówki Hezbollah na terenach kontrolowanych przez syryjskich rebeliantów w Górach Kalamun, leżących na arterii prowadzącej z Damaszku do Hims. W momencie rozpoczęcia ofensywy w Górach Kalamun rebelianci kontrolowali miasta w linii Kara – Daj Attija – An-Nakb – Jabrud, z kolei w rękach sił rządowych znajdowała się Malula. Pierwszym celem syryjskich sił narodowych było miasto Kara. Miasto było ciężko bombardowane z powietrza, po czym ruszyła ofensywa sił lądowych. Miasto padło 19 listopada 2013. Pokonani bojownicy ewakuowali się do miast An-Nabk, liczącego ponad 50 tys. mieszkańców oraz chrześcijańskiego Dajr Attija. Dajr Attija została odbita 29 listopada 2013, z kolei An-Nakb 9 grudnia 2013. Wcześniej, bo 30 listopada 2013 islamiści po raz drugi ponownie zajęli Malulę (po raz pierwszy islamiści splądrowali miasto we wrześniu 2013).
Radykalni rebelianci podjęli 22 listopada 2013 kontrofensywę mająca na celu przełamanie blokady Wschodniej Ghuty, ustanowioną przez armię rządową na przełomie kwietnia i maja 2013. W tym celu podjęto szturm na kluczowe miasto Al-Otaiba. W ciągu czterech dni bitwy, która rozprzestrzeniła się trójkącie Mardż al-Sultan – Adra – Al-Otaiba, zginęło 214 osób – 135 rebeliantów (w tym siedmiu dowódców batalionów, 70 radykalnych islamistów), 79 szyickich milicjantów prorządowych (w tym bojówkarzy irackich i siedmiu członków Hezbollahu). Efektem bitwy było przejęcie przez syryjskich rebeliantów i sunnickich islamistów czterech wiosek, lecz Al-Otaiba została obroniona, a blokady nie przełamano.
W muhafazie Al-Hasaka toczyła się ofensywa Powszechnych Jednostek Ochrony, które wypierały z kurdyjskich terenów radykalnych islamistów. Po trwających dwumiesięcznych walkach, które okazały się zwycięskie dla Kurdów, kurdyjska Partia Unii Demokratycznej (PYD) ogłosiła 12 listopada 2013 na trwającym dwa dni posiedzeniu w Al-Kamiszli, utworzenie przejściowego autonomicznego rządu i administracji na kontrolowanych regionach. Przejściowy autonomiczny rząd, zakładał podział regionu kurdyjskiego Syrii na trzy obszary, każdy z własnym lokalnym zgromadzeniem, jak i również przedstawicielami do regionalnego organu wykonawczego.

Przebieg operacji „Pustynna Droga” pod Aleppo

Tymczasem w październiku 2013 na froncie północnym, wystartowała rządowa operacja „Pustynna Droga”, zakładająca odblokowanie drogi do Aleppo prowadzącej od południa. Pierwszym celem wojska narodowego było miasto Chasener, które zostało odbite 3 października 2013. Operacja była prowadzona wspólnie z oddziałami Hezbollahu. Kierując się na północ w kierunku Aleppo, 29 października 2013, armia weszła do Al-Safiry. Miasto zostało całkowicie zajęte 1 listopada 2013. Następnie toczyła się krwawa bitwa z radykalnymi rebeliantami o strategiczną bazę 80. leżącą przy międzynarodowym porcie lotniczym Aleppo. Baza została przejęta 10 listopada 2013 z rąk rebeliantów.
Po kolejnych sukcesach trzon wojska posuwał się nieustannie na północ, działając w przemysłowych dzielnicach Al-Nakkarin oraz Szajch Nadżara w północno-wschodniej części Aleppo. Jednak ofensywa sił rządowych po raz kolejny utknęła w największym syryjskim mieście. W grudniu 2013 armia zmieniła taktykę, rozpoczynając kampanię nalotów na pozycje rebeliantów. Od 15 grudnia 2013 w Aleppo trwała kampania Syryjskich Arabskich Sił Powietrznych na wielką skalę, podczas której bombardowano za pomocą bomb beczkowych kontrolowane przez siły rebeliantów dzielnice Aleppo. W nalotach do 6 stycznia 2014 zginęło łącznie 603 osób, w tym 172 cywilów, 54 kobiet i 54 cywilów. Według syryjskiej opozycji i organizacji pozarządowych reżim prezydenta Baszszara al-Asada zdecydował się na naloty, aby złamać tamtejszych mieszkańców i podburzyć ich przeciwko rebeliantom. Z kolei dowództwo przyznało, że uciekło się do ofensywy lotniczej z powodu braku doraźnych skutków operacji lądowej, a wysoka liczba strat cywilnych wynikała z tego, iż pozycje rebeliantów znajdowały się w sercu stref cywilnych.
22 listopada 2013 powołano Front Islamski zrzeszający sześć największych sunnickich ugrupowania zbrojnych, tworzących uprzednio dwa opozycyjne bloki alternatywne wobec Wolnej Armii Syrii – Syryjski Front Wyzwolenia Islamu oraz Syryjski Front Islamski. Pierwszym dużym sukcesem Frontu Islamskiego było przejęcie kontroli nad przejściem granicznym i bazą Bab al-Hawa, co miało miejsce 6 grudnia 2013. Było to przełomowe wydarzenie – utrata kontroli nad swoim magazynem broni przez Wolną Armię Syrii stała się przyczyną zawieszenia przez USA i Wielką Brytanię wspierania syryjskiej umiarkowanej opozycji i ucieczki gen. Salima Idrisa do Turcji. W nocy z 11 na 12 grudnia 2013 radykalni islamiści przeniknęli do przemysłowej dzielnicy miasta Adra, gdzie atakowali budynki mieszkalne, zabijając pracowników tamtejszych fabryk i ich rodziny. Ataki miały podłoże religijne, gdyż wśród zabitych byli alawici, druzowie, chrześcijanie, jak i szyici. Zginęły 32 osoby. Za atakiem stał Dżabhat an-Nusra oraz ugrupowanie należące do Frontu Islamskiego, takie jak Dżajsz al-Islam. 13 grudnia 2013 armia syryjska rozpoczęła akcję eliminowania islamistów z miasta, zakończoną 16 grudnia 2013.

Obszary kontrolowane przez Islamskie Państwo w Iraku i Lewancie

Wraz z początkiem 2014 na „terenach wyzwolonych” przez rebeliantów, rozpoczęła się otwarta wojna między Islamskim Państwem w Iraku i Lewancie (ISIS) a Syryjskim Frontem Rewolucyjnym powstałym w grudniu 2013 i Armią Mudżahedinów powołaną 3 stycznia 2014. Syryjski Front Rewolucyjny działał pod szyldem Wolnej Armii Syrii (WAS), która sprzymierzyła się przeciwko ISIS razem z Frontem Islamskim, największą koalicją ugrupowań islamskich działających podczas wojny domowej w Syrii. Tymczasem Armia Mudżahedinów wypowiedziała wojnę ugrupowaniu powiązanemu z Al-Ka’idą, oskarżając go o naruszenie zasad boskich. Nowa frakcja oskarżyła ISIS o szerzenie przemocy i rozlew krwi na „terenach wyzwolonych” oraz zażądała od bojowników przyłączenie się do innych grup rebelianckich bądź opuszczenie Syrii. Przeciwko Islamskiemu Państwu w Iraku i Lewancie walczyli nawet ekstremiści z Dżabhat an-Nusra, co potwierdził ich lider, Abu Muhammad al-Dżulani. W ciągu miesiąca bratobójczych walk śmierć poniosło ponad półtora tysiąca islamistów.

### Upadek rządów Baszszara al-Asada i dalsze wydarzenia

#### Ofensywa przeciw wojskom al-Asada

Kontrola nad Syrią po zajęciu Damaszku przez rebeliantów - na zielono tereny kontrolowane przez opozycję syryjską na czele z Hajit Tahrir asz-Szam i Syryjską Armią Narodową, na czerwono przez siły wierne Baszarowi al-Asadowi, na żółto przez związane z Różawą Syryjskie Siły Demokratyczne, na niebiesko kontrolowane przez Izrael

Od marca 2020 roku do listopada 2024 roku konflikt charakteryzował się mniejszą intensywnością. W drugiej połowie 2024 roku Rosja (zaangażowana w inwazję na Ukrainę) oraz Hezbollah i Iran (zaangażowane w obronę przed inwazją Izraela na Liban i konflikt izraelsko-irański) zmniejszyły swoją obecność w regionie. Pod koniec listopada 2024 roku siły ugrupowania Hajat Tahrir asz-Szam wspierane przez uzbrajaną przez Turcję Syryjską Armię Narodową rozpoczęły ofensywę na północy Syrii. Hajit Tahir asz-Szam to sunnicka koalicja grup zbrojnych o profilu islamistycznym pod przywództwem Abu Muhammada al-Dżaulaniego, dawnego przywódcy Dżabhat an-Nusra. Pomimo dawnych powiązań Dżahbat an-Nusra z Państwem Islamskim bojownicy Hajat Tahrir asz-Szam wzięli odpowiedzialność za zabicie kalifa Państwa Islamskiego Abu al-Husajna al-Husajni al-Kurasziego i pozostawali w konflikcie z Al-Kaidą i Państwem Islamskim. Według mediów ugrupowanie zrezygnowało z dawnych najbardziej radykalnych haseł, ideologii dżihadu i metod terrorystycznych; pomimo tego organizacja ta jest uznawana za organizację terrorystyczną przez ONZ, USA i szereg krajów europejskich.
Ofensywa Hajat Tahrir asz-Szam rozpoczęła się 27 listopada 2024 roku. 2 grudnia siły ugrupowania zdobyły Aleppo (Asz-Szajch Maksud pozostało enklawą kontrolowaną przez kurdyjskie Syryjskie Siły Demokratyczne), zaś 5 grudnia Hamę. Jednocześnie 29 listopada na południu Syrii ofensywę rozpoczęła koalicja syryjskich grup opozycyjnych i zbrojnych odłamów druzyjskich. Jej celem była pomoc ofensywie na północy Syrii poprzez zmuszenie wojsk wiernych al-Asadowi do walki na dwa fronty. 6 grudnia rebelianci zajęli Darę i As-Suwajdę, zaś tego samego dnia wspierana przez USA Wolna Armia Syrii zajęła Palmyrę. Tego samego dnia kurdyjskie Syryjskie Siły Demokratyczne zajęły Dajr az-Zaur. 7 grudnia rebelianci zdobyli Hims. 8 grudnia, bez większych walk, siły rebeliantów zajęły stolicę Syrii – Damaszek. Według doniesień medialnych (potwierdzanych przez syryjskich oficerów) Baszszar al-Asad miał opuścić Damaszek samolotem. Po ponad 50 latach zakończyły się rządy rodziny al-Asadów w Syrii.

#### Syryjska wojna domowa po upadku al-Asada

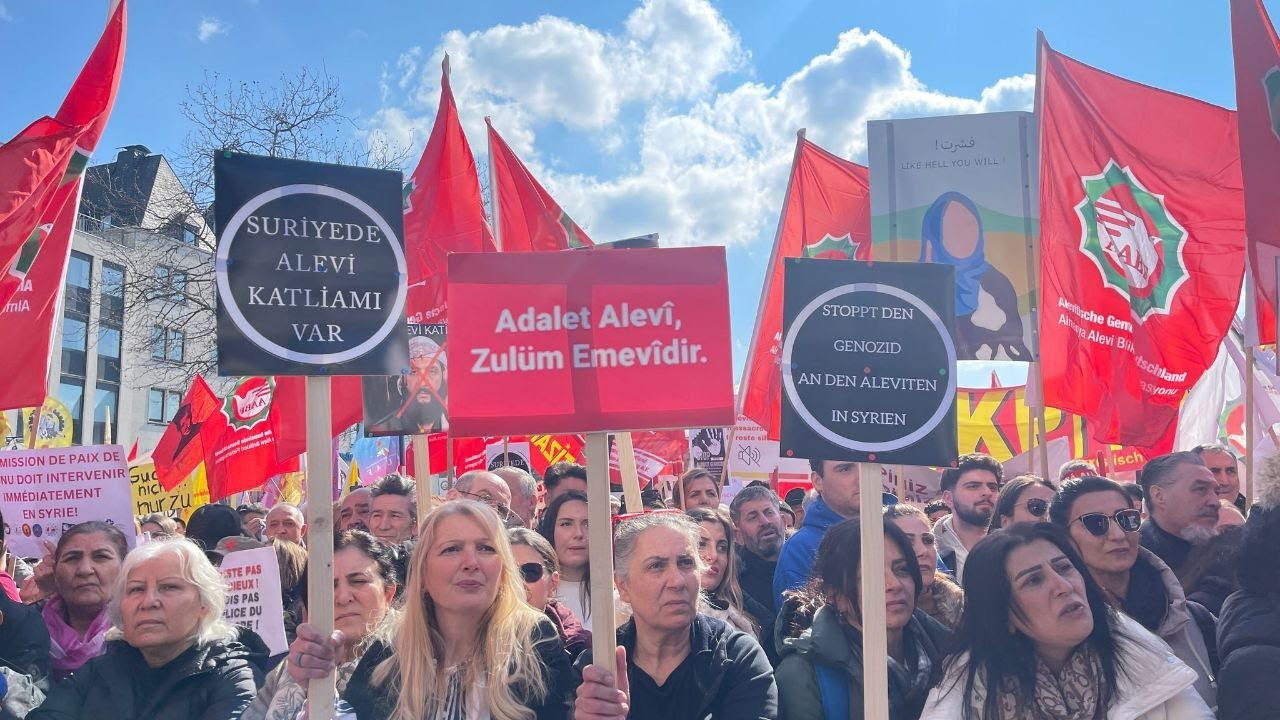
Protest w Kolonii przeciwko Masakrom Alawitów w Syrii.

Pomimo zajęcia Damaszku i upadku rządów al-Asada w Syrii nie zakończyły się walki wewnętrzne.
8 grudnia wojsko izraleskie wkroczyło do strefy buforowej kontrolowanej przez UNDOF, która rozdziela Syrię i okupowane przez Izrael Wzgórza Golan. Tego samego dnia siły amerykańskie zbombardowały bazy Państwa Islamskiego w Syrii, zaś Izrael przeprowadził naloty na Damaszek.
8 grudnia wspierana przez Turcję Syryjska Armia Narodowa zajęła kontrolowany do tej pory przez kurdyjskie Syryjskie Siły Demokratyczne wspierane przez USA Manbidż. Walki wiązały się z ofiarami śmiertelnymi.
Od grudnia 2024 roku rozpoczęły się masakry Alawitów i syryjskich chrześcijan, za które odpowiedzialne są Syryjskie Siły Zbrojne, Syryjska Armia Narodowa i Saraya Ansar al-Sunnah. Zwłaszcza śmiertelne masakry zaczęły się na początku marca 2025 roku w prowincji Latakia, gdzie, według SOHR, syryjskie siły bezpieczeństwa zabiły setki cywilów w ciągu dwóch dni.
Siły dawnych wojskowych Sił Zbrojnych Syrii lojalnych wobec Assada i alawitów (Wojskowa Rada Wyzwolenia Syrii na czele z Giatem Dallą, Brygada Tarczy Wybrzeża, Syryjski Ruch Oporu Ludowego) w marcu 2025 roku starły się z siłami rządowymi w zachodniej Syrii w rejonie Latakii; powstańcom udało się na krótko przejąć kontrolę nad częścią Dżabli, Banijas i Kardahy.

## Strony konfliktu

### Strona rządowa i sojusznicy

#### Wojsko i organizacje paramilitarne
Armia w przeszłości walczyła w wojnach przeciwko Izraelowi oraz w I wojnie w Zatoce Perskiej. Regularne wojsko liczyło 220 tys. żołnierzy i 300 tys. rezerwistów. Na czele syryjskiej armii stał prezydent. Wojsko było podzielone na 11 formacji – osiem Dywizji Pancernych, Gwardia Republikańska, trzy Dywizje Zmechanizowane, jedna Dywizja „as-Saiqa”, dziesięć Pułków Specjalnych Sił Lotniczych, cztery Brygady Piechoty, dwie Brygady Artyleryjskie, dwie Brygady Pancerne, trzy brygady typu ziemia-ziemia, trzy Brygady Obrony Wybrzeża, jedna Brygada Graniczna. Na wyposażeniu armii było ponad 10 tys. pojazdów opancerzonych, z czego połowę stanowiły czołgi, niemal 5 tys. artylerii, 5 tys. pocisków ziemia-powietrze, 500 wyrzutni rakietowych.
Po stronie wojska walczyła alawicka prorządowa milicja paramilitarna szabiha. Alawici działali głównie na północy kraju pod Aleppo. Członkowie milicji trudzili się przemytem podczas syryjskiej okupacji Libanu (1976–2005). Na początku zrywu antyprezydenckiego, milicja została wysłana do Hims, gdzie zabijała opozycjonistów. W czasie powstania syryjskiego palili pola uprawne, plądrowali domy cywilne i brali udział w pacyfikacji demonstracji. W marcu 2012 milicjanci zabili dwóch brytyjskich dziennikarzy algierskiego pochodzenia na północy kraju. Ponadto w marcu 2012 siły rządowe i milicje przeprowadziły ponad 100 samowolnych i bezprawnych egzekucji na złapanych i rannych cywilach i rebeliantach. Największej masakry dopuścili się w Huli, gdzie 25 maja 2012 rozstrzelali 108 osób, z czego większość stanowiły kobiety i dzieci. Szacuje się, że w szczytowym momencie aktywności szabihy, bojówka zrzeszała 10 tys. członków. Oprócz szabihy miast i wiosek alawickich przed sunnickimi rebeliantami bronili ochotnicy zrzeszani w „Komitetach Ludowych”.
Pomimo tego, że Kurdowie wystąpili przeciwko syryjskiemu prezydentowi, to przywódca Partii Pracujących Kurdystanu walczących w Turcji o niepodległość Kurdystanu, poparł syryjski reżim i na wypadek tureckiej interwencji, ogłosił przystąpienie do walk po stronie Damaszku. W konflikcie oficjalnie neutralni byli chrześcijanie oraz Druzowie. Jednak te grupy wyznaniowe z obawy przed sunnickim fundamentalizmem opowiadały się za rządem Asada, mimo że ten nie dawał żadnej ochrony przed sunnitami. W ten sposób podczas walk o chrześcijańskie dzielnice w trakcie bitwy o Aleppo, po stronie sił rządowych walczył batalion składający się z 150 Ormian i arabskich chrześcijan.
W lipcu i sierpniu 2012 syryjskie siły zbrojne w związku z coraz większymi stratami i masowymi dezercjami, zaczęły powoływać w szeregi armii rezerwistów. Jednak wielu nie stawiało się na wezwanie. Anonimowy wojskowy powiedział, że rezerwiści do wyboru mieli zabijać rodaków, albo zdezerterować i uciekać przed sądami wojskowymi. Wobec tego nie wykluczono przeprowadzenia pełnej mobilizacji. 30 sierpnia 2012 syryjska strona przyznała, że od początku wojny domowej zginęło ok. 8 tys. żołnierzy i członków sił bezpieczeństwa. Około 60 proc. ofiar zostało zastrzelonych, 35 proc. zginęło w następstwie eksplozji – głównie pocisków przeciwpancernych – a 5 proc. poderżnięto gardła lub ścięto głowy.
Pod koniec stycznia 2013 rozpoczęło się formowanie nowych sił paramilitarnych złożonych z 10 tys. bojowników alawickich i szyickich pod nazwą Armia Obrony Narodowej (NDF). W skład Armii Obrony Narodowej będą wchodziły Komitety Ludowe oraz cywile, którzy popierają reżim i chwycili za broń, żeby powstrzymać rebeliantów z Wolnej Armii Syryjskiej. Formacja ma być szkolona przez irackich i irańskich instruktorów. W skład ugrupowania ma wchodzić 500-osobowa jednostka Lwic Obrony Narodowej, złożona jedynie z kobiet.

#### Wsparcie międzynarodowe dla strony rządowej
19 marca 2012 media podały, że w porcie Tartus wylądowali rosyjscy komandosi, którzy przypłynęli tankowcem „Iman” wchodzącym w skład Floty Czarnomorskiej, która potwierdziła te informacje. Rosjanie przybyli do Syrii, by zademonstrować rosyjską obecność w niestabilnym regionie i ewentualnie ewakuować obywateli rosyjskich, choć ONZ mówiło o poważnych konsekwencjach dla syryjskiego konfliktu. W czasie powstania rząd syryjski był wspierany przez Rosję. Moskwa dostarczała broń dla syryjskiego reżimu, tłumiącego powstanie, za co została skrytykowana przez Human Rights Watch. Ponadto Rosja w tandemie z Chinami blokowały rezolucje Rady Bezpieczeństwa ONZ, które miały stanowić sankcje na Damaszek. Jednakże dopiero 1 czerwca 2012 prezydent Rosji Władimir Putin zaprzeczył jakoby Rosja miała dozbrajać syryjskie wojsko. Mimo tej deklaracji i oficjalnego sprzeciwu wobec interwencji w Syrii rosyjskie media donosiły, że żołnierze 76. Pskowskiej dywizji desantowo-szturmowej, 15. Samarskiej brygady oraz czeczeńskie pododdziały specjalne były szkolone na wypadek zaangażowania w Syrii.
Niejasne stanowisko Rosji w tej kwestii zostało rozwiane przez ministra spraw zagranicznych Siergieja Ławrowa, który 21 czerwca 2012 powiedział, że dostarczano na statkach do Syrii remontowane śmigłowce. Sprawa wyszła na jaw, kiedy zatrzymano rosyjski statek „Alaed” u wybrzeży Szkocji. Oprócz tego wenezuelski rząd Hugo Cháveza wysyłał do Syrii olej napędowy warty dziesiątki milionów dolarów, który był wykorzystywany jako paliwo dla czołgów. Co więcej, gaz LPG dostarczała Rosja. Inne zagraniczne koncerny zawiesiły współpracę z Damaszkiem. W maju 2013 Moskwa i Damaszek dokonała transakcji zakupu systemów przeciwlotniczych S-300. Według Rosji, zbrojenie wojsk Asada było „czynnikiem stabilizującym”, który może zniechęcić „niektóre gorące głowy” przed wejściem w konflikt. O dozbrajanie wojsk Asada w rakiety typu ziemia powietrze oskarżana była Białoruś. W Syrii mieli przebywać również doradcy z Korei Północnej.
Czynnego wsparcia Syrii udzielał Iran. Opozycja twierdziła, że syryjskiej armii pomagała elitarna brygada pancerna irańskiego Korpusu Strażników Rewolucji Islamskiej. Dezerterzy z armii twierdzili, że z wojskiem Asada współpracowały tysiące irańskich żołnierzy. Irańskie brygady stacjonowały w Syrii od 2007. Ponadto w czasie powstania w ręce rebeliantów wpadło kilku irańskich oficerów. Rebelianci przesłali Al-Dżazirze w styczniu 2012 film z pojmanymi irańskimi najemnikami. Iran wysyłał snajperów, którzy z dachów budynków strzelali do cywilów, biorących udział w demonstracjach. Opozycjoniści wielokrotnie donosili, że w szeregach wojskowych słyszany był język perski. Teheran także za pośrednictwem banków w Libanie i Iraku przekazywał broń i miliardy dolarów do Damaszku, by ratować tamtejszą gospodarkę. ONZ oskarżało Iran o łamie embarga na przesył broni do Syrii i wspieranie militarne reżimu Baszara al-Asada.
W 2013 w Syrii walczyło 50 tys. żołnierzy i doradców z irańskiego Korpusu Strażników Rewolucji Islamskiej. Oficjalnie szkolili syryjskie siły zbrojne, jednak to Irańczycy stanowili filar sił rządowych, zmagających się z rebeliantami. Siły al-Asada utrzymywały swoje pozycje dzięki irańskim snajperom. W samolotach Syryjskich Arabskich Sił Powietrznych (SASP) coraz częściej zasiadali irańscy piloci, którzy skuteczniej bombardowali cele. W takiej sytuacji można mówić o jawnej irańskiej interwencji zewnętrznej w Syrii. Od jej początku do kwietnia 2013 poległo tysiąc Irańczyków. Ponadto Teheran rozważał wysłanie do dwóch świętych miejsc dla szyitów (meczet Zajnab oraz meczet Zukajny) ok. 10 tysięcy (dodatkowych) Strażników Rewolucji lub zbliżony wielkością kontyngent członków podległej Korpusowi milicji – Związku Mobilizacji Uciśnionych.
Ponadto reżim Asada wspierało libańskie ugrupowanie terrorystyczne Hezbollah. Bojówki zbrojnego ramienia tego ugrupowania specjalizowały się w walkach miejskich oraz zabójstwach. Na terenie Syrii na początku interwencji, czyli jesienią 2012, miało operować 2 tys. szyickich bojowników. W 2013 liczba bojowników wzrosła do 10 tys. W zamian za wsparcie, rząd w Syrii uzbroił Hezbollah w rakiety dalekiego zasięgu Scud-B oraz ciężką broń. Udział Hezbollahu w walkach na terenie Syrii potwierdził Riad al-Asad, dowódca WAS. 11 października 2012 lider tego ugrupowania Hasan Nasr Allah zaprzeczył jakoby szyiccy bojownicy wspierali siły Asada, dodał, że nie leżało to w interesie libańskiego ugrupowania. Oficjalnie libańskie bojówki przyznały się do interwencji w Syrii podczas bitwy pod Al-Kusajr. Na froncie walczyło ok. 3–5 tys. szyickich bojowników, z czego do maja 2013 poległo ponad stu. W połowie listopada 2013 Nasrallah ogłosił, iż jego bojownicy pozostaną w Syrii tak długo, jak będzie to konieczne. Wówczas Hezbollah liczył na terytorium Syrii ok. 20 tys. bojowników, z których od 5 tys. do 7 tys. było bardzo dobrze zaprawionych w walkach. Oprócz jawnego militarnego wsparcia ze strony Iranu i Hezbollahu, na frontach po stronie al-Asada walczyli szyiccy ochotnicy z Iraku (elementy Armii Mahdiego oraz Brygad Asa’ib Ahl al-Hak, Kata’ib Hezbollah) Bahrajnu, Azerbejdżanu, Jemenu. Z tego ostatniego kraju do Syrii napływali zajdyccy bojownicy Huti, którzy w latach 2004–2012 prowadzili rebelię na terytorium własnego kraju. Reżim al-Asada był politycznie wspierany przez Irak, przez którego terytorium transportowano z Iranu do Syrii broń oraz surowce, oraz władze Strefy Gazy.

#### Sprawa broni chemicznej
Po raz pierwszy kwestia broni chemicznej na arenie międzynarodowej została poruszona na szczycie G20 w Los Cabos w Meksyku 18 czerwca 2012. Odbyło się to podczas rozmów w kuluarach między prezydentem Rosji Władimirem Putinem z prezydentem USA Barackiem Obamą. Przywódcy rozmawiali o syryjskiej broni chemicznej i konieczności jej zabezpieczenia. W połowie lipca 2012 amerykański wywiad doniósł, że reżim transportował zapasy broni chemicznej – sarinu, gazu musztardowego i cyjanku – w cztery tajne miejsca. Pojawiła się groźba użycia broni masowego rażenia przeciwko rebeliantom i cywilom. Z drugiej strony komentatorzy oceniali, iże władze próbowały ukryć zapasy broni chemicznej przed rebeliantami, bądź też zachodnimi państwami na wypadek interwencji. Syria w 1968 ratyfikowała Protokół Genewski z 1925 roku o zakazie używania na wojnie broni chemicznej, czyli gazów duszących, trujących lub podobnych.
Nie były dokładnie znane realne wielkości arsenału broni chemicznej, jednak agencje wywiadowcze oceniały, że Syria mogła posiadać największy na świecie zapas gazu musztardowego i sarinu, pochodzącego z czasów wyścigu zbrojeń z Izraelem. Według niemieckiego wywiadu Syria posiadała do tysiąca ton broni chemicznej, w tym 700 ton sarinu oraz po 100 ton gazu musztardowego i gazu VX. Według niemieckich służb wywiadowczych, gdyby Asad poczuł się zmuszony sytuacją militarną do sięgnięcia po broń masowego rażenia, mógłby to uczynić w ciągu 4–6 godzin od podjęcia decyzji.
Ministerstwo Spraw Zagranicznych Syrii podało, że użyje broni chemicznej jedynie w przypadku agresji z zewnątrz. „Żadna broń chemiczna ani konwencjonalna nie zostanie użyta przeciwko własnym obywatelom, niezależnie od ewolucji kryzysu” – podano w komunikacie wojskowym. Jednak występowały obawy, że broń zostanie wykorzystana w celu obrony reżimu w Damaszku przed rebeliantami. Inną sprawą była możliwość przejęcia części arsenału przez grupy rebeliantów, które miały kontakty z Al-Ka’idą.
Rebelianci donosili, że reżim transportował broń chemiczną w tajne magazyny i lotniska w pobliżu granic, by ukryć ją na wypadek interwencji militarnej, o której mówiono częściej po III wecie na forum RB ONZ z 19 lipca 2012. Armia twierdziła, że broń była dobrze zabezpieczona i pod kontrolą generałów, jednak Wolna Armia Syrii twierdziła, iż znała miejsca magazynowania zapasów. Z kolei źródła izraelskie zdementowały informacje, jakoby reżim transportował broń chemiczną w bezpieczne miejsca. W związku z alertem przeciwko broni chemicznej, władze Izraela zaczęły rozdawać obywatelom maski przeciwgazowe. Jednak minister obrony Izraela Ehud Barak zbagatelizował zagrożenie i ogłosił, że żaden kraj nie ośmieli się użyć broni chemicznej przeciwko Izraelowi. 20 sierpnia 2012 Barack Obama po raz pierwszy wprost zagroził interwencją w Syrii, w wypadku użycia broni chemicznej przez reżim, co miało być przekroczeniem „czerwonej linii”.
Według portalu wywiadowczego debka.com w drugiej połowie sierpnia 2012 elitarne jednostki wojsk USA, Wielkiej Brytanii i Francji przebywały w pobliżu Syrii i zostały postawione w stan najwyższej gotowości na wypadek konieczności przejęcia chemicznych arsenałów. Amerykańskie jednostki specjalne stacjonowały w Izraelu, francuskie w Jordanii, a brytyjscy żołnierze znajdowali się na Cyprze. Postawiono im dwa główne cele – nawiązać walkę z siłami armii syryjskiej lub Hezbollahu, gdyby próbowały przemieścić arsenały chemiczne, a także nie dopuścić, by wpadły one w ręce ekstremistów islamskich, zwłaszcza Al-Ka’idy. Ponadto portal twierdził, że na terenie Syrii przebywała niewielka grupa wywiadowcza, która przygotowywała grunt pod ewentualną międzynarodową interwencję. Ponadto amerykańskie źródła doniosły, że terytorium objęte konfliktem było monitorowane przez satelity szpiegowskie i samoloty bezzałogowe.
Kolejny alert związany z groźbą użycia broni chemicznej miał miejsce na początku grudnia 2012. Wówczas rebelianci odnosili sukcesy na frontach. 3 grudnia 2012 prezydent USA Barack Obama oraz sekretarz stanu tego kraju Hillary Clinton ostrzegli syryjskiego prezydenta Baszara al-Asada, że jeśli użyje broni chemicznej przeciwko siłom opozycji, to narazi się na „konsekwencje”. Swoje zaniepokojenie wyraziły także Chiny. Natychmiastową reakcje w przypadku użycia broni niekonwencjonalnej przez Damaszek, zapowiedziało NATO. Ostrzeżenia te pojawiły się po niepotwierdzonych informacjach, mówiących, że Damaszek pracuje nad umieszczeniem bojowego gazu sarin, powodującego paraliż i śmierć, w bombach lotniczych. Broń miała zostać użyta po rozkazie prezydenta Asada.
Opozycja twierdzi, że reżim użył broni chemicznej 23 grudnia 2012. Rządowe samoloty w dzielnicy Chaladija i Al-Bajada obleganego miasta Hims miały zrzucić bomby z gazem bojowym, od którego rzekomo zginęły trzy osoby, a liczniejsza grupa ucierpiała. Po zetknięciu się z gazem ludzie mieli cierpieć na nudności, silne duszności i majaczyć. Kilka osób zostało sparaliżowanych. Według śledztwa amerykańskich dyplomatów, użyto wówczas lekki gaz 3-Chinuklidynobenzylan, który wywołuje zawroty głowy, halucynacje i utratę przytomności, ale nie powoduje śmierci.
19 marca 2013 pod Aleppo pod Chan al-Asal miał miejsce wybuch pocisku w wyniku czego zginęło 25 osób, a 80 zostało rannych. Atak ten nie różniłby się od dziesiątek innych, gdyby nie fakt, że w głowicy pocisku mieściła się broń chemiczna. W ataku zginęło 16 syryjskich żołnierzy, co potwierdziła opozycja, w związku z czym reżim o atak oskarżył rebeliantów. Ci znowu przerzucili odpowiedzialność na rząd. Później obie strony wystąpiły o przeprowadzenie międzynarodowego śledztwa. Ranni mieli problemy z oddychaniem, świadkowie donieśli, że na miejscu ataku było czuć ostry zapach. Departament Stanu USA twierdził, że podczas ataku użyto 3-Chinuklidynobenzylanu. 23 kwietnia 2013 szef wydziału badań i analiz izraelskiego wywiadu wojskowego, generał brygady Itai Brun oznajmił, że w Syrii sarnin był używany wielokrotnie. 29 kwietnia 2013 izraelski wywiad powtórnie przekazał informacje, że posiada wiarygodne dowody na użycie broni chemicznej w Syrii. Wyraził przy tym obawy by arsenały chemiczne nie wpadły w ręce Hezbollahu, który walczył wówczas z syryjskimi rebeliantami pod Al-Kusajr. Dzień później Barack Obama powiedział, że są dowody na użycie broni niekonwencjonalnej. Dodał, że nie było informacji, kto, kiedy i jak wykorzystał chemiczne arsenały. 10 maja 2013 John Kerry dodał, że Stany Zjednoczone mają solidne dowody wykorzystania broni chemicznej przez władze Syrii. Tymczasem ONZ nie dysponowało dostatecznymi dowodami na użycie broni chemicznej w Syrii.
27 maja 2013 francuski dziennik „Le Monde” napisał, że wojsko Asada w walce z rebeliantami stosuje małe ilości broni chemicznej. Według dziennika po takich „dyskretnych atakach” nie ma dymu, ani nie czuć żadnego zapachu, jednak po pewnym czasie pojawiają się symptomy. „Ludzie zaczynają gwałtownie kaszleć, pieką ich oczy, źrenice kurczą się do absolutnego minimum, pojawiają się kłopoty z widzeniem, oddychaniem, potem wymioty i omdlenia”. Takie objawy miał jeden z fotoreporterów „Le Monde”, który obserwował przez kilka dni walki pod Damaszkiem. Również miejscowi lekarze donosili, że ranni rebelianci mieli kłopoty z oddychaniem, mową i wzrokiem. W związku ze śledztwem „Le Monde” Francja, jak i Wielka Brytania ogłosiły, że są przekonane o użyciu przez syryjskie siły rządowe walczące z rebeliantami gazu bojowego sarin. Ponadto 13 czerwca 2013 Biały Dom ogłosił, że rząd w Damaszku przekroczył „czerwoną linię” wykorzystując sarin podczas walk z rebeliantami. W związku z tym przedstawiciele administracji prezydenta Obamy zapowiedzieli, że USA udzielą wsparcia militarnego rebeliantom syryjskim, jednak nie sprecyzowano jego zakresu.
Jednocześnie ONZ przygotowywała misję ds. broni chemicznej, która miałaby badać użycie broni chemicznej w Syrii. 11 lipca 2013 eksperci ONZ ds. broni chemicznej – szwedzki naukowiec Ake Sellstroem i Wysoki Przedstawiciel Sekretarza Generalnego ONZ ds. Rozbrojenia Angela Kane przyjęli zaproszenie rządu w Damaszku w sprawie utworzenia misji oenzetowskiej, która na terytorium Syrii zbadałaby zarzuty dotyczące użycia broni chemicznej. Zespół 20 ekspertów pod dowództwem wymienionych naukowców przybył do Syrii 18 sierpnia 2013, czyli trzy dni przed atakiem gazowym w Ghucie. Był to pierwszy domniemany atak z użyciem broni chemicznej na wielką skalę. W ataku według źródeł opozycji zginęło od 355 do ponad 1400 osób.
Początkowo świat ostrożnie komentował pierwsze doniesienia spod Damaszku. Jednak wraz z kolejnymi dowodami na użycie broni chemicznej, Zachód rozpoczął planowanie interwencji zbrojnej. Jednocześnie 26 sierpnia 2013 ruszyły prace inspektorów ONZ ds. broni chemicznej na miejscu ataku. Cztery dni później eksperci opuścili Syrię i rozpoczęła się analiza pobranych próbek. w międzyczasie Stany Zjednoczone były w pełnej gotowości, by przeprowadzić interwencję w Syrii. Do jej rozpoczęcia potrzebny był jedynie rozkaz prezydenta USA Baracka Obamy. Ten jednak 31 sierpnia 2013 przekazał sprawę interwencji w Syrii do Kongresu Stanów Zjednoczonych. Jednak poparcie dla interwencji zbrojnej spadało, a 9 września 2013 Rosja zaproponowała oficjalnie syryjskiemu rządowi przystąpienia do inicjatywy dyplomatycznej, polegającej na oddaniu pod nadzór międzynarodowy arsenały z bronią chemiczną, czego skutkiem ma być jej zniszczenie, a także przystąpienie do Organizacji ds. Zakazu Broni Chemicznej (OPCW). Syria zgodziła się działać według rosyjskiego planu i 12 września 2013 złożyła wniosek o przystąpienie do OPCW.
Trzon uzbrojenia syryjskiej armii oprócz likwidowanej broni chemicznej, stanowiły używane bomby kasetowe, próżniowe, a także m.in. czołgi T-72, największe na świecie ciężkie moździerze polowe kalibru 240 mm i wyrzutnie rakietowe Grad produkcji radzieckiej.

### Opozycja

#### Skład opozycji i jej struktury
Syryjska opozycja skupiła się wokół niezadowolonego z sytuacji w kraju społeczeństwa, które pod wpływem arabskiej wiosny wyszło na ulice miast. Przez pierwsze miesiące powstania opozycjoniści nie byli skupieni wokół żadnej organizacji. Były to spontaniczne wielotysięczne demonstracje, a syryjski ruch oporu nie był jednolity. Wraz z gwałtownie powiększającą się liczbą ofiar cywilnych, w wyniku pacyfikowania miast przez siły bezpieczeństwa, dochodziło do buntów w szeregach armii narodowych. Z czasem coraz większa liczba oficerów syryjskich wypowiadała władzy posłuszeństwo i przechodziła w szeregi opozycji. W skład opozycji wchodzili głównie sunnici, także ci radykalni, co wzbudzało obawy przez zbrojeniem niektórych ugrupowań i padały podejrzenia o współpracę z Al-Ka’idą. Sunnitów wspierała mniejszość kurdyjska.
Inspiracją do zjednoczenia się syryjskiej opozycji, była Libijska Rada Narodowa, która w 2011 walczyła i obaliła Mu’ammara al-Kaddafiego. Jednak nim doszło do powołania podobnej Rady, wobec coraz cięższych ataków armii zadawanych opozycjonistom na ulicach miast, 29 lipca 2011 grupa siedmiu zbuntowanych oficerów armii narodowej powołała Wolną Armię Syrii (WAS), która za zadanie miała chronić syryjskich demonstrantów. Od tego momentu dezerterujący żołnierze z armii Baszara al-Asada, byli zrzeszani wokół formacji opozycyjnej, której dowódcą został Rijad al-Asad. Był to faktyczny początek zbrojnego ruchu oporu w Syrii.
Po tym wydarzeniu coraz większa rzesza buntowników zasilała zbrojną organizację powstańców. W pierwszych tygodniach od powołania WAS liczba członków liczyła ok. 1 tys., natomiast w grudniu 2011, w szeregi rebeliantów wstąpiło 25 tys. zbuntowanych żołnierzy i ochotników. Najwyżsi rangą wojskowi, którzy przyłączyli się do rebelii, znajdowali schronienie na terytorium Turcji. WAS została podzielona na 22 bataliony, które podjęły w całym kraju działalność partyzancką. Rebelianci byli uzbrojeni w to, co zabrali ze sobą podczas dezercji. Początkowo buntownicy atakowali patrole i konwoje lojalistów. Dochodziło do ataków bombowych wymierzonych w armię narodową oraz organizowano zasadzki na zasadzie ataku i ucieczki. Ponadto buntownicy prowadzili kampanię zachęcającą byłych kolegów wojskowych do przystąpienia w szeregi ruchu powstańczego.
16 listopada 2011 Wolna Armia Syrii złożona ze zbuntowanych żołnierzy, służących wcześniej w armii rządowej, ogłosiła powołanie tymczasowej Rady Wojskowej. Rada ta miała na celu koordynację ataków partyzanckich, ochronę ludności cywilnej, a także zapobieganie anarchii. Jednak rola WAS nie ograniczyła się do działań partyzanckich. W miastach takich jak Dajr az-Zaur, Ar-Rastan dochodziło do walnych bitew z lojalistami. Lotnictwo syryjskie bombardowało rebeliantów w miastach Hama, Hims, Ar-Rastan, Dajr az-Zaur i Dara, tak więc opozycjoniści wystąpili do areny międzynarodowej o wprowadzanie w Syrii strefy zakazu lotów. NATO jednak po zakończeniu operacji w Libii odrzuciło możliwość interweniowania w Syrii. Do pierwszych wzmożonych skoordynowanych działań WAS doszło w listopadzie i grudniu 2011.

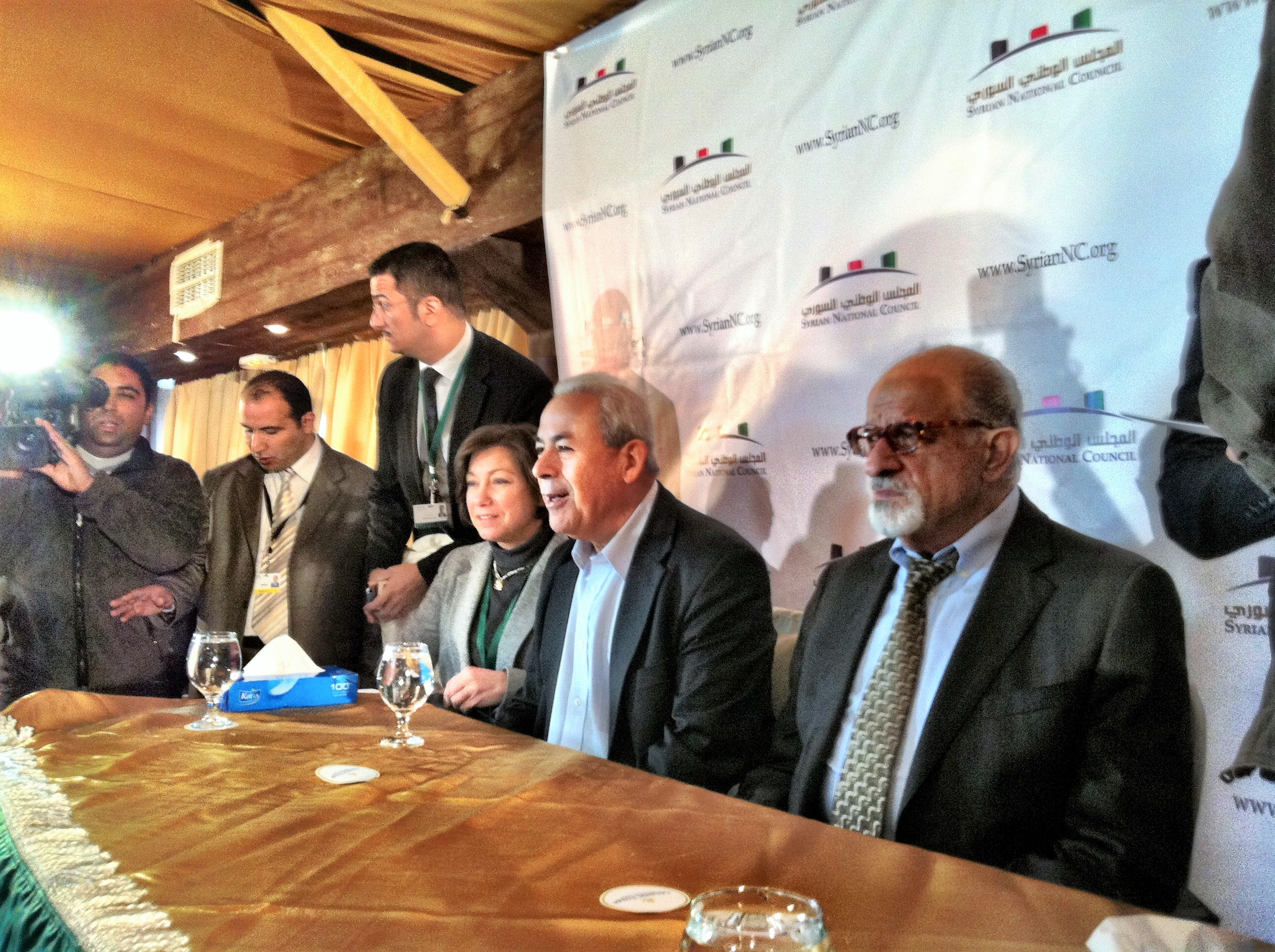
Spotkanie Narodowej Rady Syryjskiej, w środku przewodniczący Burhan Ghaljun

Z kolei jeśli chodzi o przedstawicielstwo syryjskiej opozycji, to do pierwszych konferencji przeciwników reżimu dochodziło w sierpniu 2011 w Turcji, która była głównym sojusznikiem syryjskiej opozycji. Owocem tego było powołanie 23 sierpnia 2011 przez grupę 115 opozycjonistów w Stambule Narodowej Rady Syryjskiej (NRS). Przedstawicielstwo opozycji na emigracji miało koordynować opór przeciwko reżimowi. Początkowo Rada nie wyłoniła swego przewodniczącego. Został nim 29 sierpnia 2011 syryjski polityk Burhan Ghaljun. Pod szyldem NRS działała Wolna Armia Syrii, jednakże wiele grup bojowych takich jak Syryjska Armia Wyzwoleńcza działała niezależnie.
W kwietniu 2012 WAS liczyła 50 tys. żołnierzy. Mimo marcowych porażek w Himsie i Idlib rebelianci stali się zagrożeniem dla rządu. Opozycyjne oddziały zacieśniły współpracę i koordynację swoich działań. Ustanowiły rady wojskowe w takich miastach jak Aleppo, Dera i Damaszek. Powstańcy ze względu na słabe uzbrojenie, braki w środkach komunikacji i transportu unikali bezpośrednich starć i stosowali taktykę partyzancką. Bojownicy atakowali linie komunikacyjne i wojskowe konwoje za pomocą improwizowanych ładunków wybuchowych (IED), a także granatników przeciwpancernych (RPG). Dezerterzy użyli także kilkakrotnie wyrzutni pocisków przeciwpancernych.
10 czerwca 2012 nastąpiła zmiana na stanowisku przewodniczącego Narodowej Rady Syryjskiej (NRS). Burhana Ghaljuna zstąpił z pochodzenia Kurd, Abd al-Basit Sida. NRS zdominowana przez islamistów była skłócona wewnętrznie, a wyłonienie Kurda mogło pogorszyć tylko sytuację. Walcząca o niepodległość na terenach Turcji kurdyjska Partia Pracujących Kurdystanu, wspierała Asada. Tak więc mogło się to przerodzić w walki bratobójcze wewnątrz Kurdystanu. Ponadto wpływ NRS na sterowanie Wolną Armią Syrii malał na znaczeniu. Oddziały rebelianckie działały w znacznym stopniu na własną rękę, mają własnych religijnych przywódców.
O rozdrobnieniu politycznym syryjskiej opozycji świadczyła konferencja kairska z początku lipca 2012. Po odrzucenia porozumienia genewskiego przez syryjską opozycję, przewodniczący Ligi Państw Arabskich Nabil al-Arabi zaapelował na konferencji kairskiej do przeciwników Asada o zjednoczenie się. Jednak po wycofywaniu się z konferencji przez poszczególne opcje syryjskiej opozycji, zwłaszcza przez dyskryminowanych Kurdów, na sali obrad doszło do bójki między aktywistami.
W połowie września 2012 Wolna Armia Syrii ogłosiła, że centrum dowodzenia rebelii zostało przeniesione do Syrii, na ziemie kontrolowane przez opozycjonistów. Był to krok ku zjednoczeniu grup bojowych. Według dyrektora Syrian Emergency Task Force, Mu’aza Mustafy w Syrii łącznie działało ok. 1000 grup zbrojnych. Tymczasem w tym samym miesiącu po tajnych negocjacjach między umiarkowanymi ugrupowaniami Sukur asz-Szam i Brygadami Al-Faruk utworzono koalicję umiarkowanych islamistów Syryjski Front Wyzwolenia Islamu. Następnie do koalicji przystąpiła m.in. Liwia al-Islam oraz Brygady Tauhid. Obecnie konfederacja zrzesza 20 ugrupowań deklarujących braterskie relacje z Wolną Armią Syrii i liczy ok. 37–39 tys. bojowników, czyniąc ją najliczniejszą koalicją zbrojną w Syrii.
W celu zreformowania swoich struktur i zwiększenia reprezentacyjności, w dniach 4–11 listopada 2012 syryjska opozycja zebrała się na konferencji w katarskiej Dosze. Kluczową decyzją konferencji było podpisanie porozumienia, na mocy którego powołano Syryjską Koalicję Narodową na rzecz Opozycji i Sił Rewolucyjnych, będącą konfederacją opozycyjnych ugrupowań działających w kraju oraz za granicą skupionych w Narodowej Radzie Syryjskiej. Na czele konfederacji, która od tej pory reprezentowała syryjską opozycję, stanął Mu’az al-Chatib.
18 marca 2013 podczas obrad w Stambule na stanowisko tymczasowego premiera Syryjskiej Koalicji Narodowej na rzecz Opozycji i Sił Rewolucyjnych został powołany Ghassan Hitu. Głównym zadaniem tymczasowego szefa rządu była konstrukcja rządu opozycyjnego oraz administrowanie terenami kontrolowanymi przez rebeliantów. Hitu zapowiedział, że członkowie władz Syrii, którzy popełnili przestępstwa, zostaną postawieni przed sądem, a dialog z reżimem nie będzie możliwy. Oświadczył, że rząd tymczasowy będzie miał siedzibę na terenach kontrolowanych przez rebeliantów w północnej Syrii. Hitu związany zarówno z islamistycznym i liberalnym nurtem opozycji, został wybrany 35 głosami z 48.
Tymczasem 24 marca 2013 Mu’az al-Chatib poinformował o rezygnacji ze stanowiska przewodniczącego Syryjskiej Koalicji Narodowej na rzecz Opozycji i Sił Rewolucyjnych. Przewodniczył jednak syryjskiej delegacji na szczycie Ligi Państw Arabskich w Dosze 26 marca 2013. Był to pierwszy szczyt LPA, na którym Syrię reprezentowała Syryjska Koalicja Narodowa na rzecz Opozycji i Sił Rewolucyjnych, po wykluczeniu Damaszku z organizacji w listopadzie 2011. Al-Chatib ustąpił ostatecznie ze stanowiska 22 kwietnia 2013 na znak protestu wobec braku konkretnej pomocy międzynarodowej dla syryjskiej opozycji. Tymczasowym przewodniczącym został Dżurdż Sabra. Wybory nowego przewodniczącego odbyły się dopiero 6 lipca 2013 w Stambule. Zwyciężył w nich Ahmad al-Dżarba powiązany z Arabią Saudyjską, który w zaciętym głosowaniu pokonał biznesmena Mustafę Sabaggha stosunkiem głosów 55 do 52. Tymczasem dwa dni później premier Ghassan Hitu podał się do dymisji z powodu niemożności powołania gabinetu. Hitu był traktowany przez opozycjonistów marginalnie, z powodu jego powiązań z Bractwem Muzułmańskim. Nie uznała go m.in. Wolna Armia Syrii. 14 września 2013 podczas obrad SKNOiSR w Stambule następcą Hitu na stanowisku premiera mianowano Ahmeda Saliha Tumę.
We wrześniu 2013 według analityków wojskowości, w Syrii walczyło 100 tys. rebeliantów zrzeszonych w ok. 1000 ugrupowaniach, z czego 37–39 tys. działało pod szyldem umiarkowanego Syryjskiego Frontu Wyzwolenia Islamu, 31 tys. walczyło w ramach Wolnej Armii Syrii. Kolejne 18 tys. to radykalni rebelianci z Syryjskiego Frontu Islamskiego, a 12 tys. rebeliantów było ekstremistami wywodzącymi się z Islamskiego Państwa w Iraku i Lewancie.
22 listopada 2013 po wielomiesięcznych negocjacjach, ugrupowania tworzące Syryjski Front Islamski (Ahrar asz-Szam, Liwa al-Hak oraz Ansar asz-Szam) podpisały pakt z trzema ugrupowaniami wchodzącymi w skład drugiego islamistycznego bloku konfederacyjnego – Syryjskiego Frontu Wyzwolenia Islamu (Liwa at-Tauhid, Sukur asz-Szam oraz Dżajsz al-Islam) oraz Kurdyjskim Frontem Islamskim, powołując do życia organizację pod nazwą Front Islamski. W zamyśle twórców ciała militarnego jest to alternatywa wobec Syryjskiej Koalicji Narodowej na rzecz Opozycji i Sił Rewolucji, a także Islamskiego Państwa w Iraku i Lewancie.

#### Międzynarodowe wsparcie dla rebeliantów
Po nałożeniu sankcji przez Ligę Państw Arabskich na Syrię w listopadzie 2011 pojawiła się kwestia dozbrajania rebeliantów. Wobec przyjętych sankcji gospodarczych sąsiednie kraje Syrii dokonały mobilizacji armii na wypadek agresji. Nowe władze Libii, Katar i Arabia Saudyjska ogłosiły gotowość przerzutu broni i ochotników dla Wolnej Armii Syrii, tak jak miało to miejsce w Libii podczas tamtejszej wojny. USA i kraje zachodnie były sceptyczne wobec dozbrajania rebeliantów, gdyż twierdzili, że może to pogrążyć Syrię w odmętach długiej i krwawej wojny domowej, a broń może trafić w ręce terrorystów, z którymi współpracowały fundamentalistyczne operacjonistyczne sunnickie bojówki.
1 kwietnia 2012 podczas konferencji „Przyjaciół Syrii” w Stambule 83 delegacje państwowe uznały Syryjską Radę Narodową za jedyną, legalną przedstawicielkę władzy w Syrii. Dowódcy Wolnej Armii Syrii, podczas konferencji podjęli decyzję, że będą płacić dezerterującym żołnierzom z wojska Asada. W kwietniu 2012 za pośrednictwem portalu WikiLeaks wyciekło, że amerykańska prywatna firma wojskowa SCG International, pomagała rebeliantom w dokonaniu zamachu na prezydenta Baszara. Najemnicy zorganizowali dla rebeliantów bazę rozpoznawczą w Turcji. To kolejne doniesienia o korzystaniu z usług zagranicznych firm wojskowych. W czasie bitwy o Baba Amr rebeliantów instruowali według doniesień mediów, brytyjscy i katarscy komandosi. Z kolei amerykański rząd wspierał powstańców logistycznie, głównie w postaci środków łączności.
Rebelianci borykali się z brakami w amunicji. Zaopatrywali się w nią głównie na czarnym rynku, w Turcji, Iraku, Libanie i Jordanii, a także udokumentowane były przypadki transakcji od skorumpowanych żołnierzy wojsk reżimu. Minister spraw wewnętrznych Syrii oskarżył Turcję o dozbrajanie rebeliantów. Z kolei niemieckie media zarzucały Arabii Saudyjskiej i Katarowi, że skłócały rebeliantów, gdyż kraje te przesyłały opozycjonistom pieniądze i realizowały transakcje zagraniczne na zakup broni. Tym samym powstańcy oskarżali się wzajemnie o wzbogacanie. W połowie kwietnia 2012 pojawiły się doniesienia, że rebeliantów WAS wspomagały irackie sunnickie plemiona. Organizowali oni przemyt broni z irackiej prowincji Al-Anbar. Do wschodniej Syrii dotarli także iraccy ochotnicy.
Broń do Syrii drogą morską szmuglowano z Libii poprzez Egipt i Liban. 28 kwietnia 2012 libańskie służby bezpieczeństwa zatrzymały statek „Lutfallah II” pod banderą Sierra Leone, na którego pokładzie znaleziono trzy kontenery wyładowane karabinami, wyrzutniami granatów przeciwpancernych i amunicji. Jednostka płynęła z libijskiego Trypolisu do portu Trypolis w Libanie, który był jednym z centrów zaopatrzeniowych dla syryjskiej rebelii. Ponownie 7 maja 2012 libańskie władze skonfiskowały 60 tysięcy sztuk amunicji do pistoletów kaliber 9 mm i karabinów Kałasznikowa przemycanych w dwóch samochodach na włoskim kontenerowcu, który płynął z Egiptu. Sami rebelianci przyznali, że w czasie kiedy teoretycznie obowiązywał rozejm wynegocjowany przez Kofi Annana, gromadzili broń, której braki nie pozwalały na nawiązanie równej walki z siłami reżimowymi.
Powstańcy byli zbrojeni przez kraje Zatoki Perskiej, głównie Arabię Saudyjską i Katar, a także Libię. Donatorzy znad Zatoki Perskiej kupowali broń w Sudanie, toteż przeciwlotnicze pociski i naboje do broni lekkiej, którymi posługiwali się opozycjoniści, pochodziła w głównej mierze z Sudanu. Broń, w tym pociski przeciwczołgowe, gromadzona była w kryjówkach pod Damaszkiem, Idlib i Az-Zabadani. Po raz pierwszy z powodzeniem ta wysoko zaawansowana broń technologiczna została wykorzystana podczas bitwy o Ar-Rastan w czerwcu 2012. Oficjalnie o zbrojeniu rebeliantów powiedziała rzeczniczka NRS Basma Kodmani, w wywiadzie z 6 sierpnia 2012. Turcja przekazywała ręczne wyrzutnie pocisków ziemia-powietrze FIM-92 Stinger. Według Moskwy, rebelianci posiadali ok. 50 takich zestawów. Rebelianci posiadali także zestawy przeciwlotnicze Strieła-2, za pomocą których strącano syryjskie samoloty bojowe Jednak wraz z radykalizacją konfliktu Arabia Saudyjska oraz Katar, zgodnie z sugestią USA, odmawiały zbrojenia rebeliantów w broń ciężką, w obawie, że mogłaby ona wpaść w ręce terrorystów. Obawy te zostały zweryfikowane w połowie października 2012 przez amerykańskie i arabskie źródła rządowe. Tymczasem w czasie walk w Aleppo odkryto skrzynie z bronią wyprodukowaną na Ukrainie i zaadresowaną do Arabii Saudyjskiej. Był to dowód, że lekka broń dla Arabii Saudyjskiej, była kierowana do syryjskich rebeliantów.
W pierwszej połowie czerwca 2012 irańskie media poinformowały, że syryjska opozycja zbroiła się w broń chemiczną pochodzącą z Libii, by wykorzystać ją ostatecznie przeciwko reżimowi Asada. Informacje te potwierdzał wywiadowczy izraelski portal Debka. Ponadto poddano pod analizę eskalację konfliktu wyznaniowego w Syrii. Po fiasku planu Annana społeczność międzynarodowa debatowała nad sposobami rozwiązania konfliktu. Nadal odrzucano ewentualność interwencji wojskowej, jednakże Francja postulowała wprowadzenie nad krajem strefy zakazu lotów. Ponadto Paryż rozważał wysłanie sprzętu do łączności dla rebeliantów, co mogło usprawnić ich walkę z reżimem. Już wówczas sprzęt do łączności dla partyzantów miały dostarczać Stany Zjednoczone. Z kolei w Turcji przebywali agencji Centralnej Agencji Wywiadowczej (CIA), którzy organizowali dostawy broni dla rebeliantów. Agenci doradzali, którym opozycyjnym ugrupowaniom powinno się dostarczać broń, by nie trafiła w ręce terrorystów.
W walkach w Syrii udział brali weterani libijskiej wojny domowej. W Syrii operowała brygada Mahdiego al-Haratiego, Liwa al-Umma, która zajęła siedzibę Kadafiego w Trypolisie. Libijczycy szkolili syryjskich rebeliantów i pomagali im w organizowaniu oddziałów. Powstańców szkolił także były oficer hiszpańskich sił powietrznych Luis Munar. Instruktor szkolił młodych rebeliantów w posługiwaniu się bronią, prowadzeniu partyzantki miejskiej, a także w walce wręcz. W połowie sierpnia 2012 rebelianci walczący w Aleppo zagrozili, że wejdą w sojusz z Al-Ka’idą, jeśli Zachód nie dostarczy im broni. Zagrozili, że w takiej sytuacji Aleppo stanie się bazą terrorystów po pokonaniu sił rządowych. Ponadto opozycjoniści domagali się ustanowienia strefy zakazu lotów. Tymczasem zagraniczni korespondenci donosili, że przez granicę z Turcją przenikali islamscy bojownicy z Algierii, Czeczenii, Arabii Saudyjskiej.
Pod koniec listopada 2012 źródła rządowe opublikowały listę 142 zagranicznych bojowników zabitych w Syrii. Według źródła władze syryjskie przedłożyły listę Radzie Bezpieczeństwa ONZ. Znalazło się na niej, między innymi, 47 osób z Arabii Saudyjskiej, 24 Libijczyków, 10 Tunezyjczyków, dziewięciu Egipcjan, sześciu Katarczyków i pięciu Libańczyków.
Izraelski portal wywiadowczy Debka, powołując się na donosy brytyjskich, francuskich i tureckich źródeł wojskowych, podał 26 czerwca 2012, że brytyjskie wojsko przekroczyło granicę turecko-syryjską i weszło 10 km w głąb Syrii. Brytyjczycy mieli ustanowić strefę bezpieczeństwa wzdłuż granicy. To kolejne nieoficjalne brytyjskie zaangażowanie w wojnie domowej. Od lutego 2012 brytyjscy komandosi przeprowadzali szkolenia i instruowali powstańców. Z kolei latem 2012 do Jordanii przybyła 150-osobowa grupa zadaniowa (Task Force) ze Stanów Zjednoczonych, która instruowała syryjskiego sąsiada jak postępować w sytuacji utraty kontroli nad bronią chemiczną przez Damaszek oraz pomagała przyjmować syryjskich uchodźców. Ponadto od końca 2012 amerykańskie wojska specjalne i agenci Centralnej Agencji Wywiadowczej potajemnie szkoliły syryjskich rebeliantów na terytorium Jordanii i Turcji w zakresie stosowania broni przeciwczołgowej i przeciwlotniczej.
W czerwcu 2013 rebelianci podali, że uzyskali od państw wspierających opozycję w Syrii pociski typu ziemia-powietrze krótkiego zasięgu MANPAD, pociski przeciwpancerne, pociski moździerzowe i amunicję. Ponadto 20 czerwca 2013 po zakończeniu ćwiczeń w Jordanii, Barack Obama poinformował, że pozostawi w tym kraju ok. 700 żołnierzy. W grudniu 2013 zbrojne oddziały islamistyczne przejęły należące do Wolnej Armii Syrii magazyny z bronią w przygranicznym mieście z Turcją Bab al-Hawa. Broń składowana w magazynie pochodziła z amerykańskich dostaw, a sam atak na bazę zmusił gen. Idrisa do ucieczki z Syrii. Skutkiem tego było zawieszenie dostaw broni przez zachodnich donatorów.
W kwietniu 2014 w sieci pojawiły się filmy, na których rebelianci z Syryjskiego Frontu Rewolucyjnego w muhafazie Dara oraz Ruchu Hazzam w muhafazie Idlib (obydwa ugrupowania powiązane z Wolną Armią Syrii) używają podczas walk przeciwpancerne pociski kierowane BGM-71 TOW produkcji amerykańskiej. Według analityków wojskowych zaawansowana technologicznie broń została dostarczona umiarkowanym rebeliantom przez Arabię Saudyjską za zgodą administracji Stanów Zjednoczonych.

#### Rola dżihadystów
Na początku wojny domowej Al-Ka’ida udzieliła poparcia dla syryjskiej opozycji, podobnie jak to uczyniła w innych krajach objętych Arabską Wiosną. Lider Al-Ka’idy Ajman az-Zawahiri w swoim przemówieniu mówił o krwawiącej Syrii, a Baszara al-Asada nazwał rzeźnikiem. Poparcia dla rebeliantów udzielili także Hizb at-Tahrir oraz Hamas. Z powodu poparcia Al-Ka’idy dla rebeliantów, USA sceptycznie nastawione były do dozbrajania powstańców, gdyż wysoce prawdopodobne było, że broń trafiałaby w ręce terrorystów.

Za atakami terrorystycznymi w Syrii stał Front Obrony Ludności Lewantu, który w czerwcu 2013 zawiązał sojusz z Islamskim Państwem w Iraku i Lewancie.

W Syrii czynnie działała iracka Al-Ka’ida, która przeprowadziła kilka zamachów terrorystycznych na cele wojska syryjskiego. Pion Al-Ka’idy w Syrii, który uformował się w grudniu 2011 i występował pod nazwą Front Obrony Ludności Lewantu (Dżabhat an-Nusra), zrzeszał 29 ugrupowań. Z Frontem Obrony współpracowała salaficka grupa Ahrar asz-Szam oraz dżihadyści z Fatah al-Islam, a także pakistański Tehrik-i-Taliban.
Taką formę wsparcia dla syryjskich rebeliantów okazała po wycofaniu się amerykańskich żołnierzy z Iraku w grudniu 2011. Wówczas także uaktywniła się na terenie Iraku. Pierwszy zamach w Syrii miał miejsce 23 grudnia 2011. W wyniku wybuchu samochodu pułapki w Damaszku zginęły 44 osoby, a 166 zostało rannych. Za zamachem stali sunniccy islamiści powiązani z Al-Ka’idą z Frontu Obrony Ludności Lewantu. W roku 2012 terroryści z tego ugrupowania przeprowadzili serię ataków bombowych wymierzonych w reżimowe siły rządowe. Aktywność islamistów podczas wojny domowej spowodowała jej radykalizację i obawy, że arsenały broni chemicznej, będącej w posiadaniu strony rządowej, mogłyby wpaść w ręce terrorystów.
Do największego zamachu w wykonaniu Frontu Obrony doszło 10 maja 2012. Atak miał miejsce w Damaszku, gdzie eksplodowały dwa samochody-pułapki. Potężna eksplozja, która wydarzyła się w godzinach porannego szczytu, spowodowała 55 ofiar, natomiast 372 ludzi zostało rannych. Terroryści ogłosili w oświadczeniu, że dokonali zamachu w odpowiedzi na ataki sił prezydenta Baszara al-Asada na zbuntowane wobec niego miasta.
Pod koniec lipca 2012 światowe media donosiły, że grupy rebelianckie znacznie radykalizują się wraz z wydłużaniem się konfliktu. W trakcie trwania wojny do walk przystąpili konserwatywni sunnici zamieszkujący głównie obszary wiejskie. Głoszą oni hasła dżihadu. Ponadto do radykalnych salafitów trafiało najwięcej wsparcia z Zatoki Perskiej, co niepokoiło Stany Zjednoczone. Do Syrii nadciągało również coraz więcej bojowników powiązanych z Al-Ka’idą. Głoszone przez nich hasła dżihadu przyciągały z zagranicy bojowników, którzy pomagali powstańcom w walce z Alawitami.
Brytyjski fotoreporter Jeroen Oerlemans, który przez tydzień był przetrzymywany przez rebeliantów, twierdził, że wśród opozycjonistów było dużo ochotników z regionów takich jak Pakistan, Bangladesz i Czeczenia. Dodał, że żaden z przetrzymujących go bojowników nie był Syryjczykiem, a połowa z nich znała angielski. W związku z tym nasunęła się teza, że po ewentualnym obaleniu rządów Asada, fundamentaliści będą dążyć do zaprowadzenia prawa szariatu, bądź wybuchnie kolejna wojna domowa, która zakończy się przejęciem władzy przez radykałów islamskich, tak jak miało to miejsce w czerwcu 2012 w samozwańczym afrykańskim Azawadzie.
Wobec biernej postawy Zachodu co do kwestii dozbrajania rebeliantów i ustanowienia strefy zakazu lotów, rebelianci zagrozili wejściem w sojusz z dżihadystami. W sierpniu 2012 roku Front Obrony Ludności Lewantu ogłosił, że działa w Damaszku i jego okolicach wraz z Batalionem As-Sahaba wchodzącym w skład Wolnej Armii Syrii.
Francuski chirurg Jacques Beres, współzałożyciel organizacji Lekarze bez Granic, który powrócił 7 września 2012 ze szpitala w Aleppo, kontrolowanego przez rebeliantów, w którym pracował przez dwa tygodnie, powiedział, że połowę bojowników, którym udzielał pomocy, stanowili cudzoziemcy. Lekarz twierdził, że opatrywał po 40 rannych dziennie i powiedział, że dżihadyści nie walczyli jedynie przeciwko reżimowi, ale w celu przejęcia władzy i ustanowienia państwa islamskiego z szariatem, mającego stać się częścią światowego emiratu. Wśród ochotników spotkał wielu młodych Francuzów, zainspirowanych Muhammadem Mirahem, który w marcu 2012 zastrzelił w Tuluzie siedem osób, w tym troje dzieci i nauczyciela ze szkoły żydowskiej. Dodał, że rzeczywista liczba ofiar syryjskiego konfliktu była dwukrotnie większa, niż to się podawało.
Przez wpływy ekstremistów islamskich wśród rebeliantów, opozycja zaczęła się cieszyć coraz mniejszym poparciem wśród syryjskiego społeczeństwa. Zarzucano im bezkarność, brutalność, złą strategię, a nawet zabijanie jeńców czy posuwanie się do kroków znanych z postępowania sił reżimowych. Niepokój budził też fakt coraz częstszych zamachów terrorystycznych wymierzonych w alawitów i siły rządowe. Zmiana nastrojów społecznych nastąpiła z powodu zmiany charakteru sił opozycyjnych – początkowe oddziały cywilów i dezerterów, którzy chwycili za broń, gdy rząd zaczął zbrojnie tłumić pokojowe protesty, wypierane były coraz częściej przez ekstremistycznych dżihadystów. W drugiej połowie lutego 2013 do Syrii ściągnęli bojownicy z Kaukazu, którzy założyli ugrupowanie Dżajsz al-Muhadżirin wa Ansar (Armia Emigrantów i Zwolenników Allaha). Dowodził nią emir Abu Umar Al-Czeczeni. Dżihadyści z Kaukazu podkreślali, że przybyli wspomóc islamistów w walce o wprowadzenie prawa koranicznego.
14 islamistycznych ugrupowań odrzuciło 18 listopada 2012 wejście w skład szerokiej Syryjskiej Koalicji Narodowej na rzecz Opozycji i Sił Rewolucyjnych. Islamiści opowiedzieli się za utworzeniem państwa islamskiego i domagali się wprowadzenia koranu jako konstytucji. Z kolei 11 grup islamistycznych z Ahrar asz-Szam na czele założyło 21 grudnia 2012 konfederację pod nazwą Syryjski Front Islamski zrzeszającą zbrojne ugrupowania salafickie, dążące do obalenia Asada oraz ustanowienia w Syrii kalifatu.
10 kwietnia 2013 głównodowodzący Frontu Obrony, Abu Muhammad al-Dżulani, przyrzekł lojalność Ajmanowi az-Zawahiriemu, liderowi Al-Ka’idy. Al-Dżulani przyznał się do przeprowadzenia wielu zamachów na reżim Asada. Dzień wcześniej bojownicy Frontu oficjalnie ogłosili, że są odgałęzieniem Islamskiego Państwa w Iraku, czyli tamtejszej filii Al-Ka’idy. Liczbę dżihadystów oceniano wówczas na 5 tys. Po deklaracji al-Dżulaniegoo, lider Islamskiego Państwa w Iraku Abu Bakr al-Baghdadi ogłosił fuzję ugrupowań, proklamując powstanie Islamskiego Państwa w Iraku i Lewancie. Nie spotkało się to z akceptacją ani al-Dżulaniego, ani Ajmana az-Zawahiriego. Lider Al-Ka’idy w liście otwartym z 9 czerwca 2013 nazwał decyzję al-Bagdadiego błędem i ją anulował. Al-Bagdadi nie podporządkował się decyzji az-Zawahiriego i 15 czerwca 2013 ogłosił, że oba podmioty będą działać jako jedna organizacja pod nazwą Islamskie Państwo w Iraku i Lewancie (ISIS). Faktycznie Dżabhat an-Nusra walczył pod swoim sztandarem, lecz aktywnie współpracował z ISIS.
Dżihadyści latem 2013 rozpoczęli boje przeciwko umiarkowanym rebeliantom wywodzącym się z Wolnej Armii Syrii. W lipcu 2013 islamiści zabili Kamala Hamaniego, wysokiego wojskowego WAS. Następnie przystąpili do walk z Kurdami na północy Syrii. We wrześniu 2013 doszło do bitwy w szeregach opozycji między radykałami i nacjonalistycznymi przeciwnikami Asada w Azaz, zakończonej ostatecznie rozejmem. Islamskie Państwo w Iraku i Lewancie wypowiedziało wojnę także wszystkim chrześcijanom w Syrii, profanując krzyże i świątynie oraz porywając i zabijając chrześcijan. ISIS wypowiedziało także Przymierze Umara z VII wieku, które regulowało wspólne życie chrześcijan i muzułmanów w Syrii.

## Sytuacja humanitarna i sprawa praw człowieka
Siły bezpieczeństwa i wojsko od samego początku powstania dopuszczały się zbrodni przeciwko ludzkości. Przejawiało się to w zabijaniu uczestników antyrządowych demonstracji, masowych egzekucjach, aresztowaniach i stosowaniu tortur. Pierwszym symbolem uciśniętego narodu syryjskiego przez reżim Asada stał się 13-letni chłopiec Hamza Ali Al-Khatib, który przed śmiercią był brutalnie torturowany przez żołnierzy. Jego ciało z licznymi obrażeniami, poparzeniami, obciętymi genitaliami, złamanym karkiem i trzema ranami postrzałowymi zostało dostarczone jego rodzicom w maju 2011. Hamza został zatrzymany 29 kwietnia 2011 w pobliżu Dary, miasta na południu Syrii, które stało się centrum antyrządowych protestów. Przez miesiąc bliscy chłopca nie wiedzieli, co się z nim dzieje. Sprawa zamordowanego chłopca była przykładem bezwzględności i brutalności, z jaką podchodziła syryjska bezpieka do opozycjonistów. Prorządowa gazeta wydała artykuł, w którym napisano, że nastolatek został zabity, ponieważ „chciał zgwałcić żony oficerów”. Sprawa zamordowanego chłopca wywołała powszechny szok i zachęciła do dalszej walki powstańców przeciwko siłom bezpieczeństwa.
W czasie wojny domowej w więzieniach na masową skalę stosowano rozmaite tortury. Według Amnesty International fizyczne i psychiczne dręczenie więźniów stało się normą w syryjskich więzieniach. W zakładach karnych stosowano 31 rodzajów tortur. W Syrii istniało 27 wyspecjalizowanych placówek wywiadowczych, w których torturowano przesłuchiwanych ludzi. Podczas przesłuchań ludzi m.in. bito i rażono prądem elektrycznym, zgniatano kości oraz nakłuwano skórę. 6 lipca 2011 Amnesty International wezwała ONZ do zbadania zbrodni popełnionych przez reżim Asada. W raporcie odnotowano m.in. przypadki zgonów w areszcie, tortur i arbitralnych zatrzymań, a także gaszenie przez żołnierzy papierosów na plecach zatrzymanych. Rząd twierdził, że ludzie ginęli w miastach z rąk uzbrojonych gangów. Z opublikowanego 24 października 2011 dokumentu Amnesty International wynikało, że w syryjskich szpitalach poszkodowani opozycjoniści byli torturowani. Dokument opisuje m.in. przypadek, gdy chorego odłączono od respiratora i zabrano w nieznanym kierunku. Ranni demonstranci byli także torturowani przez personel medyczny.
Przez dokładnie rok powstania według Syryjskiego Obserwatorium Praw Człowieka w Syrii zginęło 9113 ludzi, w tym 6645 cywilów, 1991 żołnierzy i członków sił bezpieczeństwa oraz 471 rebeliantów.
Liczba uchodźców syryjskich w kilku obozach na terenie Turcji w kwietniu 2012 osiągała 21 tysięcy osób. Z kolei liczba migrantów wewnętrznych, którzy opuścili swoje domy z powodu wojny po 13 miesiącach walk wyniosła milion osób. Według raportu Human Rights Watch, wojsko podkładało miny na granicach, by utrudnić ucieczkę cywilom z kraju. Jedna z takich min przeciwpiechotnych urwała nogę 15-letniemu chłopcu. Dezerterzy stopniowo usuwali miny, by zapewnić bezpieczeństwo cywilom przenikającym do Turcji i Libanu.
Ta sama organizacja donosiła, że w szpitalach lekarze przeprowadzali tortury na rannych cywilach. Tak było między innymi szpitalu wojskowym w mieście Hims, gdzie zwożono rannych, po czym znęcano się nad nimi. Praktyki te ujrzały światło dzienne dzięki jednemu pracownikowi szpitala, który ryzykując życie przesłał nagranie video zachodnim mediom. To nie jedyne przypadki łamania praw człowieka w Syrii. Wojsko stosowało często zasadę odpowiedzialności zbiorowej, dokonując masowych egzekucji i aresztowań na cywilach. W szpitalach panowały skandaliczne warunki humanitarne: „Miejsca ledwo starczyłoby dla pięciu osób. Pomieszczenie wypełniał smród ciał, brudu, moczu i kału. Dwie osoby dzieliły jedno małe łóżko, do którego były przywiązane. Nie mogliśmy wyjść do łazienki, ale i tak nas bili za to, że oddawaliśmy mocz do łóżek” – mówił palestyński intelektualista i pisarz Salameh Kaileh, przetrzymywany w kwietniu i maju 2012 w więzieniach i szpitalach syryjskich. Ponadto dodał, że w więzieniu stale go torturowano, był szantażowany, zastraszany, a na noc przywiązywany do pryczy.
Raport ONZ z końca lutego 2012 potępił metody stosowane przez siły rządowe, dokonujące masakr na cywilach, jednakże wypunktowano także przypadki pogwałcenia praw człowieka przez opozycjonistów. Rebelianci dopuszczali się m.in. egzekucji żołnierzy sił rządowych lub domniemanych członków prorządowych bojówek, jednak na skalę nieporównanie mniejszą niż lojaliści Asada. Te same zarzuty powtórzył Human Rights Watch w swoim marcowym raporcie. W wywiadzie dla niemieckiego dziennika „Der Spiegel” jeden z rebeliantów przyznał, że był egzekutorem i zabijał pojmanych żołnierzy oskarżonych o morderstwa na cywilach.
Raport Amnesty International z maja 2012 przedstawiał, że mimo obowiązującego rozejmu nadal popełniane były zbrodnie przeciwko ludności. Pod krytykę poddane zostało rozmieszczenie czołgów w mieszkalnych dzielnicach, zabójstwa pokojowych manifestantów i wtrącenie do więzień tysięcy innych, a także tortury i potajemne uwięzienia. Raport przywoływał wiele przykładów. W jednym z nich opisano historię 14-latka z Dajr az-Zaur, na wschodzie Syrii, który został zastrzelony przez siły bezpieczeństwa po odmowie udziału w proreżimowej demonstracji.
Podobny dokument przygotowany przez oenzetowską komisję pod kierownictwem Brazylijczyka Paulo Pinheiro, wskazywał na dopuszczanie się zbrodni przeciwko ludności przez syryjski reżim. Większość udokumentowanych zbrodni popełniły syryjskie wojska i siły bezpieczeństwa. Ostrzeliwały one tereny mieszkalne z ciężkiej broni oraz dokonywały masowych egzekucji. Rebelianci zabijali natomiast i torturowali pojmanych żołnierzy oraz zwolenników rządu, jak też porywali cywilów z zamiarem dokonania ich wymiany na więźniów lub okup.
Na mocy porozumienia podpisanego w Damaszku 5 czerwca 2012 z Biurem Narodów Zjednoczonych ds. Koordynacji Pomocy Humanitarnej (OCHA), władze Syrii zezwoliły ONZ i organizacjom pozarządowym na prowadzenie działalności humanitarnej. Pomocy humanitarnej potrzebowało co najmniej półtora miliona ludzi. Na mocy porozumienia zapewniona została swoboda poruszania się i nieskrępowane prowadzenie działalności humanitarnej na terenie Syrii, a w szczególności w miastach Dara, Dajr az-Zaur, Hims i Idlib.
Według raportu ONZ z 12 czerwca 2012 torturowane i zabijane były nawet 10-letnie dzieci. W arenach konfliktu dzieci były także wykorzystywane jako żywe tarcze chroniące przed atakami rebeliantów. By czołgi nie były atakowane, umieszczano na nich dzieci. W raporcie ONZ znalazły się wypowiedzi świadków, którzy mówili o zabieraniu dzieci siłą z domów rodzinnych. Porywane umieszczone były na przedzie autobusów wiozących żołnierzy i członków milicji pacyfikujących wioski. Chroniły ich w ten sposób przed ostrzałem.
Czerwcowy raport Amnesty International głosił, że wojsko i milicje dla zastraszenia ludności cywilnej, wywlekali ludzi z domów i przeprowadzali na oczach świadków zbiorowe egzekucje. Ponadto grabiono mienie cywilów, palono uprawy i zabijano zwierzęta hodowlane. Takie praktyki stały się częstsze podczas akcji odwetowych za wspieranie rebeliantów przez cywilów. W ramach takich akcji odwetowych, dzień po ataku rebeliantów, syryjskie siły zbrojne i ich milicje wprowadzały do miast czołgi i wozy pancerne, czasami przy wsparciu śmigłowców. Strzelano wtedy na oślep do mieszkańców, a także przeszukiwano mieszkania i mordowano niewinnych ludzi. Raport został sporządzony po ponad 200 rozmowach z mieszkańcami 23 syryjskich miast i wiosek.
W czerwcu 2012 najgorzej sytuacja humanitarna przedstawiała się w Himsie. Ponad 1000 rodzin nie miało co jeść, było pozbawionych opieki lekarskiej i wymagało natychmiastowej pomocy humanitarnej. W związku z tym Międzynarodowy Komitet Czerwonego Krzyża i Arabski Czerwony Półksiężyc przeprowadziły próbę ewakuacji cywilów z oblężonego miasta, po uprzednim wynegocjowaniu zawieszenia broni przez walczące strony. Priorytetem była ewakuacja chorych i rannych w bezpieczniejsze miejsca, w których mogli zostać poddani leczeniu. Jednak akcja ewakuacji cywilów z miasta została przerwana po pierwszym dniu ze względów bezpieczeństwa, gdyż natężenie walk nie spadło.
Wysoka Komisarz ONZ ds. Praw Człowieka Navi Pillay wezwała 2 lipca 2012 na forum Rady Bezpieczeństwa ONZ do postawienia zbrodniarzy wojennych z Syrii przed Międzynarodowym Trybunałem Karnym. Zaapelowała też o zaprzestanie zbrojenia stron konfliktu, co mogłoby zredukować liczbę popełnianych zbrodni wojennych.

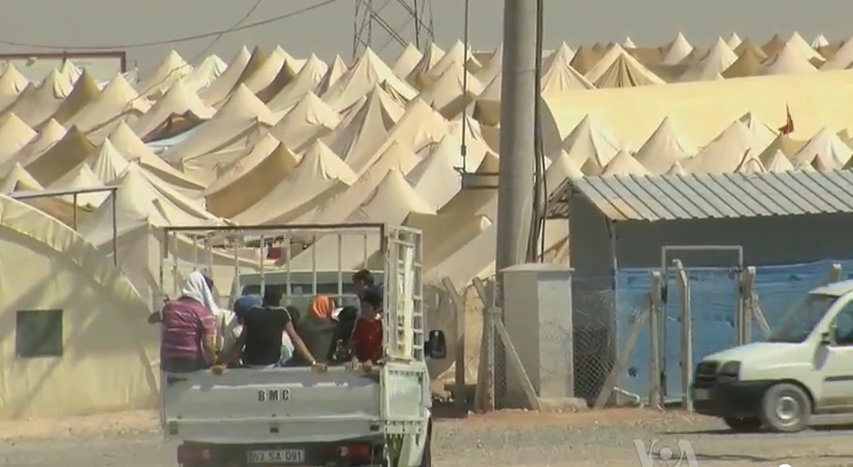
Obóz dla uchodźców w Turcji

6 lipca 2012 Biuro ONZ ds. Koordynacji Pomocy Humanitarnej (OCHA) podało, że od początku wojny domowej z kraju uciekło ponad 100 tys. ludzi. Najwięcej ludzi uciekło do Turcji (ok. 35,5 tys.). W Jordanii i Libanie schronienie znalazło po 31 tys. Syryjczyków, natomiast w Iraku 6,5 tys. Kolejny lipcowy raport Amnesty International ocenił, że bitwa o Aleppo była punktem kulminacyjnym brutalnych represji stosowanych przez władze w Damaszku wobec opozycji. Raport zawierał dowody na zbrodnie popełniane przez wojsko i milicję szabiha, polegające na zabijaniu i okaleczaniu opozycjonistów oraz osób postronnych. Ponadto zabijani byli lekarze usiłujący pomóc rannym osobom. Rodziny zastrzelonych demonstrantów były zmuszane do podpisania oświadczeń, że ich najbliższych zabiły „uzbrojone terrorystyczne gangi”.
31 lipca 2012 komisarz UE ds. pomocy humanitarnej Kristalina Georgiewa, zaapelowała o wstrzymanie walk w Syrii i dostarczenie pomocy humanitarnej cywilom. Bułgarska komisarz powiedziała, że Syria pogrążała się w katastrofie humanitarnej na wielką skalę, co przywoływało wspomnienia z byłej Jugosławii. W ocenie Organizacji Narodów Zjednoczonych do spraw Wyżywienia i Rolnictwa (FAO) przez straty w rolnictwie wycenione na 1,5 mld dolarów, pomocy żywnościowej potrzebowało 3 miliony Syryjczyków. W sektorze rolnictwa zniszczeniu uległy zapasy ziarna i systemy melioracyjne, ucierpiała także hodowla zwierząt. Straty dotknęły przede wszystkim pszenicę i jęczmień, ale także uprawy oliwek i warzyw.
W wyniku toczących się działań zbrojnych niszczone i grabione było syryjskie dziedzictwo kulturowe. Zrabowaniu uległy zabytki w jednych z najstarszych miast świata – Damaszku i Aleppo, stanowiące świadectwo wieloetnicznej przeszłości tych terenów. Między innymi uszkodzony został zamek Krak des Chevaliers, warownia al-Madik, gdzie znajdowało się stanowisko archeologiczne w miejscu asyryjskiego miasta Dur Katlimmu. W Ampei zniszczono rzymskie mozaiki. Rebelianci kryli się za murami zamków, toteż były one ofiarami bombardowań. Przez takie działania ucierpiała struktura bizantyjskich budowli w al-Bara, Deir Sunbel i Ain Larose w północnej Syrii oraz meczet Ummajjadów w Darze, a także zamek Kalat Salah ad-Din i starożytne ruiny Palmyry. W kwietniu 2013 ofiarą walk w Aleppo padł minaret słynnego XI-wiecznego meczetu Umajjadów. Armia zajęła również zamek Ibn Maana. W 2013 na listę Dziedzictwa Zagrożonego wpisano wszystkie sześć syryjskich obiektów z listy UNESCO. Niszczenie archeologicznych zabytków w Syrii porównano z uszczupleniem dorobku cywilizacji na terenie Iraku po amerykańskiej interwencji w 2003.
Pod koniec sierpnia 2012 liczba uchodźców podwoiła się w porównaniu ze stanu z początku lipca 2012. Najwięcej syryjskich cywilów uciekło do Turcji, ponad 78 tys. ludzi. Z każdym dniem granicę przekraczało setki cywilów. Turecki minister spraw zagranicznych Ahmet Davutoglu powiedział, że jego kraj może przyjąć maksymalnie 100 tysięcy uchodźców z Syrii. W związku z nową falą uchodźców Turcja otwarła cztery nowe obozy dla uchodźców, z których każdy pomieścił 10 tys. ludzi. Jednak napływ ludzi do Turcji zwiększył się nawet do 5 tys. osób dziennie. W związku z tym Ankara naciskała na Radę Bezpieczeństwa ONZ, by ta zezwoliła na utworzenie obozów dla uchodźców na terytorium Syrii i tzw. strefy bezpieczeństwa, w której syryjscy cywile byliby chronieni przez zagraniczne siły.
Jeden z uchodźców w Turcji Muhammad az-Ajman opisał dla Newsweeka swoją historię z czasu konfliktu. Kiedy po bombardowaniu miasta Taftanaz wybiegł z budynku na ulicę, został zatrzymany przez żołnierzy Asada i postawiony pod ścianą wraz z kilkoma innymi cywilami. Po chwili bez żadnego wyroku, żołnierze zaczęli strzelać do zatrzymanych osób. Az-Ajman został trafiony czterema kulami jednak przeżył egzekucję. Następnie wraz z żoną zbiegł z rodziną do Turcji.
4 września 2012 szef Międzynarodowego Komitetu Czerwonego Krzyża (MKCK) Peter Maurer spotkał się w Damaszku z syryjskim prezydentem. Omawiano kwestię ochrony ludności cywilnej, zapewnienia potrzebującym dostępu do opieki zdrowotnej oraz artykułów pierwszej potrzeby. Dyskutowano także nad możliwością odwiedzania osób zatrzymanych w Syrii. Misja Maurera wiązała się z pogarszającą się sytuacją humanitarną w kraju. Asad powiedział, że jego rząd popiera działania MKCK, o ile ta organizacja pozostanie neutralna.
Sekretarz Generalny ONZ Ban Ki-moon, poinformował, że brakuje pieniędzy na pomoc dla uchodźców z Syrii. Członkowie ONZ na ten cel obiecali wpłacić 180 mln dolarów, jednak do początku września 2012 nie wpłynęła nawet połowa tej kwoty. Brakujące środki nie pozwalały na zakup wody, żywności, urządzeń sanitarnych i leków. Sekretarz generalny dodał także, że im dłużej wojna domowa będzie trwała, tym trudniej będzie ją zakończyć. Ponadto zarzucił syryjskim władzom, że używają ciężkiej broni do ostrzału dzielnic mieszkaniowych.
Navi Pillay zarzuciła 10 września 2012 obu stronom konfliktu łamanie praw człowieka. Było to kolejne oskarżenie wobec uczestników wojny o popełnianie zbrodni wojennych po raportach ONZ i organizacji pozarządowych. Pillay podkreśliła, że używanie broni ciężkiej przez syryjskie siły rządowe pochłonęło znaczną liczbę ofiar wśród ludności cywilnej, zmusiło cywilów do masowych ucieczek i spowodowało wielki kryzys humanitarny. Z kolei rebeliantom zarzuciła morderstwa, przeprowadzanie egzekucji na lojalistach i używanie ładunków wybuchowych. To samo głosił raport niezależnej komisji śledczej przedstawiony tydzień później Radzie Praw Człowieka ONZ.
Wrześniowy raport Amnesty International donosił, że głównymi ofiarami bombardowań przeprowadzanych przez syryjską armię są cywile, z czego spory odsetek stanowiły dzieci. Członkowie AI odwiedzili 26 miast i wiosek, gdzie prześledzili losy 166 zabitych cywilów (w tym 48 dzieci i 20 kobiet) oraz setek rannych. W raporcie odnotowano, że strona rządowa rutynowo ostrzeliwała wioski ciężką bronią, która nie była przeznaczona do precyzyjnego atakowania wyznaczonych celów, toteż głównymi ofiarami padali cywile.
Według raportu Human Rights Watch z połowy października 2012 siły rządowe o używały zakazanych bomb kasetowych produkcji rosyjskiej w czasie bombardowań miast. Bomb używano w czasie letnich kampanii wojennych w Tamanei, Taftanaz i Al-Tah, a także w Hims, Aleppo i Latakii. Tę broń lotniczą wykorzystano także w czasie obrony Ma’arrat an-Numan. Użycie bomb kasetowych zostało zabronione przez prawo międzynarodowe w 2010, jednakże Syria nie podpisała tej konwencji. Damaszek zaprzeczył jakoby używał tejże broni. Ponadto Syria według Międzynarodowej Kampanii na rzecz Zakazu Min Przeciwpiechotnych jako jedyne państwo na świecie w 2012 stosował miny przeciwpiechotne.
Po fiasku planu Brahimiego Międzynarodowy Komitet Czerwonego Krzyża przyznał, że sytuacja w Syrii pogorszyła się do tego stopnia, że nie nadążano z dostarczeniem pomocy humanitarnej dla potrzebujących. Szef tej organizacji pomocowej Peter Maurer zadeklarował, że choć zakres operacji zwiększał się, to i tak nie udawało się nadążać za potrzebami cywilów. W Syrii przebywało 30 zagranicznych pracowników MKCK, rozwijała się też współpraca z syryjskim Arabskim Czerwonym Półksiężycem. Do wielu miejsc w kraju pracownicy nie mieli dostępu, tak jak np. w ogarniętym walkami Aleppo. Ponadto MKCK zaapelował o ponad 34 miliony dolarów dla uchodźców z Syrii. Z kraju uciekło 408 tys. ludzi, z czego 170 tys. przebywało w połowie listopada 2012 w Turcji. Z miejsca swojego zamieszkania przesiedlonych zostało 2,5 mln ludzi.
Na apel MCKC bardzo szybko odpowiedziały Stany Zjednoczone, które zadeklarowały przeznaczenie na cele związane z pomocą humanitarną i uchodźcami, 30 mln dolarów. Tymczasem ONZ wydało prognozę, że w wyniku klęski humanitarnej na początku 2013 liczba potrzebujących pomocy humanitarnej Syryjczyków może wzrosnąć z 2,5 mln do 4 mln ludzi. Organizacje pomocowe na początku listopada 2012 dostarczały pomoc dla 1,5 mln cywilów.

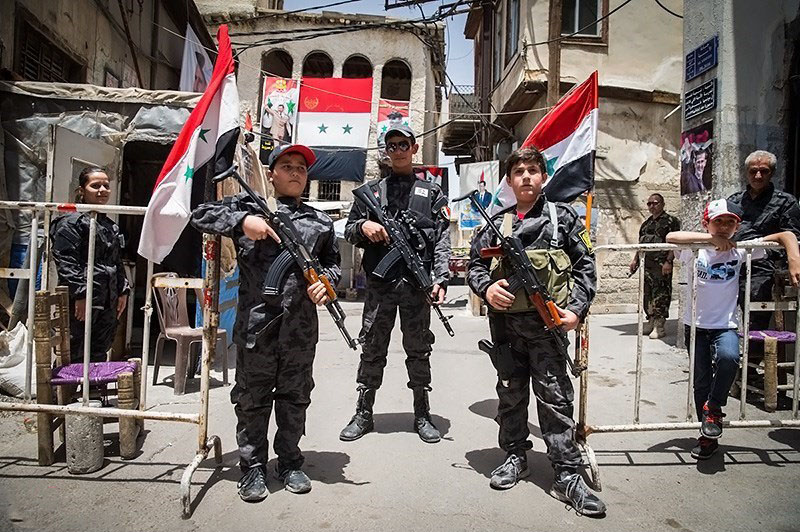
Dzieci-żołnierze biorące udział w walkach pod Damaszkiem w 2014 roku

Pod koniec listopada 2012 organizacja Human Rights Watch raportowała, że rebelianci wykorzystywali dzieci w celach militarnych. Dzieci pracowały nie tylko jako pomocnicy dezerterów, ale brały też bezpośredni udział w bojach. „14-letnie dzieci służyły w co najmniej trzech brygadach opozycji, w których transportowały broń, wyposażenie lub pełniły wartę; 16-latkowie nosili już broń i brali udział w walkach przeciwko siłom rządowym” – głosił komunikat HRW. Pracownicy organizacji rozmawiali z pięcioma chłopcami w wieku 14–16 lat walczącymi w Himsie, Darze i w prowincji Idlib. Udokumentowano również śmierć 17 dzieci walczących w szeregach rebeliantów. Wiele innych zostało ciężko rannych, a niektóre zostały okaleczone na całe życie. HRW zaapelowało do syryjskiej opozycji, by zaprzestała praktykowania werbowania osób poniżej 18. roku życia w szeregi swoich bojówek.
W styczniu 2013 jako uchodźcy z Syrii, zarejestrowanych zostało 700 tys. osób. Pracownicy organizacji humanitarnych nie nadążali z rejestracją nowych uchodźców. Tymczasem Komisja Europejska przeznaczyła 100 mln dol. pomocy dla osób, które ucierpiały w wyniku konfliktu. Do przekazania miliarda dolarów na pomoc humanitarną zobowiązały się Kuwejt, Arabia Saudyjska i Zjednoczone Emiraty Arabskie. W dniach 18–22 stycznia 2013 za zgodą władz w Damaszku i zbrojnej opozycji w Syrii przebywała komisja FAO. W efekcie wizyty opracowano raport, z którego wynikło, że wojna domowa pogrążyła rolnictwo w ruinie. W wyniku walk zniszczeniu uległa w dużym stopniu infrastruktura i systemy irygacyjne. Powszechne były braki paliwa i niestabilna sytuacja, co sprawiało, że rolnicy nie byli w stanie normalnie zebrać plonów. Przez dewastacje młynów w Syrii brakowało m.in. mąki, przez co przed piekarniami ustawiały się długie kolejki. Światowy Program Żywnościowy ONZ alarmował, że pomocy żywnościowej potrzebowało ok. 2,5 mln Syryjczyków.

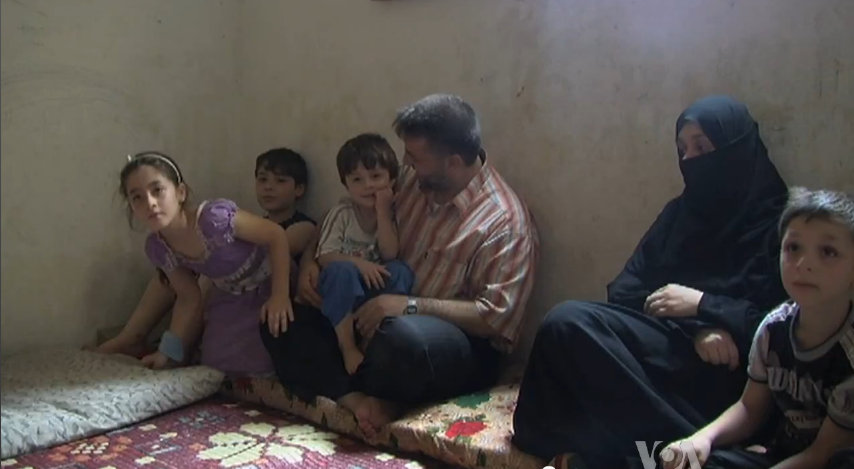
Uchodźcy syryjscy w Libanie

Na początku marca 2013 liczba uchodźców przekroczyła milion. Ponadto co minutę kraj opuszczało pięć osób. W większości obozów dla uchodźców panowała dramatyczna sytuacja humanitarna. Z otwartego w lipcu 2012 roku przez ONZ obozu Zaatari w Jordanii dochodziły informacje o prostytuujących się Syryjkach zarabiających na życie. Dziennikarze dotarli m.in. do 24-letniej wówczas Sammar z Damaszku, która przed wojną pracowała w sklepie z ubraniami, jednak po wybuchu walk w stolicy sklep został zamknięty, a Sammar uciekła do Jordanii. Nie znalazła tam żadnej pracy, więc zajęła się prostytucją jak setki innych Syryjek. Ponadto przydarzały się przypadki, że rodziny sprzedawały do zagranicznych agencji towarzyskich swoje córki, by mieć pieniądze na przeżycie w trudnych czasach wojennych.
Na początku czerwca 2013 UNICEF szacował, że pilnej pomocy humanitarnej potrzebowało 3,1 mln dzieci, z kolei 814 tys. młodocianych potrzebowało wsparcia w obozach dla uchodźców w państwach ościennych. UNICEF pisał o „straconym pokoleniu”, na którym wojna odcisnęła fizyczne i psychiczne piętno. Tysiące dzieci przeżyło wojenną traumę, widząc jak ich rodzice giną lub żyjąc w ciągłym strachu, pod niekończącym się ostrzałem. Prawie dwa miliony dzieci zostało zmuszonych do przerwania edukacji, a jedna piąta szkół w Syrii (4 tys. placówek) nie funkcjonowała. Ponadto według Centrum Dokumentacji Naruszeń w Syrii, od początku wojny w Syrii udokumentowano śmierć 6052 dzieci, z kolei francuska organizacja pozarządowa Chaine de l’espoir szacowała liczbę zabitych dzieci na 10 tys. do nawet 15 tys. Z kolei Save the Children alarmowała, że dzieci były wcielane do formacji zbrojnych oraz służyły jako żywe tarcze.
Podczas szczytu G8 trwającego w dniach 17–18 czerwca 2013 w Lough Erne w Irlandii Północnej, Barack Obama podczas rozmów roboczych ogłosił, że Stany Zjednoczone przeznaczą na syryjskich uchodźców 300 mln dolarów, z czego połowę dostanie Syria, a drugą połowę państwa ościenne, przyjmujące uchodźców. Na początku września 2013 liczba uchodźców z Syrii przekroczyła dwa miliony osób, z czego połowa stanowiły dzieci, natomiast liczba migrantów wewnętrznych osiągnęła 4,2 mln ludzi. Wówczas każdego dnia kraj opuszczało średnio 5 tys. osób. Syryjczycy znajdowali schronienie w takich krajach jak Liban (720 tys.), Jordania (520 tys.), Turcja (464 tys.), Irak (172 tys.), Egipt (111 tys.). Stany Zjednoczone (800 mln dolarów) były obok Unii Europejskiej (840 mln dolarów) największym z donatorów, którzy przekazywali środki na pomoc dla ofiar syryjskiego konfliktu.
W toku kampanii sił rządowych pod Damaszkiem oblężony został obóz dla palestyńskich uchodźców Jarmuk w Damaszku, co wpłynęło na katastrofalną sytuację humanitarną, czego skutkiem były zgony z niedożywienia czy braku medykamentów. Od lipca 2013 do lutego 2014 z głodu umarło tam 100 osób. Zagrożonych było 18 tys. ludzi przebywających w obozie. 27 lutego 2014 przedstawiciele ONZ zaapelowali o udzielenie swobodnego dostępu pracownikom humanitarnym.
6 lutego 2014 władze Hims zawarły z ONZ porozumienie o natychmiastowej ewakuacji cywilów ze Starego Miasta. Toczyły się również rozmowy nt. dopuszczenia pomocy humanitarnej do miasta. Ewakuacja kobiet i dzieci do 15. roku życia oraz mężczyzn po 55. roku życia rozpoczęła się 7 lutego 2014. 8 lutego 2014 do Hims dotarł transport z pomocą humanitarną, zawierający 50 paczek żywnościowych i 190 pakietów higienicznych oraz leków dla przewlekle chorych osób, podarowany przez Arabski Czerwony Półksiężyc. Konwój uprzednio został osaczony i ostrzelany z moździerzy i karabinów maszynowych. Tymczasem do 9 lutego 2014, 611 cywilów (210 kobiet, 180 dzieci, 91 mężczyzn powyżej 55 roku życia oraz 130 młodzieńców) zostało ewakuowanych z oblężonego Hims. W trakcie ewakuacji lotnictwo prowadziło bombardowania obrzeżnych dzielnic miasta, w których kryli się rebelianci. Z kolei wraz z końcem lutego 2014, liczba ewakuowanych cywilów osiągnęła liczbę 1400 osób.

## Reakcje międzynarodowe

### Wezwania do przerwania przemocy i pierwsze działania społeczności międzynarodowej
W trakcie wojny można wydzielić kilka etapów, w których czasie społeczność międzynarodowa podejmowała określone decyzje ws. sytuacji w Syrii. Początkowo wzywano reżim do zakończenia tłumienia demonstracji antyrządowych, projektowano rezolucję ONZ nakładającą sankcje na rząd w Damaszku, wysyłano do Syrii misje obserwacyjne Ligi Państwa Arabskich, jak i ONZ. Jednak gdy pokojowe wysiłki dyplomatyczne zaczęły zawodzić zaczęto sugerować, jako zakończenie wojny domowej, interwencję militarną.
Problemem w rozwiązaniu konfliktu była światowa konfrontacja geopolityczna na dwóch płaszczyznach. Z jednej strony o wpływy polityczne i ekonomiczne w Syrii rywalizowały kraje bliskowschodnie: Turcja i Arabia Saudyjska z Iranem. W globalnej rywalizacji zachodnie mocarstwa takie jak Stany Zjednoczone, Francja, Wielka Brytania i Niemcy, ścierały się odmiennymi stanowiskami z Rosją i Chinami. Właśnie to te dwa ostatnie kraje blokowały wszystkie rezolucje Rady Bezpieczeństwa ONZ i nie zgadzały się na nakładanie sankcji oraz były przeciwne usunięcia Baszara al-Asada ze stanowiska droga siłową. Rosja, Chiny oraz Iran były uważane za głównych sojuszników Damaszku, a Moskwa i Pekin posiadające mandat stałego członka w RB ONZ, blokowały międzynarodowe starania na rzecz dyplomatycznego rozwiązania konfliktu.
Pierwsze sankcje na Syrię nałożyła 10 maja 2011 Unia Europejska. W czerwcu 2011, kiedy syryjska armia zajmowała zbuntowane miasta, Francja i Wielka Brytania zgłosiły projekt rezolucji do Rady Bezpieczeństwa ONZ. Od razu sprzeciw przeciwko rezolucji wyraziła Rosja, główny dostawca broni do Syrii. Większą presję na rząd Asada społeczność międzynarodowa zaczęła wywierać po masakrze w Hamie z 31 lipca 2011. Zarzucano reżimowi niczym nieusprawiedliwioną brutalną pacyfikację pokojowych protestów.

### Plan pokojowy Ligi Państw Arabskich
30 października 2011 Liga Państw Arabskich przedstawiła syryjskiemu rządowi plan, który zakładał natychmiastowe zakończenie przemocy, wycofanie czołgów z miast, a także podjęcie dialogu narodowego. Syria w całości zaaprobowała pokojowy plan Ligi. Jednakże realnie plan nie wszedł i w związku z tym 12 listopada 2011 zdecydowano się zawiesić Syrię w prawach członka Ligi Państw Arabskich. Mimo reakcji LPA sytuacja w kraju ulegała zaostrzeniu. Walki partyzanckie podjęła rebeliancka Wolna Armia Syrii. Mimo to arena międzynarodowa była przeciwna wszelkiej ingerencji z zewnątrz.
Po nałożeniu sankcji przez Ligę Państw Arabskich na Syrię w listopadzie 2011 pojawiła się kwestia dozbrajania rebeliantów. Wobec przyjętych sankcji gospodarczych sąsiednie kraje Syrii dokonały mobilizacji armii na wypadek agresji. Nowe władze Libii i Katar ogłosiły gotowość przerzutu broni i ochotników dla Wolnej Armii Syrii, tak jak miało to miejsce w Libii. Ostrożnie do tego procederu podchodziły kraje zachodnie i USA, które twierdziły, że dozbrajanie rebeliantów pogrąży Syrię w odmętach długiej i krwawej wojny domowej.
Kolejnym etapem działań Ligi Państw Arabskich było wysłanie obserwatorów do Syrii. Początkowo Baszar al-Asad zgodził się wpuścić do kraju obserwatorów z Ligi Państw Arabskich. Prezydent zgodził się na obecność misji Ligi Arabskiej, gdyż ta zagroziła, że w przeciwnym razie nałoży sankcje gospodarcze na Syrię. Mimo zapewnień o przychylności wobec planu LPA, protokołu o wjazd obserwatorów LPA nie podpisał. Liga Państw Arabskich dała ultimatum Syrii na podpisanie protokołu o zezwolenie przeprowadzenia misji obserwatorów do 25 listopada 2011. Reżim jednak nie ustosunkował się do tego ultimatum. Wobec tego państwa Ligi Arabskiej zwołały w Kairze specjalny szczyt ws. Syrii na 26 listopada 2011, podczas którego ustalano sankcje gospodarcze wobec Syrii. LPA zatwierdziła sankcje wobec Syrii, w tym zamrożenie aktywów i transakcji z bankiem centralnym Syrii, wycofanie kapitału innych krajów arabskich, embargo na inwestycje, a także zakaz podróży do krajów arabskich dla członków reżimu. W kolejnych dniach nowe sankcje nałożyła Unia Europejska oraz Stany Zjednoczone.
31 stycznia 2012 Liga Arabska i USA zażądały od RB ONZ jak najszybszego przyjęcia rezolucji w sprawie Syrii. Liga Arabska próbowała uniknąć interwencji militarnej w Syrii, jednak sytuacja się tam zaogniała. Rezolucje RB ONZ cały czas blokowała Rosja, dysponująca prawem weta. Ponadto Rosja sprzeciwiała się jakimkolwiek sankcjom przeciwko oraz interwencji w tym kraju. Sama przygotowała projekt rezolucji zawierający apel do władz Syrii o zakończenie represji wobec przeciwników reżimu. Jednak propozycja rezolucji nie zawarła wprowadzenia ewentualnych sankcji.

### Rezolucja ONZ i plan pokojowy Annana

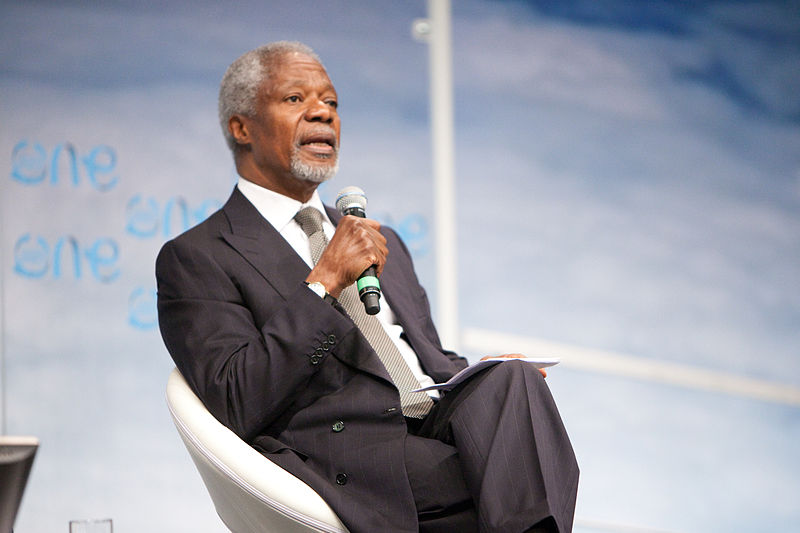
Misji pokojowej w Syrii podjął się Kofi Annan, Sekretarz Generalny ONZ w latach 1997–2006

4 lutego 2012, który był najbardziej krwawym dniem w trakcie wojny domowej, Rosja i Chiny po raz drugi zablokowały rezolucję Rady Bezpieczeństwa ONZ. Projekt rezolucji zakładał wezwanie syryjskiego prezydenta do ustąpienia oraz potępienie reżimu i nałożenie sankcji niemilitarnych. Po wecie stałych członków RB ONZ, w stronę Moskwy oraz Pekinu zaadresowano falę krytyki. W ocenie opinii międzynarodowej kraje te niweczyły wysiłki na rzecz rozwiązania syryjskiego konfliktu. Dla załagodzenia sytuacji 7 lutego 2012 minister spraw zagranicznych Rosji Siergiej Ławrow przybył do Damaszku, gdzie spotkał się z Baszarem al-Asadem. Po spotkaniu powiedział, że Rosja poprze wszelkie możliwości rozwiązania kryzysu wewnątrzsyryjskiego, jednakże przyszłość kraju leżała w rękach samych Syryjczyków.
19 marca 2012 do Damaszku przybyła grupa pięciu wysłanników ONZ, którzy mieli przekonać syryjski reżim do zaakceptowania Planu Annana, który 21 marca 2012 jednogłośnie – łącznie z Rosją i Chinami – został zaakceptowany przez RB ONZ. Sześciopunktowy plan pokojowy Annana zakładał ustanowienie rozejmu między stronami konfliktu nadzorowanego przez ONZ, humanitarną pomoc dla ludności, ewakuację rannych, wycofanie ciężkiej broni z dzielnic mieszkalnych, podjęcie rozmów na temat politycznego rozwiązania konfliktu, zapewnienie swobody dziennikarzom przemieszczania się po całym kraju, poszanowanie wolności do zrzeszania się oraz prawa do pokojowych manifestacji.
Punktem zwrotnym dla planu Annana była masakra w Huli z 25 maja 2012. Zbrodnia wojenna dokonana przez siły Asada została szeroko skrytykowana na arenie międzynarodowej. Oburzenie i potępienie zbrodni wyraziły resorty spraw zagranicznych państw zachodnich. Sekretarz Generalny ONZ Ban Ki Mun nazwał masakrę „oburzającym i odpychającym” pogwałceniem międzynarodowego prawa.
7 czerwca 2012 Kofi Annan oficjalnie przyznał, że jego plan nie odniósł zamierzanych efektów, a Syria pogrążała się w wirze wojny domowej. Powiedział, że rozwiązaniem radykalizującego się konfliktu mogło być powołanie grupy kontaktowej z członkami RB ONZ i liczącymi się krajami arabskimi na czele. Miało to według Annana nie dopuścić do kolejnych masakr w Syrii. Jednak w Syrii doszło do eskalacji przemocy do tego stopnia, że 16 czerwca 2012 zawieszono misję obserwacyjną ONZ.

### Wysiłki pod mediacją Lakhdara Brahimiego
3 września 2012 Lakhdar Brahimi nowy wysłannik ONZ i Ligi Arabskiej ds. Syrii, który objął funkcje wraz z początkiem września tr., określił swoją misję „prawie niemożliwą” do wykonania. Jego pesymistyczna postawa brała się stąd, że nie miał pomysłów na rozwiązanie konfliktu i obawiał się ciężaru odpowiedzialności i pytań, co zrobi w sytuacji, gdy w Syrii ginęło coraz więcej ludzi. Zapowiedział, że chciałby utrzymać sześciopunktowy plan pokojowy Annana, jednakże nie sprecyzował czy Asad powinien ustąpić i zdystansował się od obozu opozycjonistów. Brahimi do Damaszku udał się 13 września 2012, gdzie spotkał się z przedstawicielami syryjskiej opozycji oraz prezydentem Asadem.
Tymczasem we wrześniu 2012 zarówno najwyższy syryjski generał, który zdezerterował, Manaf Tlas, minister spraw zagranicznych Wielkiej Brytanii, William Hague, sekretarz generalny ONZ Ban Ki Mun, jak i sekretarz generalny NATO, Anders Fogh Rasmussen, wyrazili swój sprzeciw wobec interwencji wojskowej w Syrii. Najczęściej padały argumentacje, że operacja militarna mogłaby przynieść nieoczekiwane skutki, gdyż kraj ten był złożony etnicznie i religijnie.
Sojusz Północnoatlantycki wyraził swoje oburzenie po wybuchu kryzysu turecko-syryjskiego na początku października 2012. Po tym, jak syryjskie pociski lądowały w tureckich przygranicznych miejscowościach, NATO usprawiedliwiało działania odwetowe Turcji. Anders Fogh Rasumussen zapewnił, że Sojusz dysponuje planami w razie konieczności obrony Turcji przed Syrią. 10 października 2012 Turcja zmusiła do lądowania w Ankarze syryjski samolot rejsowy Airbus A320 z 37 pasażerami na pokładzie, który leciał z Moskwy do Damaszku. Maszyna została skontrolowana przez służby i według władz tureckich zabezpieczono 12 opieczętowanych kontenerów, w których znajdował się wojskowy sprzęt łącznościowy. Wśród pasażerów było 17 Rosjan i jak się okazało, pracowali dla rosyjskiej Federalnej Służby Bezpieczeństwa. Wydarzenie to wywołał dodatkowe napięcia między krajami. Incydent, który został nazwany przez władze syryjskie mianem „piractwa lotniczego”, stanowczo potępiła Rosja, która dodała, że na pokładzie samolotu nie transportowano broni.
W połowie października 2012 specjalny wysłannik ONZ i Ligi Arabskiej ds. Syrii Lakhdar Brahimi rozpoczął misję pokojową na rzecz wprowadzenia tymczasowego zawieszenia broni z okazji muzułmańskiego święta Id al-Adha przypadającego na dni 26–29 października 2012. W związku z tym negocjator odbył wizyty w wielu krajach, propagując swój plan wprowadzenia rozejmu. Brahimi odwiedził Iran, Irak, Liban, Jordanię, Egipt. Punktem kulminacyjnym misji było spotkanie z prezydentem Baszszarem al-Asadem, które odbyło się 21 października 2012. Owocem wizyty w Damaszku była deklaracja, że syryjskie wojsko wstrzyma operacje militarne na czas uroczystości świątecznych, zastrzegając sobie prawo do działań odwetowych w przypadku ataków rebeliantów. Wolna Armia Syrii także zgodziła się przestrzegać układu rozejmowego. Plan wysłannika pokojowego odrzucili dżihadyści i ugrupowania związane z Frontem Obrony Ludności Lewantu, którzy powątpiewali w zapowiedzi sił rządowych o respektowanie rozejmu. Plan Brahimiego został poparty przez arenę międzynarodową, w tym irańskiego prezydenta Mahmuda Ahmadineżada. Jednak zawieszenie broni w praktyce zakończyło się fiaskiem. W związku z tym Brahimi wyraził ubolewanie z powodu braku jakichkolwiek skutków jego mediacji.
Po fiasku planu Brahimiego na arenie międzynarodowej ścierały się dwa plany zakończenia kryzysu. Państwa Zachodu forsowały ustąpienie Asada, ale przy zagwarantowanym bezpiecznym opuszczeniu Syrii i ewentualnym przyznaniu mu immunitetu. Z kolei Rosja nie zgadzała się na takie rozwiązanie, gdyż popierała zasady ustalone na czerwcowej konferencji genewskiej. W dniach 4–11 listopada 2012 w katarskiej Dosze miała miejsce konferencja, której celem było zjednoczenie syryjskiej opozycji. Zreformowano wówczas m.in. Narodową Radę Syryjską oraz powołano Syryjską Koalicję Narodową na rzecz Opozycji i Sił Rewolucyjnych, będącą konfederacją opozycyjnych ugrupowań działających w kraju oraz za granicą skupionych w Narodowej Radzie Syryjskiej. Na czele konfederacji stanął Moaz al-Chatib. Ciało to szybko zyskało uznanie na arenie międzynarodowej, a po konferencji „Przyjaciół Syrii” w Marrakeszu (12 grudnia 2012) organ ten był uznawany za prawowitego przedstawiciela syryjskiego narodu przez ponad 100 państw świata.
Mimo niezmieniających się stanowisk mocarstw Lakhdar Brahimi podjął pod koniec grudnia 2012 kolejną podróż do Damaszku, gdzie spotkał się z syryjskim prezydentem. Wysłannik ONZ zaapelował również o rzeczywiste przemiany w Syrii i powołanie rządu tymczasowego. Asad odpowiedział, że jego rząd będzie współpracować z Brahimim i zrobi wszystko, co w jego mocy, by rozwiązać kryzys. Rozmowy podsumowano jako „ciepłe” i „konstruktywne”. 6 stycznia 2013 miała miejsce przemowa prezydenta Baszszara al-Asada. W trakcie wystąpienia opozycjonistów nazwał terrorystami i agentami państw zachodnich. Przedstawił również własną inicjatywę pokojową, która nawoływała do zaprzestania zbrojenia bojówek przez podmioty międzynarodowe i zakończenia „operacji terrorystycznych”. Po spełnieniu tych warunków Asad zaproponował zorganizowanie konferencji pojednawczej „z udziałem tych, którzy nie zdradzili kraju” oraz utworzenie nowego rządu. Jego inicjatywa została odrzucona przez opozycję i szeroko skrytykowana w świecie zachodnim. Plan pokojowy został z kolei poparty przez Iran, który nazwał inicjatywę Asada szansą dla Syrii.
W lutym 2013 obie strony konfliktu otwarły się na dialog. 1 lutego 2013 podczas pierwszego dnia 49. Konferencji Bezpieczeństwa w Monachium, na której obecny był Lakhdar Brahimi, Moaz al-Chatib ogłosił gotowość opozycjonistów do podjęcia rozmów z syryjskimi władzami w Damaszku. Syryjskie władze pozytywnie odpowiedziały na propozycję rokowań. Wówczas opozycja zmieniła front dyplomatyczny i przekazała, że usiądzie do stołu negocjacyjnego po usunięcia Asada ze stanowiska. Żądań tych Damaszek nie miał zamiaru spełniać. Strony konfliktu po raz kolejny nie porozumiały się, co zaowocowało kolejną eskalacją konfliktu i przekształcenie się go w wojnę religijną.
Porozumienia nadal nie było na arenie międzynarodowej, gdzie Moskwa krytykowała każdą inicjatywę Zachodu. Rosja zganiła Waszyngton za stosowanie „podwójnych standardów” na arenie RB ONZ po zamachach w Damaszku (21 lutego 2013), krytykowała „Przyjaciół Syrii” za, w jej pojęciu, zachęcanie islamistów do obalenia Asada podczas V konferencji „Przyjaciół Syrii (28 lutego 2013). Moskwa obarczyła odpowiedzialnością syryjskich rebeliantów o atak z użyciem broni chemicznej w Aleppo (19 marca 2013) oraz skrytykowała Ligę Państw Arabskich za przyjęcie w jej struktury Syryjskiej Koalicji Narodowej na rzecz Opozycji i Sił Rewolucyjnych (26 marca 2013), a także plany dozbrajania rebeliantów wysnuwane na szczycie G8 w Londynie (11 kwietnia 2013) oraz VI konferencji „Przyjaciół Syrii” (20 kwietnia 2013).

### Inicjatywa rosyjsko-amerykańska „Genewa 2”
7 maja 2013 w Moskwie doszło do spotkania Siergieja Ławrowa i Johna Kerry’ego, na którym uzgodniono plan zwołania międzynarodowej konferencji pokojowej „Genewa 2” z udziałem USA, Rosji oraz stron konfliktu. Syryjska opozycja przyjęła te ustalenia z zadowoleniem, jednak podkreśliła, że negocjacje zacznie dopiero po demontażu reżimu Asada. Tym samym powstańcy pośrednio odrzucili wezwania USA i Rosji do dialogu w celu zakończenia wojny domowej. 21 maja 2013 Lakhdar Brahimi poinformował, że obie strony poczęły przygotowania do międzynarodowej konferencji pokojowej „Genewa 2” (numeracja po pierwszej konferencji z 30 czerwca 2012). Według niego Baszszar al-Asad na konferencję delegował pięcioosobowy zespół, w tym premiera Wa’ila al-Halkiego. 26 maja 2013 syryjski minister spraw zagranicznych Walid al-Mu’allim przebywający w Bagdadzie powiedział, że zgadza się na udział w międzynarodowej konferencji pokojowej. Nadal nie była znana jej data, gdyż według Moskwy nie ustalono czasu konferencji z powodu braku jedności opozycji.
22 maja 2013 w stolicy Jordanii Ammanie odbyła się VII konferencja „Przyjaciół Syrii” z udziałem 11 państw, które przekonywały syryjskich opozycjonistów, że „Asad i jego poplecznicy, którzy mają krew na rękach, nie odegrają żadnej roli w nowej Syrii”. Z kolei opozycjoniści w dniach 23–29 maja 2013 uczestniczyli w szczycie Syryjskiej Koalicji Narodowej na rzecz Opozycji i Sił Rewolucyjnych, podczas którego obradowano nad uczestnictwem w konferencji „Genewa 2”, omawiano sytuację na frontach, wybierano nowego przewodniczącego koalicji, rozszerzano koalicję oraz powołano 11-osobowy rząd. Opozycjoniści uzależnili udział w rozmowach od obietnicy szybkiego ustąpienia Asada, mimo pokładanej nadziei w planowanych rokowaniach.
27 maja 2013, 27 państw UE debatowało nad przedłużeniem unijnych sankcji wobec Syrii, które wygasały 31 maja 2013. Sankcje obejmowały m.in. embargo na dostawy broni do Syrii. Wśród krajów, które żądały nieprzedłużania sankcji była Wielka Brytania i Francja. Z kolei na czele opozycyjnego bloku stały Niemcy i Austria. Po kilkugodzinnych rozmowach zdecydowano się nie przedłużać embarga na broń, jednak podtrzymano sankcje finansowe i gospodarcze na okres jednego roku. Nie uzgodniono kwestii wysyłania broni na front w Syrii. Również 27 maja 2013 doszło do kolejnego spotkania między Kerrym i Ławrowem tym razem w Paryżu. Rosyjski minister spraw zagranicznych przyznał, że zorganizowanie konferencji pokojowej w sprawie Syrii jest trudnym zadaniem, gdyż między USA i Rosją utrzymywały się rozbieżności w tej sprawie. Państwa nie mogły się porozumieć co do składu konferencji „Genewa 2”. Moskwa chciała zaprosić na nią Iran, na co nie zgadzał się Waszyngton i syryjska opozycja obradująca w Stambule.
Podczas szczytu G8 trwającego w dniach 17–18 czerwca 2013 w Lough Erne w Irlandii Północnej, doszło do spotkania Baracka Obamy i Władimira Putina, jednak przywódcy nie porozumieli się co do sposobu zakończenia wojny. Po rozmowach Putin powiedział, że Moskwa i Waszyngton mają różne poglądy na temat Syrii. Zgodzili się tylko w kwestii zakończenia rozlewu krwi i że strony konfliktu powinny zasiąść do stołu negocjacyjnego w Genewie. Kwestia organizacji konferencji „Genewa 2” zamarła w lipcu 2013. Dopiero 9 sierpnia 2013 ministrowie spraw zagranicznych i obrony USA (John Kerry i Chuck Hagel) oraz ich rosyjscy odpowiednicy (Siergiej Ławrow i Siergiej Szojgu) uzgodnili w Waszyngtonie potrzebę zwołania tejże konferencji.
Kolejne wysiłki na rzecz zorganizowania konferencji pokojowej Lakhdar Brahimi podjął pod koniec października 2013. Wówczas udał się z wizytą do Teheranu, gdzie na spotkaniu z irańskim ministrem spraw zagranicznych Mohammadem Dżawadem Zarifem, zapewniał, że udział Iranu w „Genewie 2” jest konieczny. Zarif odpowiedział, że Iran będzie czekał na zaproszenie na konferencję mającą znaleźć dyplomatyczne rozwiązanie konfliktu. Brahimi wylądował także w Damaszku. Podczas krótkiego spotkania z Asadem, syryjski prezydent ogłosił, że ostatnie słowo podczas konferencji pokojowej w Genewie powinno należeć do Syryjczyków. Dodał również, że powodzenie rozwiązania politycznego jest możliwe tylko w przypadku wstrzymania wsparcia dla grup terrorystycznych. Brahimi powiedział, że konferencja pokojowa nie może odbyć się bez udziału opozycji, podzielonej nie tylko na szczeblu militarnym, ale także politycznym i mającej twarde oczekiwania co do przebiegu tej inicjatywy dyplomatycznej.
25 listopada 2013 podczas trójstronnego spotkania USA-ONZ-Rosja w Genewie, sekretarz generalny ONZ Ban Ki-moon ogłosił, że konferencja pokojowa poświęcona zakończeniu wojny domowej „Genewa 2” rozpocznie się 22 stycznia 2014 w kurorcie Montreux nad Jeziorem Genewskim. Na rozmowy pokojowe zaproszono 32 kraje, wśród nich były Arabia Saudyjska i Iran. Na wieść o ustaleniu daty konferencji, gen. Salim Idris ogłosił, że Wolna Armia Syrii nie weźmie udziału w rozmowach pokojowych, oraz że siły zbrojne nie wstrzymają na czas ich trwania ognia. Udział w konferencji potwierdził Damaszek, dodając, że delegacja syryjska w Genewie nie odda władzy, czego domagały się opozycyjne struktury polityczne oraz kraje zachodnie.
Konferencja „Genewa 2” odbyła się w kurorcie Montreux nad Jeziorem Genewskim. W samej Genewie, dnia 22 stycznia 2014 rozmowy nie mogły się odbyć, ze względu na zaplanowane w tym samym terminie targi zegarmistrzowskie. Zaproszenie dla Iranu wycofano, gdy syryjska opozycja zagroziła wycofaniem się z rozmów. Z kolei 24 stycznia 2013 rozpoczęły się dwustronne rozmowy delegacji syryjskich pod kierownictwem Lakhdara Brahimiego. I runda negocjacyjna, zakończyła się 31 stycznia 2014. Według Brahimiego podczas tygodnia negocjacji doszło do „przełamania lodów” między stronami. Sporządził 10 punktów, co do których obie strony zgodziły się. W ocenie rządu w Damaszku rozmowy pokojowe nie przyniosły „namacalnych rezultatów” z winy opozycji, która zagroziła wycofaniem się z rokowań. Delegacja Asada nazwała ją „nieodpowiedzialną”, zarzucając jej „brak odpowiedzialności i powagi”.

### Arena międzynarodowa wobec ataku z użyciem broni chemicznej w Ghucie
Początkowo świat ostrożnie komentował pierwsze doniesienia o użyciu broni chemicznej spod Damaszku. Jednak wraz z kolejnymi dowodami, Zachód rozpoczął planowanie interwencji zbrojnej. Jednocześnie 26 sierpnia 2013 ruszyły prace inspektorów ONZ ds. broni chemicznej na miejscu ataku. Cztery dni później eksperci opuścili Syrię i rozpoczęła się analiza pobranych próbek.
Tymczasem Stany Zjednoczone ogłosiły, że są gotowe do interwencji w Syrii. Miało miejsce przegrupowanie sił morskich na Morzu Śródziemnym i Czerwonym. Ewentualna interwencja w Syrii, nie została autoryzowana przez Radę Bezpieczeństwa ONZ, która 28 sierpnia 2013 odrzuciła projekt rezolucji zawierający działania wobec syryjskich władz. Również NATO ogłosiło, że nie będzie interweniować w Syrii. Wobec tego Stany Zjednoczone szukały sojuszników, którzy czynnie uczestniczyliby w działaniach zbrojnych. Arabia Saudyjska, Australia, Izrael, Turcja, Francja oraz Wielka Brytania ogłosiły gotowość przyłączenia się do zbrojnej koalicji antysyryjskiej. Jednak 29 sierpnia 2013 z koalicji wyłamała się Wielka Brytania, gdyż tamtejszy parlament nie wyraził zgody na operację wojskową w Syrii
Dzień później opublikowany został tajny raport służby specjalnych USA zgodnie, z którym w ataku zginęło 1429 osób, w tym 426 dzieci. Przedstawiający raport, Sekretarz Stanu USA John Kerry, atak uznał za zbrodnie przeciwko ludzkości. Do rozpoczęcia interwencji w Syrii potrzebny był jedynie rozkaz prezydenta USA Baracka Obamy. Ten jednak 31 sierpnia 2013 przekazał sprawę interwencji w Syrii do Kongresu Stanów Zjednoczonych. Poparcie dla interwencji zbrojnej spadało, a 9 września 2013 Rosja zaproponowała oficjalnie syryjskiemu rządowi przystąpienie do inicjatywy dyplomatycznej, polegającej na oddaniu pod nadzór międzynarodowy arsenałów z bronią chemiczną, czego skutkiem ma być jej zniszczenie, a także przystąpienie do Organizacji ds. Zakazu Broni Chemicznej (OPCW). Syria zgodziła się działać według rosyjskiego planu i 12 września 2013 złożyła wniosek o przystąpienie do OPCW, a dwa dni później do Konwencji o zakazie broni chemicznej.
W dniach 12–14 września 2013 w Genewie John Kerry razem z Siergiejem Ławrowem i Lakhdarem Brahimim omawiali, przekazany Amerykanom, rosyjski plan oddania syryjskiej broni chemicznej pod kontrolę międzynarodową. Kerry stwierdził, że same deklaracje Damaszku co do broni chemicznej nie wystarczą. Z kolei rosyjski minister spraw zagranicznych stwierdził, że uregulowanie problemu broni chemicznej sprawi, że jakikolwiek atak na Syrię nie będzie konieczny. Skutkiem rozmów w Genewie było wypracowane sześciopunktowego porozumienia między USA i Rosją, według którego do Syrii zostaną wysłani inspektorzy OPCW, którzy będą mieli mieć nieograniczony dostęp do miejsc, w których przechowywana jest broń chemiczna. Miejsca te mają zostać wskazane przez syryjski rząd w ciągu tygodnia od przyjęcia planu. W ciągu miesiąca od przybycia inspektorów OPCW Syria musiała zlikwidować infrastrukturę do produkcji broni chemicznej. Z kolei samo zniszczenie broni nastąpiłoby zgodnie z procedurami wynikającymi z Konwencji o zakazie użycia broni chemicznej najpóźniej do 30 czerwca 2014.

### Proces niszczenia broni chemicznej
Rezolucja RB ONZ nr 2118 wzywająca do zabezpieczenia i zniszczenia syryjskiego arsenału chemicznego została jednogłośnie przyjęta 27 września 2013. Treść rezolucji opierała się na wrześniowych ustaleniach genewskich. Przyjęcie rezolucji zakończyło impas na forum RB ONZ, trwający od kwietnia 2012, kiedy to pierwszy i ostatni raz RB ONZ porozumiała się, wysyłając wówczas misję obserwatorów do Syrii. Łącznie Rosja i Chiny trzykrotnie blokowała projekty rezolucji proponowane przez kraje zachodnie.
Po przyjęciu rezolucji RB ONZ, 1 października 2013 do Syrii przybyli międzynarodowi eksperci OPCW, aby przeprowadzić inspekcje w arsenałach broni chemicznej. Był to drugi z punktów planu genewskiego przyjętego przez RB ONZ. Misja grupy miała trwać 30 dni i odwiedzone miały być 23 miejsca wskazane przez rząd. W tym czasie Syria musiała zniszczyć infrastrukturę do produkcji broni chemicznej. Proces likwidacji zasobów broni chemicznej rozpoczął się 6 października 2013. 11 października 2013 Organizacja ds. Zakazu Broni Chemicznej została nagrodzona Pokojową Nagrodą Nobla za „szeroko zakrojone działania mające na celu eliminację broni chemicznej”. Wpływ na decyzję komitetu noblowskiego miała rozpoczęta misja w Syrii.
24 października 2013 Damaszek przekazał OPCW, na trzy dni przed terminem, wymagany szczegółowy plan zniszczenia zasobów jej broni chemicznej. Z kolei 31 października 2013 na dzień przed terminem Syria ogłosiła, że zniszczyła infrastrukturę służącą do produkcji broni chemicznej. Kolejnym terminem w planie eliminowania broni chemicznej był 15 listopada 2013. Wówczas Organizacja na rzecz Zakazu Broni Chemicznej przyjęła szczegółowy plan eliminacji syryjskich zapasów broni chemicznej. Zgodnie z przyjętym harmonogramem najbardziej niebezpieczne rodzaje broni chemicznej miały zostać usunięte z terytorium Syrii do 31 grudnia 2013, natomiast materiały uznane za mniej groźne nie później niż 5 lutego 2014. Dokument nakazywał także do 31 marca 2014 przetworzenie najbardziej niebezpiecznych materiałów. Ostateczny proces eliminacji 1,3 tys. ton broni chemicznej przedłużono do 30 grudnia 2014.
Po przyjęciu pełnego harmonogramu zniszczenia broni chemicznej szukano miejsca, gdzie miałoby się to dokonać. Stany Zjednoczone zaproponowały Albanię, jednak ten kraj, podobnie jak Belgia i Norwegia, wykluczył możliwość zniszczenia broni chemicznej na własnym terytorium. Wobec braku państwa, które byłoby gotowe zlikwidować syryjski arsenał broni chemicznej na swoim terytorium, pojawił się pomysł zniszczenia broni chemicznej na morzu, za pomocą statku lub morskiej platformy. W związku z tym Stany Zjednoczone zaoferowały spalarnię na swoim okręcie „Cape Ray” oraz sprzęt służący do niszczenia gazów bojowych. Okręt zakotwiczony był we włoskim porcie Gioia Tauro, a substancje chemiczne transportowały duński statek „Arka Futura” i norweski „Taiko”, eskortowane przez okręty wojenne z Norwegii, Chin, Rosji i Syrii.
Jednakże wprowadzenie w życie międzynarodowych ustaleń dotyczących likwidacji syryjskiego arsenału chemicznego poważnie utrudniały prowadzone nieustannie walki. Koordynatorka misji OPCW Sigrid Kaag powiedziała, że niszczenie broni chemicznej nigdy nie odbywało się w tak trudnych warunkach. Pierwsza partia broni chemicznej została wywieziona z portu Latakia 7 stycznia 2014, natomiast druga – 27 stycznia 2014. Organizacja ds. Zakazu Broni Chemicznej przyznała 5 lutego 2014, że Syria nie wywiązała się z harmonogramu, gdyż do tej pory wywieziono zaledwie 4% broni chemicznej.

## Gospodarka
Wojna domowa w Syrii to konflikt na płaszczyźnie początkowo politycznej, który ewoluował następnie w konflikt religijny. Jednak wojna ma też istotny aspekt geopolityczno-ekonomiczny. Mianowicie Rosja zbroiła i wspierała reżim Asada nie bez powodu. Z geopolitycznego punktu widzenia sojusznik Moskwy na Bliskim Wschodzie to przeszkoda w budowie gazociągu z Kataru do Turcji, skąd planowanym gazociągiem Nabucco surowiec dostawałby się do Europy, stwarzając konkurencję dla rosyjskiego monopolisty na europejskim rynku Gazpromowi. Nitka z Kataru do Turcji miałaby biec przez Arabię Saudyjską, Jordanię i Syrię do Turcji. W planach zamiast Syrii widniał także Irak, jednak tamtejszy szyicki rząd Nuriego al-Malikiego był także nieprzychylny temu planowi. Ponadto w 2013 w Iraku rozgorzała przemoc religijna stawiając państwo na skraj wojny domowej. Tak więc Rosjanom na rękę było utrzymanie przy władzy w Damaszku Asada, z kolei Katarczycy zbroili opozycję, która dążyła do jego obalenia.
Nałożone we wrześniu 2011 embargo na syryjską ropę naftową kosztowało kraj 4 miliardy dolarów. Takie straty oszacował w maju 2012 syryjski minister ds. ropy naftowej Sufian Alaw. Sektor paliwowy był filarem gospodarki syryjskiej. Przychód z eksportu ropy naftowej wynosił 7–8 mln dolarów dziennie. Te wpływy były kluczowe dla utrzymania rezerw walutowych, które przed wybuchem wojny były rzędu 17 mld dolarów. Ponadto wprowadzenie embarga odbiło się negatywnie na sytuacji materialnej Syryjczyków. Ceny gazu LPG wzrosły czterokrotnie, jego braki występowały w całym kraju, a produkcja krajowa pokrywała tylko połowę zapotrzebowania. W związku z tym Syria została zmuszona do importu surowca z państw, które nie przyłączyły się do sankcji wobec Damaszku.
W miarę eskalacji konfliktu świat zachodni nakładał na Syrię rozmaite sankcje na instytucje i osoby fizyczne finansujące reżim. Zakazano również eksportu broni do Syrii oraz produktów luksusowych. Nałożono sankcje finansowe; zamrażano syryjskie aktywa poza granicami kraju oraz blokowano zdolność operacyjną syryjskiego Międzynarodowego Banku Islamskiego. Wobec sankcji wymierzonych w syryjską gospodarkę, pieczę nad nią zaczynał trzymać Iran. Od maja 2012 eksportował energię elektryczną do Syrii i Libanu przez Irak. Oprócz Iranu embargo na dostawę surowców ignorowała także Algieria transportująca do Damaszku olej napędowy. Oprócz tego wenezuelski rząd Hugo Cháveza wysyłał do Syrii olej napędowy warty dziesiątki milionów dolarów, który był wykorzystywany jako paliwo dla czołgów. Co więcej, gaz LPG oraz broń dla sił reżimowych dostarczała Rosja. Inne zagraniczne koncerny zawiesiły współpracę z Damaszkiem.
Według Damasceńskiej Izby Handlowej oferty importu gazu pochodziły z Iranu, Rosji oraz Iraku. Wobec inflacji przekraczającej 30% w czerwcu 2012 Rosja rozszerzyła swoją pomoc, wypuszczając w obieg dodatkowe banknoty drukowane przez rosyjski sektor publiczny. Tym samym miało dojść do złagodzenia deficytu finansowego.
Oznaką słabości gospodarczej Syrii wskutek nakładania sankcji międzynarodowych było zwiększenie zależności reżimu od lojalnych kupców krajowych. W miastach administrowanych przez rząd tworzono rady, które zatrudniały producentów np. mąki, by móc kontrolować podaż tego produktu. Władze układały się również z biznesmenami, którzy skupowali ropę naftową i sprzedawali ją Damaszkowi. W ten sposób rozwijał się sektor prywatny, który był non stop torpedowany sankcjami zewnętrznymi. Uderzano również w propagandę rządową. Na początku czerwca 2012 Liga Państw Arabskich nakazała Arabsatowi i Nielsatowi zamknięcie stacji wykorzystywanych przez reżim. Dokonało się to 5 września 2012, kiedy wyłączono sygnał trzech oficjalnych stacji państwowych – Syria, Syria News i Dunia.
W połowie czerwca 2012 rozszerzono sankcje na osoby i firmy związane z reżimem. Do końca lipca 2012 na liście widniało 170 nazwisk. Ponadto Australia nałożyła nowe sankcje zabraniające handlu w sektorach produkcji i wydobycia ropy naftowej, usług finansowych, komunikacji i metali szlachetnych. Sankcje były jednak naruszane przez Iran, który transportował do Syrii gaz oraz Rosję, która zbroiła syryjskie wojsko. Skutkami ubocznymi nakładania sankcji były bankructwa setek syryjskich sklepów oferujących sprzedaż złota. Ponadto notowano gwałtowny wzrost nielegalnego wywozu złota, zmniejszając tym samym przepływ metali szlachetnego do mniej niż 10%. Ceny gazu na czarnym rynku wzrosły dziesięciokrotnie od początku wojny domowej. Sankcje spowodowały wzrost długu publicznego, który na początku 2013 wyniósł 8,5 mld dolarów.
Na początku lipca 2012 syryjska gospodarka była bliska załamania. Syryjska waluta straciła ponad 50% swojej wartości w ciągu ostatniego roku, a ceny wzrosły o co najmniej 50%. Odnotowano również 50-procentowy spadek depozytów bankowych. Ponadto giełda w Damaszku stracił ponad 80% swojej wartości. Reżim wpompował kilka miliardów dolarów, aby ożywić swoją walutę, lecz co najmniej 70% przedsiębiorców z Syrii zamknęło swoje przedsiębiorstwa i uciekło z kraju, aby otworzyć nowe przedsięwzięcia za granicą, głównie w Zjednoczonych Emiratach Arabskich, USA, Kanadzie i Europie. Kryzys doprowadził do zamknięcia ponad 30% małych i średnich przedsiębiorstw w kraju. Prowadziło to do destabilizacji gospodarki i jej upadku.
W związku z powyższą sytuacją syryjski rząd prosił Rosję o zapewnienie pomocy gospodarczej. Podczas wizyty syryjskiej delegacji w Moskwie, syryjski wicepremier Kadri Dżamil ogłosił, że Rosja jest skora dodrukować nowych banknotów. Syryjski minister finansów Mohammad Dżulelati powiedział, że poprosił o rosyjską pożyczkę do uzupełnienia rezerw walutowych Syrii, które zostały wyczerpane przez embarga nakładane przez USA i UE, a dotyczące syryjskiego eksportu.
16 stycznia 2013 Syria i Iran podpisały porozumienie ws. wsparcia kredytowego Syrii. Teheran otworzył linię kredytową na 1 mld dolarów za pośrednictwem Banku Handlowego Syrii oraz banku Saderat. Zatwierdzono również liczne kontrakty w sferze transportu energii i wyposażenia elektrycznego. Na pytanie, czy Iran udziela militarnego wsparcia Syrii, Salehi odpowiedział, że armia syryjska jest na tyle duża, że sama może się bronić. Przyznał jednak, że Iran wspiera Damaszek w sferze ekonomicznej.
W wyniku wojny domowej rząd drastycznie podniósł ceny leków i ułatwił procedury przywozowe, aby złagodzić niedobory produktów farmaceutycznych. Na wojnie ucierpiała także motoryzacja. Sprzedaż nowych samochodów spadła aż o 86% ze względu na zubożenie społeczeństwa (jedna czwarta społeczeństwa straciła pracę) i wysokich kosztów importu. Wojna domowa to również problem osób bezdomnych. Pomiędzy styczniem a kwietniem 2013 niszczono ok. 1200 mieszkań dziennie. Natomiast w ciągu dwóch lat wojny uległo zniszczeniu 535 tys. domów, w tym 9 tys. budynków państwowych.
22 kwietnia 2013 Unia Europejska zniosła część sankcji gospodarczych. Dzięki temu umożliwiony został eksport ropy naftowej z terenów kontrolowanych przez rebeliantów. Do tej pory Syria straciła z powodu sankcji oraz uszkodzeń infrastruktury naftowej 500 miliardów funtów syryjskich. Z kolei cena zakupu jednego dolara osiągnęła aż 95 funtów syryjskich, jednak już w czerwcu 2013 ta suma wynosiła 170 funtów syryjskich. Ponadto inflacja osiągnęła poziom 40%. Gwałtowny spadek wartości funta oraz wysoka inflacja, wywindowały ceny do góry. Nie przeszkodziło to zarządzić podwyżki dla wojskowych, co uczynił 23 czerwca 2013 Baszszar al-Asad.
29 maja 2013 minister ds. ropy naftowej Sulejman Abbas powiedział, że produkcja ropy naftowej w wyniku wojny domowej spadła do 20 tys. baryłek dziennie. Przed wojną wynosiła ona 380 tys., tak więc po ponad dwóch latach wojny stanowiła ona 5% stanu pierwotnego. Rok później pułap ten wynosił 4%. Jednocześnie produkcja gazu spadła o połowę do 15 milionów m³. Wobec tego państwo zostało zmuszone do importu ropy naftowej i pochodnych kosztem 500 mln dolarów miesięcznie. Na początku czerwca 2013 minister rolnictwa przyznał, że starty w sektorze rolniczym spowodowane międzynarodowymi sankcjami i przemocą, osiągnęły 101 bilionów funtów syryjskich (1 miliard dolarów). Na początku lipca 2013 minister energii elektrycznej podniósł cenę energii dwukrotnie dla komercyjnych odbiorców.
Na początku ramadanu (lipiec 2013) syryjski premier przyznał, że gospodarka nie ma przychodów. Z kolei Syryjczycy cierpieli na niedobory żywności i wysokie ceny w sklepach. Cena dolara osiągnęła 315 funtów syryjskich. Rząd zaczął interweniować. W wyniku sięgnięcia do środków nadzwyczajnych udało się zbić kurs do 180 funtów za dolara. Ponadto reżim wprowadził rygorystyczne środki w celu ograniczenia napływu walut zagranicznych. Syryjskim przedsiębiorcom, którzy sprzedawali towary w obcej walucie, groziła kara do 10 lat więzienia. 4 sierpnia 2013 rząd syryjski rozpoczął akcję mającą na celu zahamowanie rosnącej dolaryzacji gospodarki sparaliżowanej przez trwającą dwa i pół roku wojnę domową.
Widmo interwencji Stanów Zjednoczonych w Syrii we wrześniu 2013 spowodowało trzykrotny wzrost cen w Damaszku, z kolei firmy zagraniczne pozostające nadal w ogarniętym wojną domową kraju, rozpoczęły wycofywanie się z Syrii. Na początku października 2013 premier Wa’il al-Halki poinformował, że zniszczenia wojenne spowodowały straty w sektorze publicznym i prywatnym rzędu 16,5 mld dolarów. Dodał, że rezerwy finansowe są na wyczerpaniu, co było skutkiem spadku produkcji w sektorze naftowym, która zmalała o 90% w porównaniu ze stanem przedwojennym. Jednak rząd konstruował plan restrukturyzacji gospodarki, który ma ożywić przemysł pomimo międzynarodowych sankcji. W grudniu 2013 poinformowano, że cena chleba w ciągu dwóch lat wojny domowej wzrosła o 500%, z kolei cena koca do okrycia wynosiła 27 dolarów, co stanowiło przeciętnie 93% miesięcznego dochodu Syryjczyka.
Przedłużająca się wojna w Syrii wprowadza znaczące skutki w Europie. W planach Kataru jest budowa nitki gazociągu do Europy, dzięki czemu możliwe byłoby dostarczanie gazu chociażby do Polski po znacznie niższych cenach niż z Rosji. O ile Irak definitywnie nie wyraża na nią zgody, o tyle mogłaby przebiegać przez Jordanię, a następnie przez Syrię. Póki władzę w Syrii utrzymuje Asad, oraz wspiera Rosję z wzajemnością, budowa gazociągu przebiegającego przez terytorium Syrii jest niemożliwa. W interesie Kataru jest natomiast wygrana opozycji syryjskiej, która odsunęłaby od władzy prezydenta, dlatego też naturalne jest wsparcie udzielane przez ten bogaty kraj bojówkom na terenie Syrii.

## Media
Dokumentacja wojny domowej w Syrii była niezwykle trudna, w związku z restrykcjami, którym w Syrii podlegali dziennikarze i organizacje międzynarodowe. Toteż w pełni obiektywny obraz konfliktu, był niemożliwy do uzyskania. Media opierały się głównie na raportach źródeł powstańczych. Codzienne informacje z frontów podawało Syryjskie Obserwatorium Praw Człowieka w Londynie oraz Lokalne Komitety Koordynacyjne, które zliczały i dokumentowały liczbę ofiar. Własny obraz konfliktu kreowały źródła reżimowe. Niezależne organizacje pozarządowe dokumentowały zbrodnie wojenne dokonywane w Syrii i opisywały sytuację humanitarną.
Syryjskie Obserwatorium Praw Człowieka założył sunnita i opozycjonista Rami Abd ar-Rahman, który w 2000 wyemigrował do Wielkiej Brytanii. Posiadał on w Syrii sieć 200 informatorów, którzy nadsyłali mu wiadomości i materiały z teatru wojny. Z kolei Lokalne Komitety Koordynacyjne i portal syrianshuhada.com specjalizowały się w zliczaniu ofiar konfliktu. Raporty Lokalnych Komitetów Koordynacyjnych zawierały potwierdzoną liczbę cząstkową ofiar na koniec każdego dnia, toteż te dane stały się źródłem dla Wikipedii. Drugi z tych powstańczych źródeł posiada listę wszystkich ofiar oraz nagrania i zdjęcia zabitych cywilów i rebeliantów, określanych mianem „męczenników”. Portal zawiera liczbę zabitych osób na każdy dzień i liczbę zabitych w poszczególnych prowincjach, a także liczne statystyki. Jednakże źródła te często wybielały działania opozycjonistów oraz wywierały presję na społeczności międzynarodowej, by ta podjęła kroki ku interwencji wojskowej.
Raporty z konfliktu przekazywała także strona rządowa za pośrednictwem agencji informacyjnej Sana bądź telewizji państwowej. Jednakże źródła te zatajały wiele faktów, minimalizowały liczbę ofiar cywilnych, a przeciwników reżimu nazywały „terrorystami”. Kreowały również obraz Asada, którego popierał cały naród, walczącego z terroryzmem.
Niezależne raporty z Syrii opracowywały takie organizacje pozarządowe jak Amnesty International i Human Rights Watch. Dokumenty te zawierały głównie informacje o sytuacji humanitarnej w kraju oraz ukazywały zbrodnie wojenne popełniane zarówno przez wojsko, jak i rebeliantów. Nie zliczały one ofiar i nie opisywały przebiegu walk na frontach. Do niezależnych źródeł informacji trzeba zaliczyć obserwatorów LPA i ONZ. Byli oni na miejscach niektórych zbrodni, jednak także oni mieli ograniczony dostęp do stref walk.
Ze względu na fakt, że syryjskie władze nazywały rebeliantów „terrorystami”, 5 września 2012 egipski nadawca Nilesat wyłączył transmisje trzech oficjalnych stacji państwowych – Syria, Syria News i Dunia. Transmisje te wstrzymał także system Arabsat. 29 listopada 2012 władze Syrii zablokowały w całym kraju dostęp do internetu, głównego medium wykorzystywanego przez walczącą w kraju opozycję do informowania o bieżącej sytuacji z frontów, publikowania notatek, zdjęć i filmów z walk. Działalność sieci przywrócono po dwóch dniach dzięki interwencji inżynierów rządowych. Ponowne odłączenie Syrii od internetu miało miejsce 7 maja 2013 o godz. 22:00.

## Porozumienie Rosji i USA
W nocy z piątku na sobotę (9/10 września 2016 roku) szefowie dyplomacji Rosji (Siergiej Ławrow) i USA (John Kerry) uzgodnili rozejm, który wszedł w życie 12 września 2016 roku. Rząd w Damaszku zgodził się poprzeć rozejm.

## Rosja a konflikt w Syrii
30 września 2015 roku rosyjskie siły lotnicze rozpoczęły operację lotniczą na terenie Syrii, wspierając tym samym siły rządowe Baszszara al-Asada. Brały udział w bombardowaniu miasta Aleppo.

## USA a konflikt w Syrii
7 kwietnia 2017 w odpowiedzi na atak chemiczny na Chan Szajchun siły lotnicze USA zbombardowały bazę wojsk syryjskich.
14 kwietnia 2018 prezydent Stanów Zjednoczonych Donald Trump wydał rozkaz przeprowadzenia ataku na Syrię z powietrza. Celami były miejsca podejrzewane przez Stany Zjednoczone o związek z programem broni chemicznej syryjskiego rządu.

## Turcja a konflikt w Syrii
Turcja za prezydentury Abdullaha Güla, a następnie Recepa Tayyipa Erdoğana aktywnie wspierała rebeliantów, gdyż posiadała napięte relacje z rządem al-Asada, a wojna domowa okazała się szansą na jego obalenie i zastąpienie bardziej ugodowym rządem.
Z drugiej strony, Turcja podjęła działania zbrojne przeciw proamerykańskim kurdyjskim Syryjskim Siłom Demokratycznym, gdyż nie zamierza dopuścić do utworzenia państwa kurdyjskiego. Doszło również do konfliktu dyplomatycznego ze Stanami Zjednoczonymi, ponieważ pomimo wspólnej przynależności do NATO i walki z ISIS, Turcja i USA posiadają jedynie częściowo zbieżne interesy odnośnie konfliktu syryjskiego.